# Ejército Real del Perú
El Ejército Real del Perú fue la unidad militar organizada por el virrey del Perú, José Fernando de Abascal, para proteger a la Monarquía Hispánica en el Virreinato del Perú y las provincias aledañas (Provincia de Charcas, Capitanía General de Chile y la Provincia de Quito) de las revoluciones independentistas que a principios del siglo XIX convulsionaron el Imperio español. Este ejército estuvo compuesto en un 80% por indígenas americanos.

## Denominación

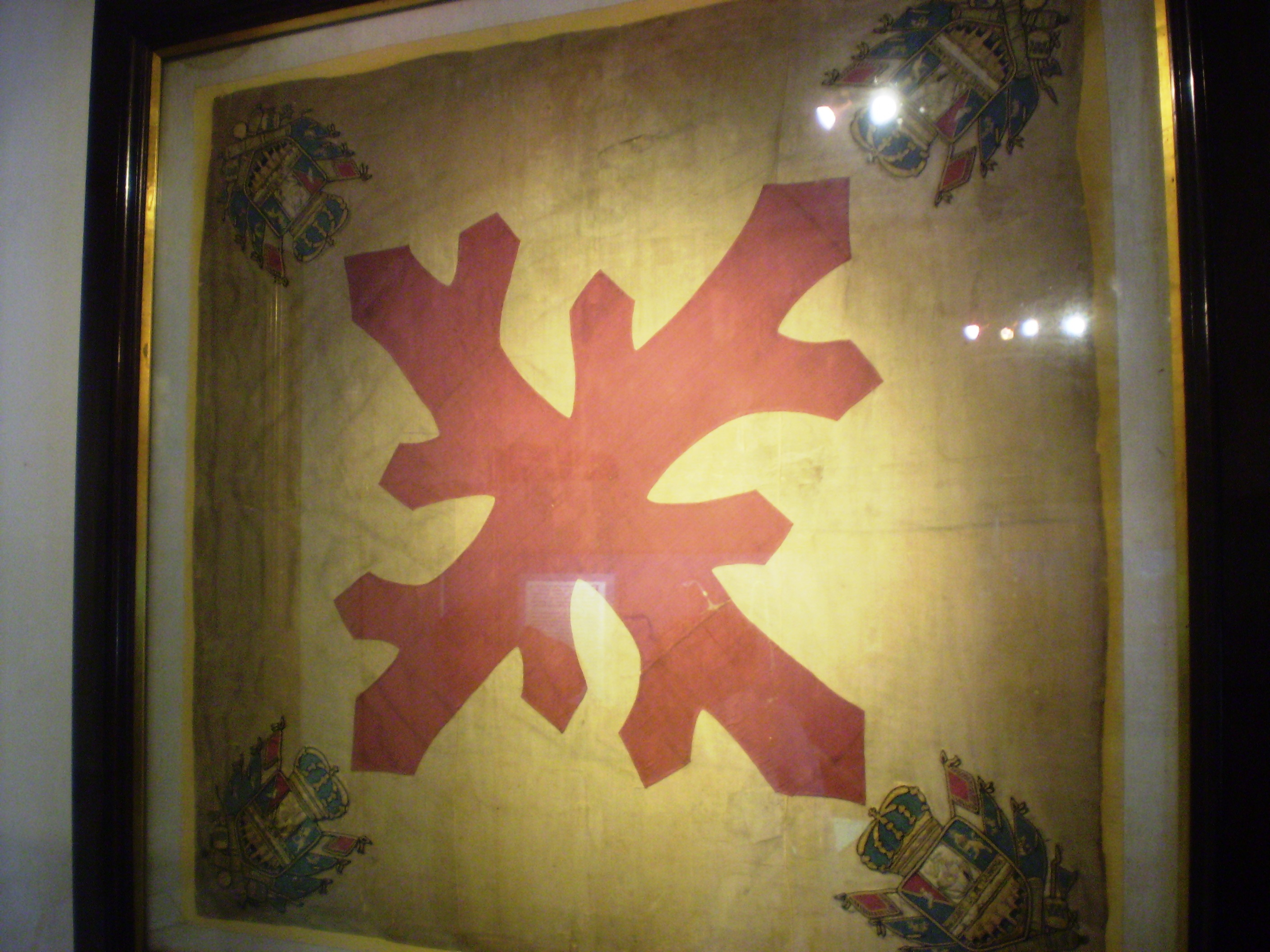
Bandera coronela de Batallón de Voluntarios de Castro de Chiloé, capturada en la batalla de Cerro de Pasco cuando la unidad formaba parte del Regimiento Talavera.

En los documentos españoles era llamado como el Ejército del Perú haciendo referencia al ejército de ese territorio de ultramar (el nombre también era usado por su rival: las Provincias Unidas, llamado Ejército Auxiliar del Perú, más tarde conocido como Ejército del Norte). Generalmente, los oficiales realistas lo llamaban como el Ejército Real del Perú o, abreviadamente, Ejército Real, sin embargo, durante el Trienio Liberal se denominó Ejército Nacional. Es menor el uso del término Ejército Español, utilizado principal aunque no exclusivamente por sus enemigos. En referencias de la guerra de la Independencia de Chile también se encuentra el sobrenombre ofensivo de Ejército Godo para calificar a las tropas americanas y peninsulares, por relación con la Hispania visigoda La historiografía actual reconoce que en el Perú hasta el año 1820, y en la sierra en particular hasta 1821, el término Patriota se atribuye a los defensores de la Monarquía Hispánica. En el Perú, a partir de esas fechas y con la llegada de las Corrientes Libertadoras del Norte y Sur, queda apropiado por el bando independentista, pero no como referencia al territorio del Perú propiamente dicho, sino que el término Patria y Patriota hacen referencia a una filiación con América y ser partidario de la Soberanía, respectivamente. El término Realista se empleó tardíamente con la conclusión de la guerra, durante el régimen absolutista de Fernando VII de España que se mantuvo desde 1823 hasta su muerte.

### El Ejército Real durante el Trienio Liberal

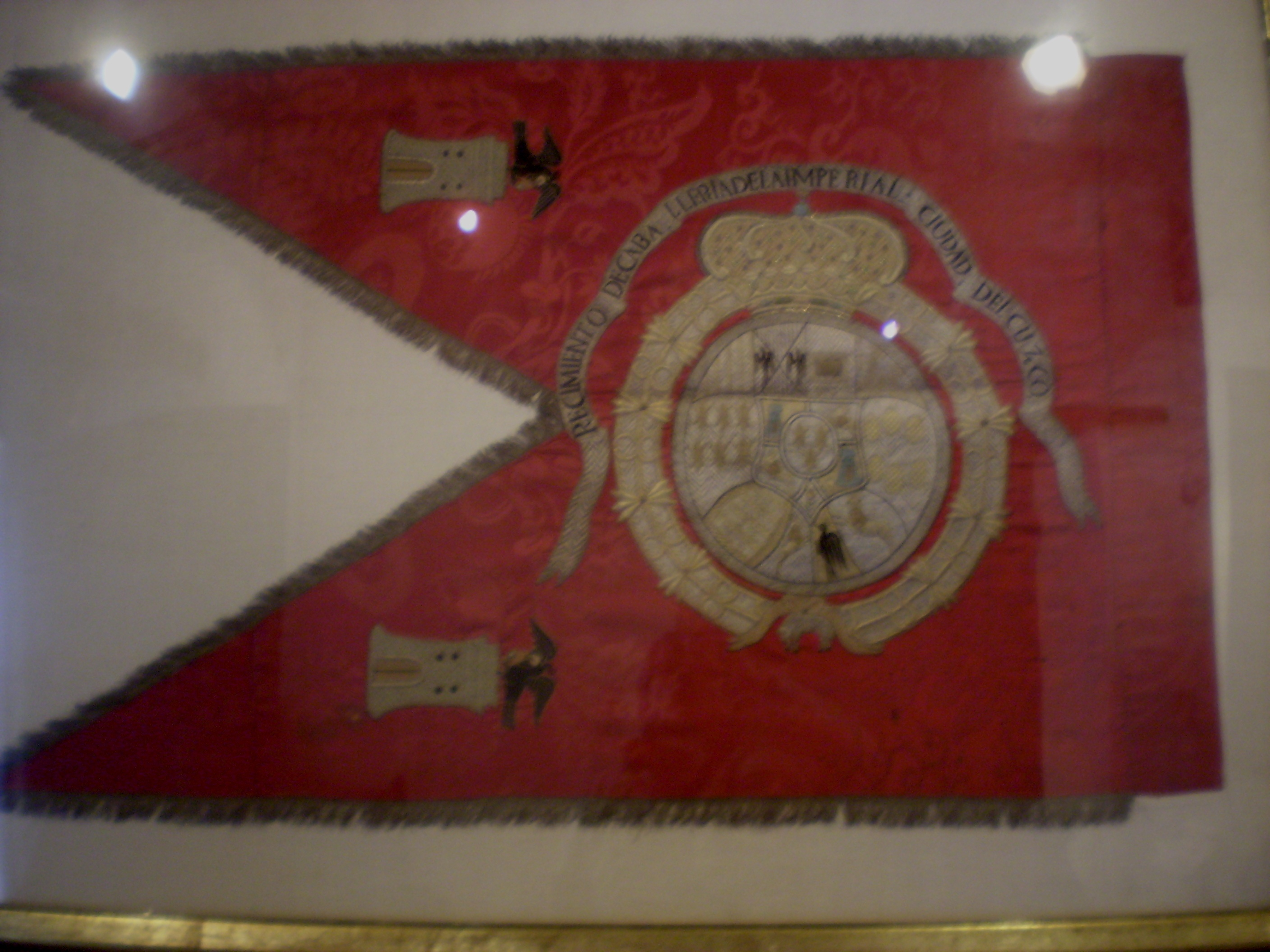
Estandarte de Caballería. Regimiento de la Imperial Ciudad del Cuzco.

Durante el Trienio Liberal, que desde 1820 ocasionó en España el abierto enfrentamiento entre Liberales y Absolutistas, el Ejército Real Español paso a denominarse oficialmente como Ejército Nacional, esto se debía a que las Cortes Generales buscaban transformar a las fuerzas armadas, en ese entonces bajo el control directo del monarca y en su beneficio e intereses, en un ejército que se encontrara al servicio de la nación española. Estas ideas se habían gestado ya durante la guerra frente a la invasión napoleónica pero habían sido desechadas con la restauración absolutista de 1814. Por aquel entonces en España se entendía como realista, al defensor del absolutismo mientras que en el teatro de guerra americano tenía una connotación diferente como explicaba el general García Camba:

Recomendamos a nuestros lectores tengan siempre presente que el epíteto realista era en América sinónimo de español, y valía tanto como decir defensor y partidario de los intereses y derechos de la España. (García Camba, 1846, p. 54, vol.2)

Los jefes españoles en el Perú, aunque de simpatías liberales en su mayoría, se definían a sí mismos como realistas y trataban de no tomar un abierto partido en el conflicto que sacudía a la metrópoli, esperando pacientemente el envío de refuerzos. Tras tener noticias de las victorias obtenidas por el ejército real del Perú en 1823 el periódico español "El Restaurador" de marcada posición absolutista publicaba lo siguiente:

¡Ejército Real del Perú y Ejército Nacional de la España Europea! ¡Que asombroso contraste! Aquel conserva inmarchitable su título de realista y a la sombra de sus banderas victoriosas se guarnecen miles de europeos desgraciados por su fidelidad y millones de americanos, cuya lealtad raya en el heroísmo y cuyos sacrificios no tienen precio(...) Y ¿El ejército nacional entre tanto? (...) Desde que el cobarde y traidor Quiroga (...) dijo que en su primera proclama en la isla, "la conquista de América es ya imposible" parece que se conjuraron todos los elementos constitucionales para imposibilitarla.

### El Ejército Real durante la Restauración Absolutista
En 1824, apoyado por 100.000 soldados franceses, el monarca Fernando VII logró recuperar sus antiguos poderes y a la vez abolir todas las leyes y disposiciones decretadas por las Cortes, sin embargo entre estas figuraba también el reconocimiento de José de la Serna como virrey del Perú lo que sería aprovechado por el general Pedro Antonio Olañeta para rebelarse contra su autoridad y minar el potencial realista para continuar la lucha. 
Aun cuando el 9 de agosto de 1821, José de San Martín derogó en Lima la Constitución de 1812, ésta permaneció en vigor nominalmente en la zona realista hasta marzo de 1824, cuando el virrey De la Serna anunció su abolición en los territorios que controlaba, mientras en el Alto Perú tenía lugar en simultáneo la rebelión capitaneada por Olañeta. Parece que la idea del supuesto liberalismo de los dirigentes realistas del Perú fue una acusación originada por Olañeta, jefe realista del Alto Perú con tendencias absolutistas, quien aprovechó la noticia, procedente de Buenos Aires, de que el rey había derogado la Constitución por segunda vez, para dividir el territorio bajo su control del que estaba controlado por los realistas del Bajo Perú, con el pretexto de que el virrey y sus principales generales eran liberales. Como las Cortes ya no existían, los tachó de renegados enemigos del trono y del altar. Entonces, Olañeta disfrazó su movimiento separatista con una máscara de ser un movimiento de defensa de la monarquía española. Consecuentemente, emitió una proclama en la que calificaba a La Serna, José de Canterac y Gerónimo Valdés como “liberales, judíos y herejes”, afirmando actuar por rechazo a los “innovadores” y “falsos filósofos”, cuya “impiedad” y “desenfrenada licencia” eran la causa del derrumbe de la ley y del orden en el imperio. Tildó al liberalismo de ser un sistema destructor de la moral católica y se acusó al Virrey José de la Serna de ser un masón.
Para Valdés, estas declaraciones eran calumnias. Exhibió un documento que demostraba que Olañeta había recibido con bienaventuranza la restitución de la Constitución en 1820, y afirmó que Olañeta había sido “uno de los más exaltados innovadores” y “un revolucionario enemigo de España y de su rey”. En cuanto a sus opiniones religiosas, Valdés señaló que Olañeta, en una carta que en 1822 escribió a De la Serna, le informó que había clausurado tres conventos de Tarija, apropiándose de sus fondos para pagar sus haberes a las tropas que tenía a su mando. Además, a pesar de sus protestas en defensa de la lealtad a la monarquía española, tanto él, como su sobrino Casimiro Olañeta, intrigaban con Simón Bolívar y Antonio José de Sucre. También Andrés García Camba vio el origen de las acusaciones de liberalismo hacia los funcionarios realistas en las intrigas de Olañeta. En el manifiesto que éste emitió el 20 de junio de 1824, De la Serna y sus colaboradores son calificados de “constitucionales, enemigos del trono y del altar, jacobinos”, etc. Por otra parte, también los oficiales derrotados de la facción de Olañeta que regresaban a España difundieron estos rumores, por lo cual la Gaceta de Madrid elogió la insurrección encabezada por Olañeta. Otro periódico, la Gaceta de Bayona, llegó a afirmar en 1829 que el ejército realista fue “vendido” en Ayacucho, pero pese a todo, el rey Fernando VII nunca dudó de la versión de los hechos dada por De la Serna, y consecuentemente ratificó todos los honores y ascensos que se le concedieron mientras fue virrey del Perú.

## Composición y organización

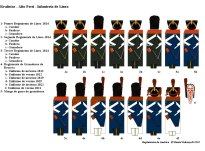
Uniformes de la infantería de línea — Alto Perú.

Las tropas reales en el Perú se componían principalmente y en su inmensa mayoría de peruanos organizados en batallones y milicias según su lugar de procedencia, tal como los españoles, blancos, los mestizos e indígenas, que al reconocerse como peruanos, estaban organizados según sus pueblos de origen, tal es el caso del escuadrón de caballería miliciana Dragones de Tinta. También hubo personas de raza negra que estaban organizadas en milicias según su Casta colonial, siendo así que existían unidades de negros y mulatos, como el batallón de Pardos de Arica. Sin embargo la necesidad de cubrir las bajas y nutrir de soldados de los regimientos expedicionarios europeos terminó por refundir la tropa de distintas unidades y hacían que la evolución de muchos de los cuerpos de línea realistas acabasen con un mestizaje de compañías de distintos lugares de procedencia y casta dentro de la misma unidad expedicionaria, clara expresión de la realidad social peruana.
Étnicamente la masa de las tropas reales la formaban los indígenas y mestizos al tratarse de la población mayoritaria los cuales, según sus cualidades, eran reclutados con preferencia sobre los indígenas tributarios o los criollos con oficio, y en general del resto de tejido económico productivo del país. En el contexto sociocultural de la época la masa mestiza se componía en su mayoría de quechua hablantes los cuales no dominaban el español, lo que ha llevado a algunos autores a afirmar que el ejército realista estaba compuesto casi en su totalidad por indígenas. Lo que motivaba que oficiales y suboficiales peninsulares conocieran la lengua quechua de sus tropas.
El ejército real estaba formado inicialmente por unidades veteranas (permanentes) y de milicias (movilizadas), los primeros eran soldados a tiempo completo, generalmente de dotación (Fortificaciones) como el Real de Lima, mientras que los segundos se levantaban en caso de necesidad militar. Las milicias podían ser de dos tipos: urbanas o provinciales. Las milicias urbanas, estaban limitadas más bien a la defensa de una localidad concreta y tenían componentes más irregulares. Las milicias provinciales en cambio, eran capaces de desplazarse a distancia, y tuvieron un papel protagónico y un destacado desempeño, de tal manera que sentaron las bases para la consolidación de una fuerza regular propia (como los regimientos de Línea del Cuzco o de Arequipa) y que dieron lugar a una sucesión de victorias militares, como la obtenida por el brigadier José Manuel de Goyeneche en la batalla de Huaqui.
En cuanto a la organización militar esta era:

Uniforme para granaderos y cazadores aprobado por las Cortes en 1821, las disposiciones no siempre podían ser cumplidas a cabalidad en el Perú quedando muchas unidades con uniformes adoptados de acuerdo a las circunstancias.

- Infantería: La infantería se dividía en batallones, se trataba de formaciones de 1000 plazas teóricas, los que en algún momento podían agruparse de uno, dos o tres adicionales para constituir un regimiento, cada batallón contaba con 6 u 8 compañías en las que a su vez formaban 100 soldados en promedio aunque esta cifra nominal solía variar. De las compañías que formaban un batallón al menos una debía ser de granaderos y otra de cazadores, ambas llamadas de "Preferencia", siendo las seis restantes de fusileros. Las compañías de Preferencia de varios regimientos podían agruparse en batallones mixtos de solo Granaderos o Cazadores en una disposición táctica ad hoc para una batalla, como sucedió por ejemplo en la Batalla de Cancha Rayada (1818). Las características de estos soldados de eran las siguientes:

-Los Granaderos: eran escogidos entre los hombres de mejor conducta y constitución física, generalmente los más altos y fornidos del batallón, constituían una fuerza de choque y recibían su nombre de las granadas de mano que originalmente usaban en los combates aunque su uso en la época era ya casi anecdótico. Su distintivo original eran las birretinas o gorros de piel de oso negro aunque lo costoso y escaso de este material hacía que fuera reemplazado también por pieles negras de perro, mono o cabra.

En un punto del campo de batalla yacían más de 30 granaderos realistas, y por la posición que tenían sus cadáveres se conocía que habían hecho una valerosa resistencia, y perecido casi al mismo tiempo en la formación que tenían á la cabeza de una columna.
 Memorias del general Miller, La batalla de Ayacucho.

-Los Cazadores: eran soldados de infantería ligera, ágiles y de menor talla, adiestrados en tácticas de orden disperso o "guerrilla", en batalla eran usados como escaramuzadores o avanzadas. Se les entrenaba como tiradores de preferencia y en algunos casos solían portar fusiles más livianos y de mayor precisión ("Rifles" cuyo cañón en su interior era rayado para dar al disparo mayor alcance y precisión). Su distintivo era el cuerno de caza que llevaban en el Chacó o bordado en la casaca.
-Los Fusileros: constituían el núcleo de la infantería, la poca precisión de las fusiles de la época hacía que la infantería utilizara formaciones cerradas (codo a codo) disparando por salvas sobre la formación enemiga para maximizar el daño producido por sus descargas. En caso de ser atacados por la caballería formaban un cuadro, donde la primera fila esgrimía sus bayonetas y la segunda disparaba sobre los jinetes enemigos. Esta formación fue muy utilizada en el Alto Perú para repeler los repentinos ataques de los gauchos.
- Caballería

Formada por regimientos que se dividían en unidades menores escuadrones, secciones y piquetes. Originalmente la caballería realista era toda de milicias y estaba formada por dragones, estos soldados eran una especie de infantería montada, armada de fusil y sable, que combatía tanto a pie como a caballo. La caballería de línea armada de carabinas y sables aparecería por primera vez en 1813 en el Alto Perú. Los escasos escuadrones y piquetes expedicionarias fueron utilizadas de base para la creación de cuerpos de línea (Granaderos a caballo, lanceros y Dragones) o ligeros (Húsares y Cazadores montados).
- Artillería

Esta arma se dividía en artillería de plaza y de campaña, la primera utilizaba piezas fijas y de mayor calibre, como las ubicadas en la fortaleza del Real Felipe en el Callao, la artillería de campaña se componía de piezas de montaña, obuses y morteros. Se trataba de armas más livianas y fáciles de transportar.

### Expediciones españolas a ultramar

El mapa del Imperio español destacaría las principales rutas de refuerzos desde España hacia el Perú, que eran dos:
1.	Ruta del Norte (Panamá): Cruzaba el Atlántico hasta el Caribe y continuaba hacia el estrecho de Panamá, donde las tropas y suministros debían cruzar por tierra antes de reembarcar hacia el Pacífico.
2.	Ruta del Sur (Cabo de Hornos): Rodeaba el extremo sur del continente americano, pasando por el Cabo de Hornos, para luego ascender por la costa del Pacífico hasta el Perú.

Los refuerzos europeos, en general, fueron muy escasos a lo largo de las guerras de emancipación. El número total de expedicionarios enviados desde España a la América continental fue de aproximadamente 30,000 efectivos, una cifra comparable al número de combatientes involucrados en un solo enfrentamiento de la Guerra Peninsular, como la batalla de Bailén. Además, el virreinato del Perú fue la región que recibió el menor apoyo militar directo desde la metrópoli, con un total estimado de unos 6,500 soldados a lo largo de toda la guerra. La primera unidad europea en arribar fue el regimiento Talavera, que desembarcó tardíamente en el Callao en abril de 1814, unos cinco años después del inicio de las campañas militares del virreinato y de sus principales éxitos. Cuatro años más tarde partió el último contingente europeo, en 1818, y, tras el Pronunciamiento de Riego en 1820, se suprimió definitivamente el envío de tropas expedicionarias desde la Península. La guerra en el Perú se prolongaría aún seis años más, hasta el Segundo sitio del Callao, defendido únicamente por tropas limeñas y arequipeñas. En 1824, tras la Batalla de Ayacucho, abandonaron el Perú la escuadra española y los últimos supervivientes de aquellos quinientos expedicionarios peninsulares. El Ejército Real del Perú fue, durante toda la guerra, fundamentalmente peruano. 
Durante la época de navegación a vela, el trayecto marítimo entre Cádiz y el Callao tenía una duración de medio año. España casi no tenía barcos y los españoles simultáneamente combatían en el resto de continente americano, y en su país, contra la invasión napoleónica. En el año 1820 el Trienio Liberal suprimió toda ayuda militar lo que terminó por colapsar el esfuerzo militar español en América. Desde 1814, con la restauración del monarca Fernando VII el ejército peninsular estaba inmerso y convulsionado por los conflictos civiles entre absolutistas y constitucionales, derivando en múltiples sublevaciones y asonadas cada año en España, y entre los mismos expedicionarios, en sus bases o durante su trayecto, como ocurre con las rebeliones de los batallones españoles en el Perú, la rebelión en alta mar de una parte del regimiento Cantabria y su pase a los de Buenos Aires, o la sublevación de la Grande Expedición por Rafael del Riego en la propia Cádiz. En la misma España, el propio ejército español había desaparecido en la práctica en 1823 con la entrada de la segunda invasión del ejército francés al servicio de la Santa Alianza, para restaurar en el trono absoluto a Fernando VII. 
Sin embargo los virreyes del Perú pedían armas y buques más que una tropa europea, difícil y costosa de transportar desde España hasta el Pacífico. A decir del historiador militar Robert L. Scheina a lo largo de toda la revolución hispanoamericana fueron poco más de 6000 hombres los que partieron de puertos de España con destino al Perú, según el historiador argentino Julio Mario Luqui-Lagleyze los expedicionarios embarcados contabilizaron un total de 6.511; sin embargo no todos ellos llegaron a su destino pues aparte de las bajas naturales durante la travesía, habitualmente la cuarta parte moría en el trayecto, se debe tener en cuenta que: 1) la expedición del batallón Infante Don Carlos quedó totalmente diezmada por enfermedades tropicales al cruzar el istmo de Panamá desde Portobelo, siendo sus restos refundidos con el Real de Lima; 2) que la expedición del segundo batallón del Burgos y el segundo escuadrón de Lanceros quedaron retenidos por el pacificador Pablo Morillo en Costa Firme, siendo sustituido el primero por el batallón americano Numancia; 3) que parte de los regimientos Burgos e Infante Don Carlos fueron enviados a Chile donde desaparecieron y 4) que, finalmente, gran parte de la expedición del regimiento Cantabria se sublevó o fue capturada en alta mar, llegando tan solo algunos restos al Callao y al sur de Chile. 
En 1824, último año de sus campañas, el general Andrés García Camba dice que el componente europeo alcanzaba los 1.500 hombres para cubrir todos los frentes del virreinato (diezmado en la mitad con los años, como también ocurrió de forma parecida con el ejército expedicionario de Costa Firme de Pablo Morillo), y de ellos dice que 500 hombres combatieron en la decisiva batalla de Ayacucho.
Los refuerzos expedicionarios ostentaban el nombre de sus unidades europeas de origen, nombre que permanecía pese a que inmediatamente en campaña estas compañías eran duplicadas con tropas americanas y luego reemplazados por ellos casi completamente (excepto en sus compañías de Granaderos -llamadas de Preferencia- donde se reunía a los escasos europeos supervivientes). Entre los más famosos estuvieron los batallones Talavera, Burgos, Cantabria y Gerona y los escuadrones de caballería Húsares de Fernando VII y Lanceros del Rey. Los primeros en arribar, el Talavera, lo hicieron vía Cabo de Hornos cuando había pasado cuatro años desde el comienzo de la guerra. Sin embargo, la mayoría de refuerzos europeos llegaron al Perú vía Panamá, y algunos eran parte de la expedición que Pablo Morillo había dirigido contra los revolucionarios de Venezuela en 1815. El último intento por parte de la metrópoli de enviar tropas se dio en mayo de 1818 vía Cabo de Hornos. La flota expedicionaria se componía de la fragata de guerra Reina María Isabel, uno de los polémicos buques rusos, y 10 transportes contando con 2.080 individuos formados por dos batallones del regimiento de Cantabria, tres escuadrones de Cazadores-Dragones, una batería de artillería y dos compañías de zapadores. Esta tardía medida arribaba con la esperanza de sostener la Capitanía general de Chile frente a la exitosa campaña militar que el general José de San Martín había obtenido en la batalla de Maipú, siendo que el Archipiélago de Chiloé decididamente leal a la corona y punto estratégico en la travesía por el Pacífico sur, era un punto de resistencia aislado. Sin embargo la expedición despachada de Cádiz se encontraba en pésimas condiciones de preparación, salubridad y disciplina por las convulsiones liberales. La tropa de uno de estos transportes (el Trinidad) se amotinó en plena travesía y tras asesinar a sus oficiales se pasó a los de Buenos Aires entregando todos los planes, rutas y señales del convoy español, de forma que, ya en aguas chilenas, continuando la larga travesía la fragata Reina María Isabel pudo ser emboscada por dos buques pertenecientes a la marina chilena, que engañando a la enferma tripulación del buque, lo hicieron camuflados bajo bandera neutral británica, luego, enarbolando la bandera española, fueron a capturar uno a uno cinco transportes de ese convoy que venían a Talcahuano, únicamente cuatro transportes lograron llegar a su destino con parte de la tropa, tres de ellos desembarcando tropas en Talcahuano y uno en el Callao el que serviría de base para restaurar el regimiento Cantabria sobre la base de tropas americanas. Según el general inglés Guillermo Miller los transportes españoles estaban sumamente sucios y grasientas las cubiertas, una cuarta parte de la expedición había fallecido por enfermedad en la travesía y al menos la mitad de los restantes se encontraban de baja por escorbuto siendo que al ser capturados algunos individuos agonizaban tendidos en los portalones de las naves. Miller concluiría señalando que el poco estado limpieza en que estaba la flota, era impropio áun del servicio de la marina española.
| Unidad                                          | Descripción |  |
| ----------------------------------------------- | --- |  |
| Batallón Talavera (renombrado Victoria en 1819) | Jefe Rafael Maroto. José María Casariego y Vicente San Bruno forman en la unidad. 550 del primer batallón son enviados a Chile en la primera campaña de reconquista de Mariano Osorio. |  |
| Compañía de artillería                          | Jefe Félix de la Rosa. Una parte es enviada a Chile y el resto a reforzar el ejército del Alto Perú.                                                                                   |  |

| Oficiales y cuadros |

| Unidad                                                                              | Descripción |  |
| ----------------------------------------------------------------------------------- | --- |  |
| Batallón Gerona                                                                     | Jefe Alejandro González Villalobos, Mateo Ramírez forma en la unidad. |  |
| Batallón segundo del regimiento Extremadura (renombrado Imperial Alejandro en 1818) | Formaba parte de la expedición de Pablo Morillo a Costa Firme y este lo manda como auxilio al Perú al mando de Miguel Tacón y Rosique. Mariano Ricafort, José Carratala y Baldomero Espartero forman parte de la unidad. |  |
| Dragones de la Unión                                                                | Jefe Vicente Sardina, son 162 plazas del cuarto escuadrón de dicho regimiento del ejército expedicionario de Morillo. |  |
| Husares de Fernando VII                                                             | Jefe Joaquín Germán, son 162 plazas del cuarto escuadrón de dicho regimiento del ejército expedicionario de Morillo. En la unidad forma Andrés García Camba.                                                             |  |
| Escuadrón Expedicionario del Perú                                                   | Jefe Ignacio Landazuri, son 80 hombres llegados con el ejército expedicionario de Morillo, sirven de base para la creación del regimiento Dragones del Perú.                                                             |  |

| Unidad                                             | Descripción |  |
| -------------------------------------------------- | --- |  |
| Batallón segundo del regimiento Infante Don Carlos | Diezmados en la travesía por epidemia en la ruta de Portobelo solo entre 250 y 300 hombres arriban al Callao. Se refunde con el Regimiento Real de Lima y renombra Real Infante Don Carlos. Jefe Juan Antonio Monet. José Ramón Rodil e Isidro Alaix forman parte de la unidad. |  |
| Cazadores del Rey (piquete)                        | Jefe Valentín Ferraz, son 50 hombres que forman la escolta del general José de la Serna, llegados con él al Perú. Sirven de base para la creación del regimiento Granaderos de la Guardia.                                                                                      |  |

| Unidad                             | Descripción |  |
| ---------------------------------- | --- |  |
| Batallón primero Burgos            | Jefe José María Baeza, llegan al Perú vía cabo de Hornos. |  |
| Primer escuadrón Lanceros del Rey  | Jefe José Rodrigez, desaparecido en la batalla de Maipú, sus restos retornan al Perú. |  |
| Batallón segundo Burgos            | Jefe José de Canterac llegados a América vía Panamá. Pablo Morillo lo retiene en Costa Firme para la lucha contra Bolívar, en su lugar envía al batallón Numancia. Canterac pasa al Perú a informar esto al virrey. |  |
| Segundo escuadrón Lanceros del Rey | Jefe Víctor Sierra, parte de la expedición anterior, retenidos por Morillo para la lucha contra Bolívar. |  |

| Unidad                       | Descripción |  |
| ---------------------------- | --- |  |
| Regimiento de Cantabria      | Una parte diezmado en la travesía, otra subleva uno de los transportes en alta mar entregandose em Buenos Aires y otros son capturados en Talcahuano. Sólo 210 hombres del segundo batallón al mando del teniente coronel Rafael de Ceballos-Escalera arriban al Callao, otros 340 hombres del primer batallón desembarcan en Talcahuano al mando del teniente coronel Fausto del Hoyo y subsisten en el sur de Chile hasta la caída de la plaza de Valdivia en 1820. Ambos batallones se completan con americanos. |  |
| Escuadrón Cazadores-Dragones | 255 hombres desembarcan en Talcahuano al mando de su jefe el teniente coronel Gaspar Fernández de Bobadilla. Tras participar en diversas acciones el comandante Fernández de Bobadilla pasa al Perú con una parte del escuadrón hasta desaparecer en 1824. 107 hombres quedan en Valdivia hasta la caída de la plaza en 1820. |  |
| Artillería                   | 30 hombres desembarcan con 4 cañones de a 4 en Talcahuano, al mando del teniente coronel Juan Loriga. Loriga pasa al Perú en 1820. |  |
| Zapadores                    | 40 hombres lograron desembarcar en Talcahuano. |  |

#### Sublevación de Riego o de la Grande Expedición

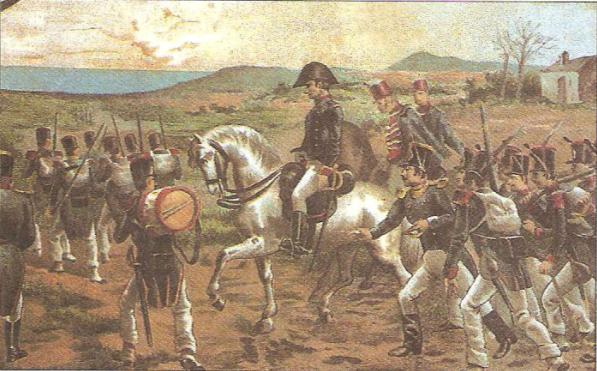
El comandante Rafael del Riego conduciendo a las tropas expedicionarias sublevadas. España-1820

Los malos resultados de la gran expedición de Pablo Morillo de 1815 sobre el conflicto de América del sur hicieron cambiar la opinión del gobierno español y el Consejo de Indias, el 9 de noviembre de 1816, considerando sobre el destino de la brillante y costosa expedición de Morillo, reconoció que fue un desacierto enviarla a Venezuela (Montevideo se mantuvo como una farsa) en vez de reforzar México, como punto más importante de América, debido a que los ingresos mexicanos representaban el noventa por cien del total de los caudales americanos al final del periodo colonial, fue un error que cambió el curso de la guerra:

Parecía puesto en buen juicio que habiendo insurrección en ambas Americas y en territorios bastantemente apartados quando la Metropoli no puede atender asi misma, se contragesen todos los esfuerzos posibles al punto mas interesante y de un exito menos difícil que era la Nueva España. Con un Virrey de calidades á proposito, con oficiales diligentemente buscados, y con poca fuerza de tierra y de mar se habría pacificado en corto tiempo, y bien sostenido allí el orden publico, el gobierno ganaba un credito grande, el exemplo imponía en todas partes á los perturbadores, y el Reyno de Mexico, que de suyo es poderoso, era un apoyo para acudir á otros puntos. Lejos de esto se proyectó una expedición para el Rio de la Plata, que por su magnitud no pudo salir á tiempo, y cambiado el obgeto se dirigió á Venezuela. AGI, Estado 88.

Pero la reconquista militar se mantuvo dentro de las líneas de acción del gobierno español. La Grande Expedición fue organizada por el antiguo virrey novohispano y capitán general de Andalucía, Félix Calleja. Sus fuerzas terrestres sumaban 20.200 infantes, 2.800 jinetes y 1.370 artilleros con 94 piezas de campaña, otras de menor calibre y abundante parque a finales de 1819 en Cádiz y la isla San Fernando pero poco después estallaba una epidemia de vómito negro. Había catorce escuadrones de caballería. El comandante de la expedición y del ejército era el Enrique José O'Donnell, conde de La Bisbal. Las fuerzas navales que debían escoltar a los transportes iban al mando de Francisco Mourelle, eran cuatro navíos de línea, tres a seis fragatas, cuatro a diez bergantines, dos corbetas, cuatro bergantines goleta, dos goletasy treinta cañoneras. La tripulación se componía de 6000 marinos.
El destino de la "Grande Expedición" no quedó concretado. Unos historiadores creen que nuevamente iba dirigida a la América meridional (Venezuela o Río de la Plata). Pero historiadores mexicanos afirman que esta vez iba dirigida sobre México, asegurando lo más valioso de la monarquía, señalando el Río de la Plata como otro montaje para el engaño, tal como pasó con la Expedición de Morillo a Venezuela.

Fernando VII vuelve al tema antiguo de subyugarnos, y prepara una grande expedición que llama "de Buenos Aires"; tal fue la voz que esparció, é hizo creer aun á los mismos argentinos preparándolos para su defensa; pero en realidad era para el reino de México. Su camarilla secreta le había representado que siendo esta parte lo mas precioso de la monarquía por sus riquezas, población y mayor proximidad á España, debería asegurarla á toda costa, dejando al tiempo que aferrada esta presa por medio de ella, misma se asegurasen las demás posesiones de ambas Américas. Persuadido de esta verdad Fernando confió la expedición á Calleja honrándolo antes con el título de conde de Calderon, como la persona, mas á propósito para realizar la empresa por sus conocimientos de este país.

Llegado el año 1820 se encontraba preparado en Cádiz un verdadero ejército de reconquista de 20.000 soldados, cifra impresionante para los estándares de las guerras hispanoamericanas pues como ejemplo ese mismo año el ejército realista peruano contabilizaba 7.000 hombres para cubrir todos sus frentes, mientras que el independentista al mando de San Martín tenía menos de 5.000. Esta nueva expedición española bajo el mando del conde de Calderón, tenía como objetivo reconquistar y someter definitivamente los territorios de ultramar.
Sin embargo debía conducir la expedición a América una flota compuesta por barcos antiguos rehabilitados y otros de segunda mano adquiridos al zar de Rusia, que ya habían demostrado en las expediciones anteriores no contar con las condiciones de preparación y salubridad necesarias para tan largo viaje, lo que unido a la aparición de una epidemia en la tropa y el descontento de soldados y  oficiales que ya habían protagonizado pronunciamientos en los años anteriores, hicieron que estallara la sublevación del coronel Rafael del Riego, quien con las tropas a su mando, inicia un movimiento popular contra el absolutismo del rey Fernando VII, aunque no logra obtener el apoyo inicial que esperaba posteriormente los diferentes pronunciamientos liberales que se suceden después en el resto de España obligan al rey a jurar y restaurar la constitución liberal de 1812, iniciándose así el Trienio Liberal (1820-1823) cuyas consecuencias y los posteriores intentos del monarca español por restaurar el absolutismo mantendrán a la metrópoli en convulsión interna por el resto de la guerra de independencia hispanoamericana, y en consecuencia, desde el embarque de la Expedición Libertadora del Perú quedaban los realistas del Perú solos en la contienda y bajo un manto de discordia civil entre ellos, lo que a la postre desencadenará en 1824 el abierto enfrentamiento entre liberales y absolutistas del virreinato con la Rebelión de Olañeta.

Soldados, (…) yo no podía consentir, como jefe vuestro, que se os alejase de vuestra patria, en unos buques podridos, para llevaros a hacer una guerra injusta al Nuevo Mundo; ni que se os compeliese a abandonar vuestros padres y hermanos, dejándolos sumidos en la miseria y la opresión... Un rey absoluto, a su antojo y albedrío, les impone contribuciones y gabelas que no pueden soportar; los veja, los oprime y, por último, como colmo de desgracias, os arrebata a vosotros, sus caros hijos, para sacrificaros a su orgullo y ambición. Sí, a vosotros os arrebatan del paterno seno para que en lejanos y opuestos climas vayáis a sostener una guerra inútil, que podría fácilmente terminarse con sólo reintegrar sus derechos a la Nación española. La Constitución, sí, la constitución basta para apaciguar a nuestros hermanos de América.
Manifiesto de Riego, 1820

Es decir, dentro del mismo ejército peninsular hallamos una cúpula reducida en número pero poderosa en resortes, partidaria del antiguo régimen y defensora a ultranza del absolutismo real del despotismo borbonico; y una mayoría de corte más reformista, definida ideológicamente entre el amplio espectro del liberalismo (desde los moderados hasta los más radicales o exaltados), así como en el tradicionalismo político, puesto que también muchos se mostraron al principio desconcertados ante el futuro, sin líneas de acción colectivas sobre cómo actuar, y escépticos hacia el partido de los "innovadores" y sus filosofías ilustradas, viendo a los liberales como enajenados de la tradición política hispana y católica, considerando a sus propuestas de constitución como un bárbaro absolutismo con otro nombre (al reclamar, con sus teorías regalistas, la absoluta soberanía del pueblo en nombre del contrato social del estado, y no en la ley natural); considerando que solo estaban transfiriendo en el estado moderno y constitucional el excesivo poder que el rey español concentro durante las reformas borbónicas, no restaurando las autonomías regionales de la Monarquía tradicional, que se extrañaba de los fueros y cuerpos intermedios del antiguo régimen Habsburgo. De ahí que, entre los ministros y miembros del equipo político de Fernando VII nombrado en 1814, figurasen acérrimos anticonstitucionalistas, o al menos militares de señalada obediencia al rey, la mayoría altos mandos militares como Palafox, Villalba, Cevallos, el peruano Duque de San Carlos, Eguía, Castelar, Campo Sagrado, Casa Irujo o Martín de Garay. Además, en seguida comenzaron a actuar los juzgados militares, creados para revisar la lealtad al régimen de todos los oficiales, que podían ser acusados de jacobinos, pro-franceses, republicanos... hasta enemigos declarados del rey y de la religión. La reposición del Tribunal del Santo Oficio de la Inquisición significó la existencia de una policía moral que no solamente rastreó cuerpos sino también conciencias, y que actuó con la mayor contundencia contra los sospechosos de traición a la “justa causa” de la monarquía absoluta. 
En las zonas de acantonamiento, el 1 de enero de 1820, el coronel español Rafael de Riego junto con otros liberales convencieron a los soldados reunidos en la localidad Las Cabezas de San Juan para que se rebelaran y restaurasen la Constitución de Cádiz de 1812. La rebelión condujo a la dispersión de la totalidad de los 22000 soldados que formaban la gran expedición a Ultramar, cuya fuerza se había concentrado en Cádiz, y que abandonaron definitivamente la misión de embarcarse para reprimir a los insurgentes americanos, desautorizando a su jefe Félix Calleja. El alzamiento fue apoyado por grupos dispares cuya común denominador era el restablecimiento de la constitución de 1812. El rey Fernando VII, sin apoyo militar, tuvo que renunciar a su absolutismo despótico y quedar prisionero bajo el poder de las Cortes liberales. Sin embargo el nuevo gobierno español constitucional sumido en una perpetua crisis por su supervivencia no resuelve llegar a la paz con los insurgentes americanos, pero interrumpe unilateralmente las operaciones militares en apoyo de los realistas en América, generando un completo abatimiento y desafección de los que permanecían leales a España. La constitución española fue restablecida en Nueva España por fin el 31 de mayo de 1820 por el virrey Apodaca. Como única medida el gobierno liberal manda a Juan O'Donojú como nuevo jefe político superior de Nueva España. La ausencia de nuevos refuerzos en un momento tan decisivo garantizó la independencia de América. 
El Trienio liberal apenas sobreviviría unos años entre 1820-1823. Las potencias europeas de la Santa Alianza enviaron un ejército francés de cien mil soldados para restaurar al monarca en el trono absoluto, y dicho ejército francés permaneció ocupando España hasta el año 1828, pero en España el absolutismo se mantuvo hasta 1833 fecha en la que muere Fernando VII.

### Montoneras y guerrillas realistas
Habiéndome representado varios pueblos la necesidad de mantener en ellos algún armamento, que asegure su tranquilidad, (...) para que los revolucionarios no puedan impunemente alterar su reposo, teniendo sobradas pruebas de que ellos son los motores de las desgracias que han experimentado, he tenido por oportuno determinar en nombre del excelentísimo señor virrey lo siguiente: 1° Apruebo que en los pueblos que me han representado se formen partidas de hombres armados con el nombre de montoneras disciplinadas(...)
Bando del mariscal José de Canterac, Huancayo 18 de mayo de 1822.

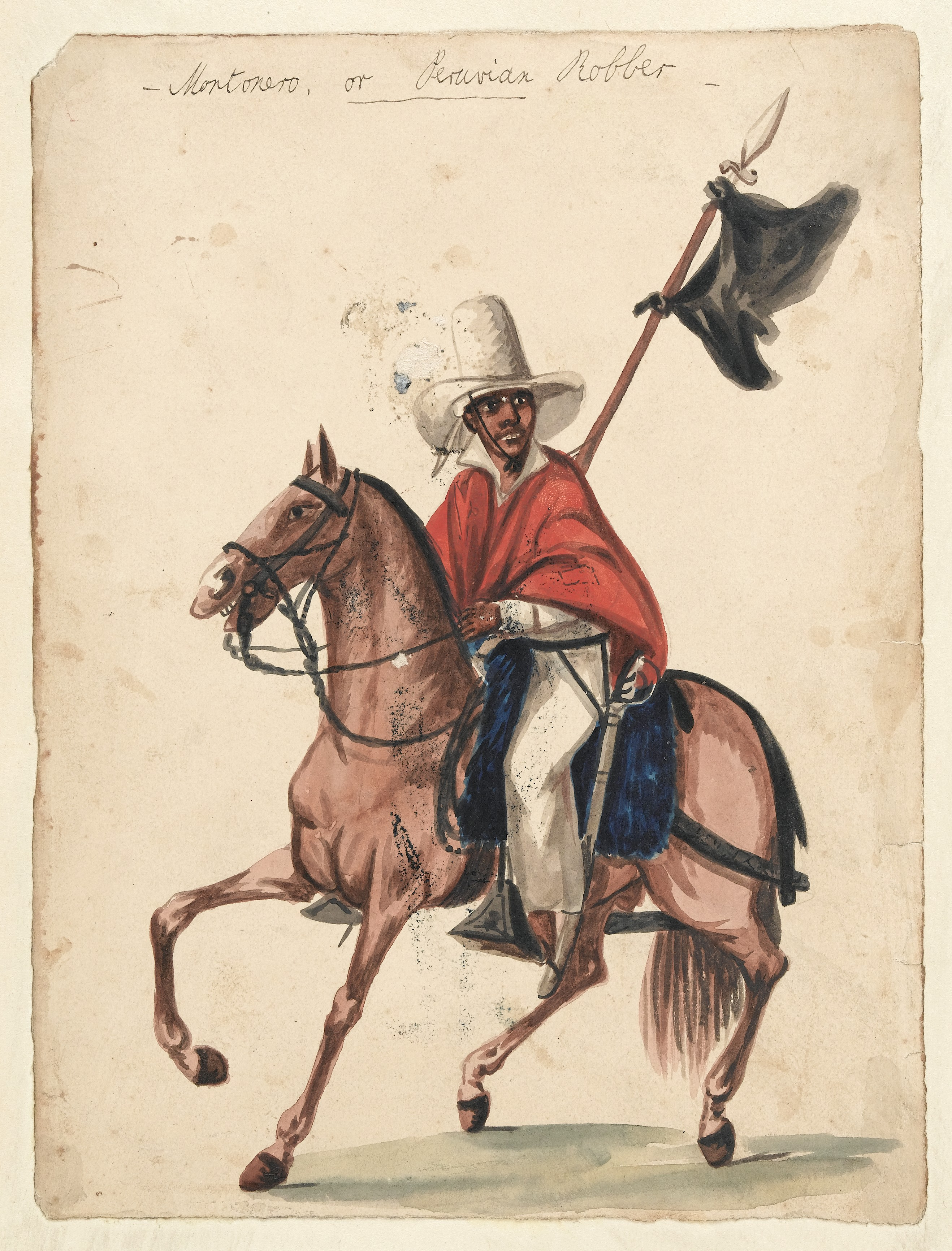
Montonero peruano, acuarela de Pancho Fierro.

Aunque a lo largo de la guerra, las guarniciones del ejército real tuvieron que hacer frente a los constantes ataques de montoneras provenientes de los pueblos insurreccionados, también contaron con algunas unidades de irregulares, que formadas por civiles realistas hicieron frente a los ejércitos independientes bajo el mismo sistema de guerrillas empleado por su contraparte independentista. En 1822 el mariscal Canterac autorizó la formación de estas partidas y en 1823 el mismo virrey La Serna intervino activamente en su organización en diversas villas y poblados de la sierra central peruana. Este apoyo se manifestó hasta la misma campaña de Ayacucho, en la cual según narra el general Miller, las montoneras realistas, instruidas por el virrey, no solo inutilizaban los caminos y destruían los puentes por donde debía pasar el ejército libertador sino que hasta atacaban las columnas de bagajes, enfermos y rezagados causándoles pérdidas significativas a pesar de hallarse con escoltas armadas. El general Gerónimo Valdés, por su parte refiere en sus memorias que la situación era al contrario pues las poblaciones que Miller afirmaba eran adictas a los realistas "nos retiraban por todas partes los ganados, nos tomaban los convoyes y los rezagados; se quedaban con los pertrechos y los equipajes que no podían conducirse, y, en una palabra, nos hacían la guerra de cuantas maneras estaba a sus alcances". A pesar de lo dicho por Valdés, el también general español García Camba confirma lo dicho por Miller, en lo referente al apoyo que algunas partidas guerrilleras dieron a la causa del rey durante las marchas previas al encuentro de Ayacucho.
Muchas comunidades indígenas prefirieron anteponer sus intereses agrícolas, y muchos trataron de evitar intervenir en el conflicto en apoyo de los independentistas, debido a que a la apropiación de ganado, destrucción de haciendas, asaltos a las poblaciones y otras acciones iban contra la defensa de sus intereses como campesinos indios: “se negaron a apoyar la causa independentista, que a su parecer resultaba más beneficiosa para los extranjeros y para la elite que para ellos mismos”. Lo que sí queda claro es la presencia de indígenas en ambos bandos, pero también la deserción hacia los dos ejércitos bajo coyunturas específicas. Esta participación fue por efecto de la presión de ambas fuerzas en conflicto, así como el resultado del cálculo de los grupos guerrilleros para por sus intereses comunales y locales, al margen y por encima de su alianza con ambos ejércitos.
Esta situación aparentemente contradictoria demuestra que tanto realistas como independentistas contaron con el apoyo de montoneras locales, algo que, en el caso de las realistas, la historiografía tradicional peruana prefiere omitir. Las poblaciones indígenas a fin de cuentas se encontraron con la guerra; es decir no existen pruebas —por lo menos para el año 1821 en adelante— de que hayan tomado la iniciativa secesionista, que eminentemente provenía de los círculos criollos. En opinión del historiador Virgilio Roel Pineda, los realistas supieron aprovechar al máximo las rencillas históricas existentes entre algunos poblados de mestizos e indios para ganarlos a su causa. Particularmente célebres durante la guerra en el Perú fueron los feroces montoneros iquichanos, quienes tenían hondas rivalidades con los morochucos huamanguinos y bajo el mando de su caudillo Antonio Huachaca, a quien el virrey La Serna incluso llegó a nombrar brigadier de los reales ejércitos, combatieron por la causa realista hasta mucho después de la batalla de Ayacucho. Estos autonombrados defensores de "su rey y la fe católica" llegaron incluso a levantarse contra los "anticristos republicanos" en 1839.
Por otro lado, los testimonios sobre la desconfianza de San Martín y Bolívar hacia las guerrillas indígenas son muy documentados. 

[...] los actos de estos campesinos indígenas en función de sus propios intereses eran mucho más de lo que podían tolerar los jefes que conducían la liberación del Perú, porque ahora no sólo exhibían una autonomía muy grande, sino que atacaban intereses que a los líderes patriotas no les convenía perturbar, y la peligrosidad de esas movilizaciones era tanto más grave por cuanto se trataba de gente armada.
Heraclio Bonilla

## Antecedentes

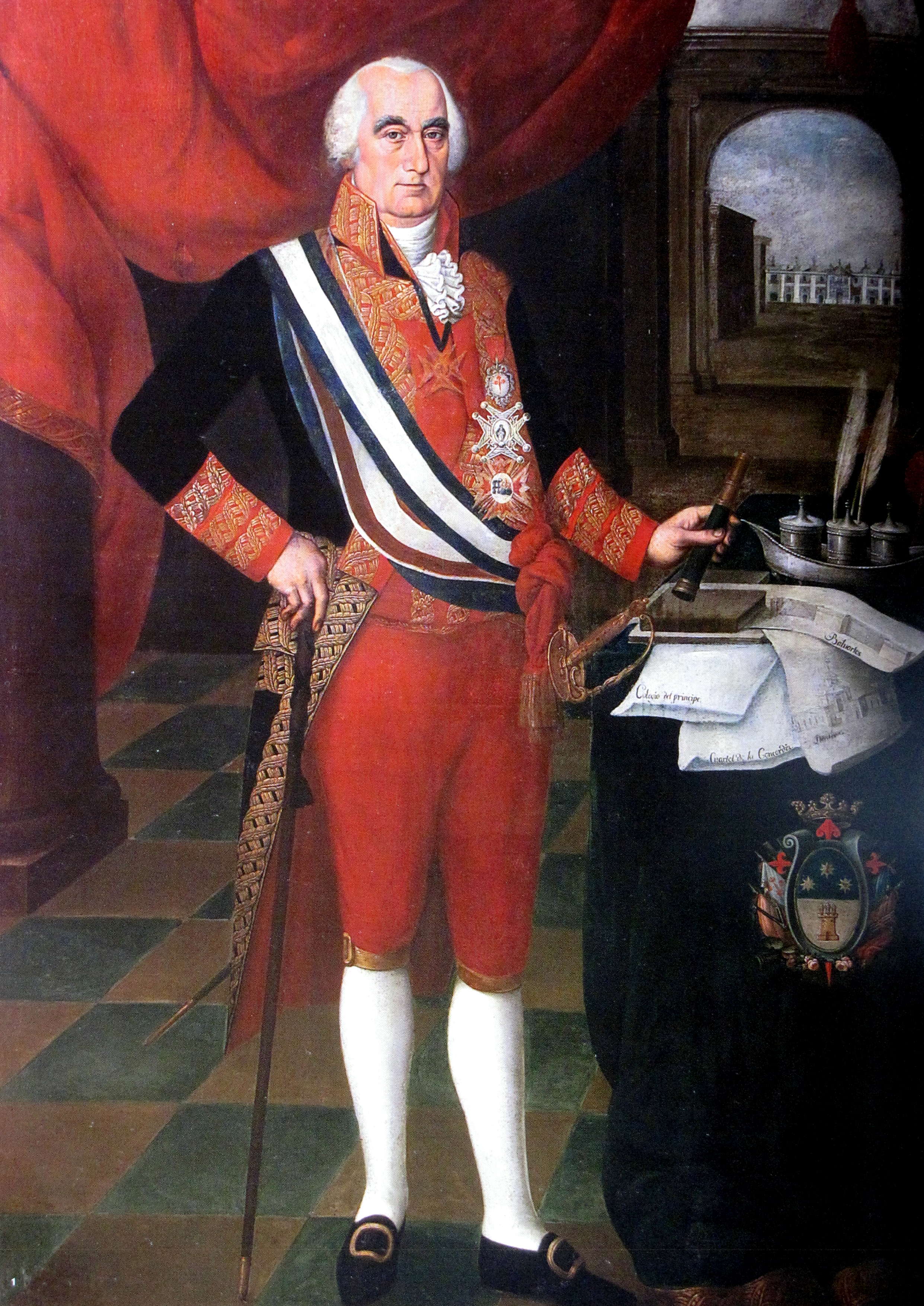
José Fernando de Abascal, trigésimo quinto virrey del Perú, considerado el gran artífice y forjador del ejército real del Perú.

En sus orígenes el virreinato peruano no tuvo un ejército profesional y permanente, limitándose los cuerpos militares a las escoltas del virrey y funcionarios importantes siendo así que existían cuerpos de alarbaderos, lanzas y arcabuces de función más protocolaria y honorífica que guerrera, solo en casos de inmediata necesidad se organizaban milicias civiles que actuaban localmente o eran enviadas a otras dependencias territoriales que las requerían. Estas improvisadas unidades se formaron por primera vez en 1580 cuando el virrey Francisco de Toledo ordenó alistar a "todos los habitantes capaces del Perú" para defenderlo del corsario inglés Sir Francis Drake que merodeaba en las aguas del pacífico sur.
Al no limitar las colonias inmediatas al virreinato peruano con las de otras potencias rivales de la corona española las funciones de estas milicias eran principalmente resguardar el imperio de ultramar de incursiones piratas, un sangriento episodio de este tipo se dio cuando en 1681 el puerto de Arica fue atacado por piratas ingleses liderados por John Watling y Bartolomé Sharp, el ataque fue rechazado por una milicia de ariqueños pereciendo en la refriega Watling y 29 de sus hombres. Hacia 1661 la capital del virreinato contaba para su defensa con 1000 milicianos divididos en cinco escuadrones de infantería y 8 de caballería.
Con cierta regularidad contingentes de hombres junto con armas, equipos y dinero eran despachados desde el Callao a otras dependencias territoriales siendo un caso común los refuerzos destinados a la capitanía general de Chile para sostener la llamada Guerra de Arauco, solo en 1662 fueron enviados por el virrey Diego IV de Benavides y de la Cueva 950 soldados y 300.000 pesos, o a Panamá para hacer frente a las incursiones de corsarios ingleses.
El ejército que la dinastía de los Habsburgo mantenía en el Perú y las colonias adyacentes distaba mucho de ser una fuerza profesional y disciplinada siendo la corrupción en los subsidios militares y las influencias y favoritismos tan solo algunos de sus muchos problemas; sin embargo es a mediados del siglo XVIII, con la llegada de la dinastía Borbón al trono de España, cuando se inician una serie de reformas en las colonias americanas estableciéndose las bases para la conformación de un ejército permanente, con la creación de cuerpos regulares y milicias disciplinadas a las que se impuso la ordenanza militar española como el uso de emblemas, equipos y un uniforme distintivo.

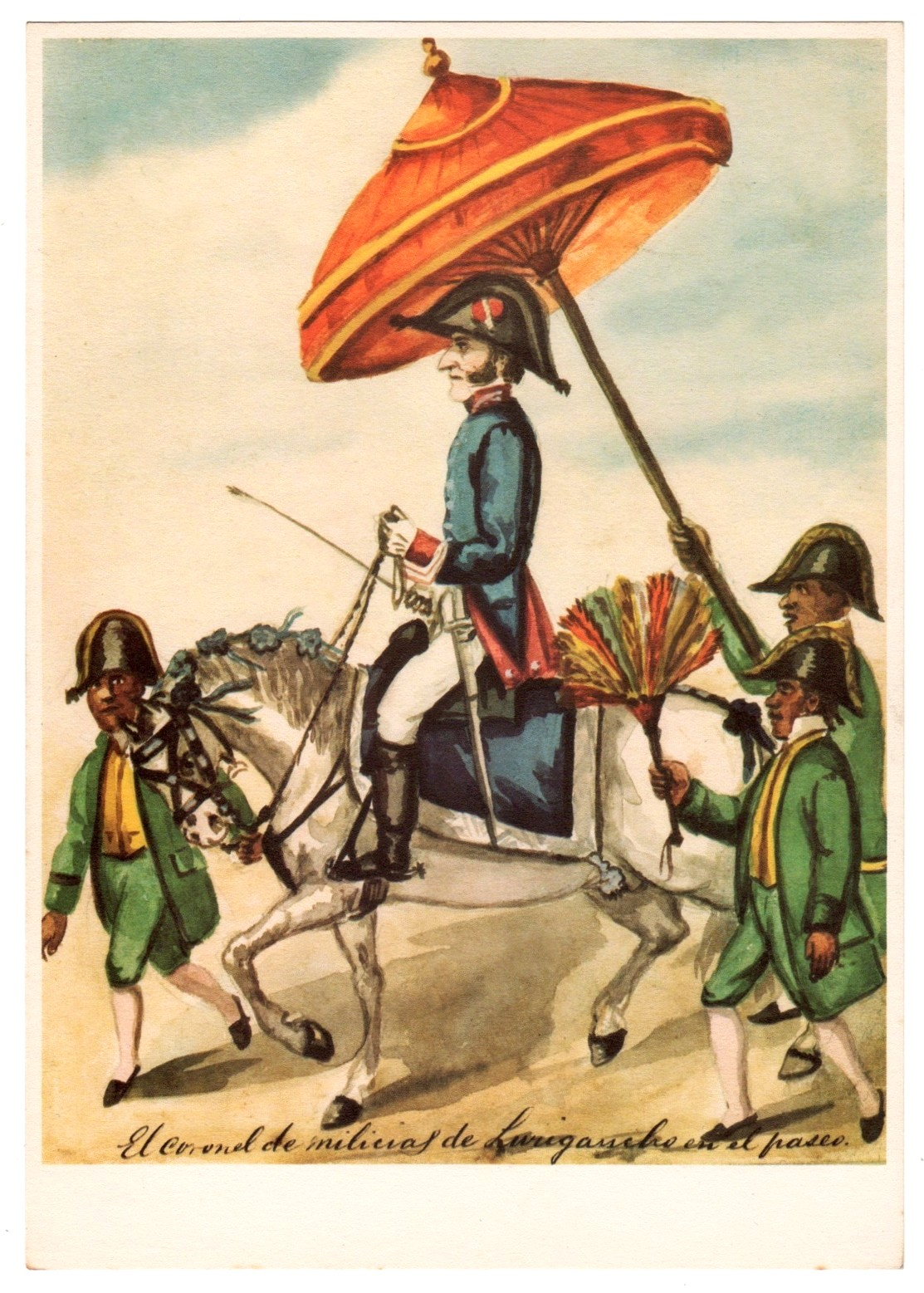
Acuarela de Pancho Fierro, ilustra a un coronel de milicias paseando por Lima durante los últimos años del virreinato.

Entre las reformas que los Borbones implementaron se encontraba la designación de los virreyes del Perú entre los mejores y más experimentados oficiales militares a diferencia de la nobleza titulada que había imperado con los Habsburgo. Un ejemplo de esos oficiales experimentados en el Perú es el Virrey Amat, quien empezó a ejercer el gobierno cuando estalló un conflicto entre España y Francia contra Inglaterra y Portugal, en el marco de la Guerra de los Siete Años, y por el cual las colonias de América temían una invasión. El nuevo virrey respondió a la crisis con eficacia al poner en pie de defensa la costa desde Panamá a Chile, y envió eficaces auxilios de armas y dinero al Paraguay, Charcas (en víspera de la Guerra mojeña) y Buenos Aires (donde resalto la expedición al sur del Brasil de Pedro de Cevallos). Formó en Lima milicias cívicas, los cuales subieron a cinco mil hombres de infantería y dos mil de caballería, y él mismo se hizo reconocer como coronel del regimiento de nobles, que contaba con cuatrocientas plazas. Concluida la paz en Europa, el rey Carlos III premió a Amat con la cruz de San Jenaro, y mandó a Lima veintidós hábitos de caballeros de diversas órdenes para los vecinos que más se habían distinguido por su entusiasmo y disciplina en la formación de las milicias y otras clases de equipos militares. También por estas épocas se mostro la gran capacidad de este ejército peruano para acabar posibles conspiraciones de sediciosos. Por ejemplo, en el Callao, a los gritos de «¡Viva el rey y muera su mal gobierno!», la tripulación de los navíos Septentrión y Astuto se sublevaron, al parecer, por el retardo en el pago de los sueldos. El virrey enarboló en un torreón la bandera de justicia, asegurándola con siete cañonazos. Fue luego a bordo, y tras recibir información de la situación, mandó colgar de las entenas a los dos cabecillas y diezmó a la marinería insurrecta, fusilando a diecisiete de los participantes en el motín. Amat decía que la justicia debe ser como el relámpago.
En 1776, año en que las colonias británicas en América declararon su independencia de la metrópoli, el llamado ejército del Perú se componía de 3.404 regulares (1.894 en Chile) y 7.448 milicias, asimismo el número de peruanos en los regimientos fijos había ido incrementándose significativamente siendo que ese mismo año el regimiento del Callao constaba de 484 plazas de las cuales tan solo 137 eran españoles siendo los restantes 31 extranjeros y 320 peruanos. Aunque los españoles y criollos constituían la alta oficialidad los mestizos dominaban la suboficialidad; las milicias indígenas que tanto habían prosperado bajo la tutela de los Borbones se vieron grandemente afectadas por la rebelión de Túpac Amaru II lo que provocó que fueran reducidas considerablemente y que en 1783, fueran enviados al Perú 2.561 veteranos españoles para guarnecer y mantener el orden en las importantes ciudades de Lima, Cuzco y Arequipa. Pese a estos hechos durante la posterior guerra de independencia el grueso del ejército realista estaría constituido por indígenas y mestizos, aunque su liderazgo se vería seriamente disminuido tras la rebelión del brigadier Mateo Pumacahua, contando también los realistas con la sincera adhesión de las principales ciudades de la sierra sur peruana que concentraban a las masas populares.
A principios del XIX, aprovechando la invasión napoleónica a España, los líderes criollos independentistas inician los primeros movimientos libertarios en diversas partes del continente americano, bajo excusa de la Retroversión de la soberanía de los pueblos, lo que obligó a los virreyes del Perú a acelerar la formación de un ejército capaz de mantener y garantizar los derechos del Rey en América. Esta teoría política de la Escolástica española, salida de la Escuela de Salamanca, consiste en que la autoridad de los reyes emanaría en su origen del pueblo y revierte a él cuando el trono queda vacante. Por lo que se trató de gobernar a nombre de Fernando VII, que será conocido como “el Deseado”, el cual estaba preso en Bayona, mientras se desconoce a José Bonaparte, que había sido impuesto por su hermano Napoleón Bonaparte. Los territorios de ultramar no eran ajenos a estos hechos, formándose en América Juntas de Gobierno. Las juntas se constituyeron bajo pretexto de defender los derechos de Fernando VII, aprovechando las circunstancias de la crisis imperial de 1808–1810, los líderes criollos independentistas inician los primeros movimientos libertarios en diversas partes del continente americano, lo que obligó a los virreyes del Perú a acelerar la formación de un ejército capaz de mantener y garantizar los derechos del Rey en América.

## Campañas del Ejército Real del Perú
¡Soldados! Los enemigos que vais a destruir se jactan de catorce años de triunfos; ellos, pues serán dignos de medir sus armas con las vuestras que han brillado en mil combates.

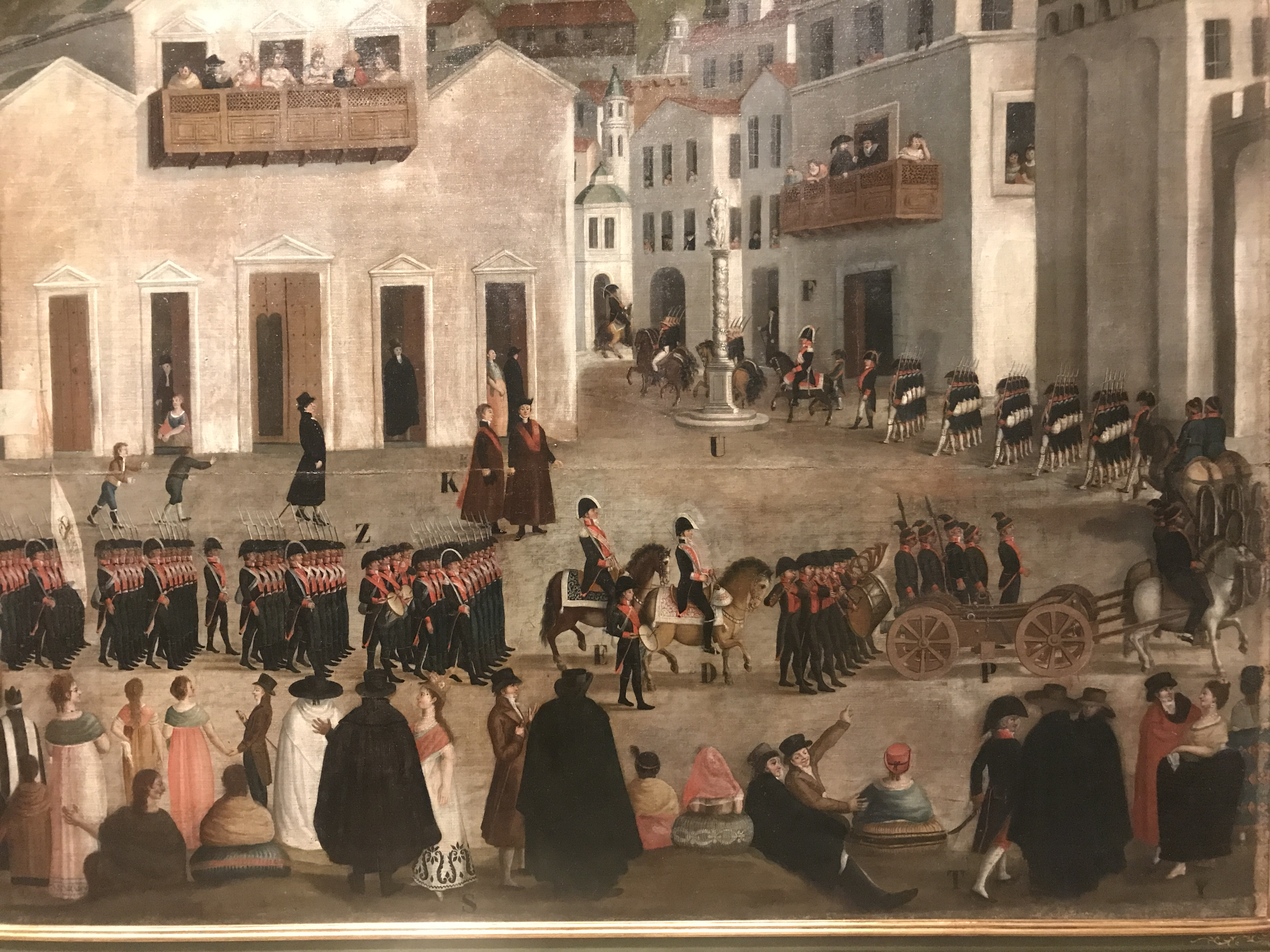
Entrada en la ciudad de Quito de las tropas españolas remitidas por el Virrey del Perú en 1809. Pintura atribuida a Francisco Javier Cortés.

¡Soldados! El Perú y la América toda aguardan de vosotros la paz, hija de la victoria, y aún la Europa liberal os contempla con encanto porque la libertad del Nuevo Mundo es la esperanza del Universo. ¿La burlaréis? No. No. Vosotros sois invencibles.
Arenga de Simón Bolívar a sus tropas, agosto de 1824

En 1809 los peruanos disponían de 1.500 hombres de línea apoyados por 40.000 milicianos. El virrey Abascal trabajó enérgicamente para crear un poderoso ejército regular (8.000 plazas en febrero de 1813) apoyado por una escuadra que le daba la supremacía en el Pacífico Sur. El virrey estableció dos campamentos (Bellavista y Chorrillos) donde se acuartelaban a los efectivos en dos divisiones. Estos eran distribuidos según su provincia y habilidades, los cuzqueños usualmente iban a infantería, los cochabambinos a caballería y los negros de Chincha a unidades costeras; la artillería, por sus privilegios, conseguía sus reclutas de forma voluntaria.
Pronto el ejército acuartelado en los alrededores de Lima se componía del regimiento Real de Lima (2200 veteranos), el batallón Disciplinado del Número (1.500), el de Pardos (1.400), el de Morenos (600), el del Comercio (800) y cuerpos milicianos de provincias cercanas (600). Hubo un regimiento de la Nobleza teóricamente formado por tres batallones (1000). Esa era la infantería, en tanto que la caballería el escuadrón Carabayllo (150 plazas), el de Chancay y Huaura (100), el de Pardos (150), el de Morenos (80) y regimiento Dragones de Lima (600). Esta solía organizarse en regimientos de dragones, aunque en realidad sólo fueran milicianos, por todo el país. A partir de 1813 empezaron a llegar algunas unidades de veteranos peninsulares. Primero fue un batallón de Infantería, los Talavera, y artilleros (1.473 hombres); en 1814 se les unieron en varios envíos 118 soldados y oficiales; en 1815 el regimiento de Infantería Ligera Gerona (479); y en 1816 el batallón de Infantería Infante Don Carlos, un escuadrón de caballería y artillería, todas unidades incompletas (723).
Respecto de la artillería, su antecesor, Gabriel de Avilés y del Fierro, le dejó 200 hombres y 16 caballos acuartelados estrechamente en el colegio de los Desamparados. La reorganizó en una brigada de 342 plazas montadas o de a pie con 50 caballos, construyó en plaza Santa Catalina un nuevo cuartel con parque, maestranza, armería y sala de armas. También construyó una batería de ejercicios, un taller de fundición de cañones y un balerio. Todo gracias al trabajo de los soldados y 60 prisioneros ingleses que estaban en el Callao. Así pudieron fabricar más de 100 cañones (52 de los cuales, de 4 libras, sirvieron en las campañas de Alto Perú, Quito y Chile en 1813-1816), todos con carruajes, dotación de proyectiles, correajes, tiendas de campaña, armas de chispa y blancas, cartucheras, etc. Todo esto fue enviado a apoyar el esfuerzo bélico realista en otras regiones de Sudamérica. También concluyó la nueva fábrica de pólvora (la anterior fue destruida en un incendio en 1792). Ocho mil de sus quintales fueron enviados a Cádiz a mediados de 1812 para ayudar en su defensa. Por último, aprovechando los destrozos del terremoto del 1 de diciembre de 1806, reconstruyó o reparó numerosas defensas de la bahía. En el mar estableció un almirantazgo con base en el apostadero naval del Callao, donde mercantes y su flotilla de guerra recalaban. Gracias a ella pudo apoyar a sus aliados en Chile y Montevideo. Tenían 400 hombres apostados en la fortaleza del Real Felipe encuadrados en un cuerpo de infantes de marina.
El virrey Abascal sobrevivió a las dos crisis: al colapso del régimen absolutista en España en 1808 y al estallido de las revoluciones sudamericanas en 1810. De estas dos, la segunda era la más grave para el Perú, debido a su contexto más amplio en términos de la geopolítica del sub-continente. El colapso de la Junta Suprema Central de Sevilla a fines de enero de 1810 fue el toque de alarma en territorios americanos, y, al mismo tiempo, la oportunidad para los grupos disidentes, autonomistas o separatistas, de intentar la captura del poder en sus propios territorios. Abascal, seguro en el poder en Lima, no solamente resistió cualquier tentación por parte de pequeños grupos independentistas en Perú para seguir el ejemplo de Caracas, Buenos Aires, o Bogotá, sino que resolvió llevar la contrarrevolución desde su base limeña a las zonas de combate. En esto, el gobierno peruano seguía siendo el precedente de sus intervenciones anteriores en Quito y La Paz en 1809. Las fuerzas reales peruanas combatieron a los insurgentes con tanto vigor como los comandantes realistas en Nueva España, Cadena, Cruz, Calleja, Llano y otros. Las diferencias cruciales fueron dos: primero, Perú, por lo menos antes de agosto de 1814, no experimentó una serie de insurrecciones amplias en el corazón de su territorio, como ocurrió en Nueva España, y segundo, sólo las fuerzas peruanas combatieron fuera del límite de su propio territorio. Los ejércitos peruanos llegaron a ser, de esta manera, instrumentos de recuperación de territorios, reintegración y expansionismo.
El Perú realista combatiría a los insurgentes en dos frentes: Quito en el norte y Charcas en el sur. Mientras los revolucionarios quiteños recibían apoyo de las juntas de Santa fe de Bogotá y Cali en Nueva Granada, mientras que de forma simultánea el ejército de Buenos Aires intentaba ocupar el Alto Perú e incitar conspiraciones en el Sur del Bajo Perú, los realistas limeños quedaron aislados de sus aliados (los Virreinatos de Nueva Granada y el Río de la Plata). No era posible ejercer presión contra los insurgentes en cooperación con el virrey de la Nueva Granada (que se hallaba exiliado en Panamá), ni con los gobernadores rioplatenses realistas de Elío y Vigodet (en Montevideo). A pesar de ello, se asignó a Lima la obligación de enviar fondos para auxiliar a éstos y a otros territorios periféricos. El Perú no solo enfrentó esta situación de anarquía en el continente, sino que también apoyó a los apostaderos de Montevideo, San Blas y Manila, incluso remitiendo considerables sumas de dinero a España para contribuir con el esfuerzo de la guerra peninsular. Desde las perspectivas de las operaciones el Ejército Real, se debió tomar la ofensiva, entrando en territorios rebeldes (Chile y Alto Perú) en tanto que la costa y el interior del Virreinato se mantuvieran en calma frente a las amenazas revolucionarias. 

### Campañas iniciales: la contrarrevolución

#### Operaciones en Quito y Nueva Granada
En 1809 los patriotas quiteños conformaron la Primera Junta de Gobierno Autónoma de Quito, proclamando lealtad a Fernando VII, pero rehusándose a reconocer la autoridad de la Junta Central de Sevilla, era evidente que los juntistas no buscaban necesariamente la separación de España, pero si el autogobierno. Quito, sin embargo, no podía controlar el resto del territorio de la Audiencia. Desde Panamá se reacciona con el envío de dos expediciones militares (1810). En 1809 dispuso una expedición militar de 400 soldados que se instaló en el territorio de la Audiencia de Quito, al mando del coronel Juan de Aldrete, para reprimir a la Junta; y la segunda expedición, con 200 soldados del Batallón Fijo, al mando del sargento mayor José de Fábrega, ocupa el Chocó. A solicitud del depuesto gobernador realista, Manuel Ruiz Urriés de Castilla, Conde de Ruiz de Castilla, el virrey Abascal envió a Quito al coronel Manuel Arredondo y Mioño con 180 artilleros y parte del batallón Real de Lima y algunos oficiales y soldados de cuerpos de Pardos para formar nuevos cuerpos realistas con los que fueran incorporados de Guayaquil. Arredondo desembarcó en Guayaquil el 19 de septiembre, mientras 300 carabineros peruanos se movilizaban hacia Cuenca para auxiliar al gobernador, Melchor de Aymerich, con la ayuda de los realistas de Popayán y Pasto, en el sur de Nueva Granada (amenazando a Quito también desde el norte). Las tropas limeñas ocuparon Quito el 25 de noviembre de 1809, pero los juntistas la recuperaron en agosto de 1810. Los patriotas quiteños encontraron la oposición y el rechazo de Cuenca, Guayaquil (quienes no quisieron recibir a Carlos de Montúfar en 1811) y Pasto. No obstante, dado que el virrey del Perú nombró a Joaquín Molina y Zulueta como presidente de la audiencia de Quito, en reemplazo de Ruiz de Castilla (el anterior presidente de la audiencia quiteña), la reticencia de los junteros a reconocer al nuevo presidente, entonces instalado en Cuenca, dio lugar a la coexistencia de una doble jurisdicción: mientras que la Junta Superior de Quito controlaba algunas zonas del antiguo corregimiento de Quito, Molina ejercía como presidente, y mandó establecer la Real Audiencia de Quito, en Cuenca. Por otra parte, dadas las presiones existentes desde las Provincias Unidas de la Nueva Granada, que quería incorporar Quito a su proyecto político, decidió convocar un congreso con representantes de la ciudad de Quito y las provincias que eligiesen diputados para discutir el reconocimiento de la regencia gaditana y las Cortes de Cádiz, concluyendo seguir siendo fieles a Fernando VII, pero desconocer a las Cortes. Debido a la resistencia de la junta al Consejo de Regencia, Abascal envió un poderoso ejército de 2000 soldados al mando del general Toribio Montes, por lo que la rebelión fue fácilmente sometida, siendo capturados la mayoría de los principales líderes. El virrey del Perú se aprovechó de esto para no solamente destruir la Junta, sino también para reincorporar el territorio de la Audiencia de Quito al virreinato del Perú, tanto Cuenca como Guayaquil reconocieron entonces como autoridad legítima sólo al virrey de Lima. Finalmente, el Ejército Real del Perú ingresó a Quito el 4 de noviembre de 1813, haciéndose Montes cargo de la Presidencia y fortaleciéndose así a las fuerzas realistas de Guayaquil, Cuenca y Popayán.
Por su parte, en el sur de Colombia, bajo la protección del Virrey del Perú, el bloque realista integrado por Popayán, Pasto y Barbacoas, tuvo como sus rivales más próximos a Quito, Cali y Santa Fe de Bogotá. Ante ello, se volvió un espacio estratégico, que servía de frontera natural entre los Andes y los Llanos, además de evitar una posible cooperación más estrecha entre los dos territorios insurgentes más importantes del Virreinato de Nueva Granada. La alianza entre el virrey Abascal y el gobernador de Popayán, Miguel Tacón, se vio fortalecida una vez la Junta de Bogotá depuso al Virrey neogranadino, Antonio José Amar y Borbón, en julio de 1810. Tanto en lo militar como en lo moral fue de vital importancia la intervención de Abascal, puesto que, mientras la ofensiva insurgente y liberal se expandía y consolidaba al norte de Popayán, el peso ideológico de la causa realista se mantuvo con vigor, en consonancia con su vitalidad en Lima. Logrando que se sumaran a la defensa de su territorio clases populares como los indígenas, los esclavos y los negros libres situados a lo largo de los ríos Micay y Patía, que enlazaban a Popayán con el Pacífico en la bahía de Buenaventura, resaltando entre esos caudillos populares, aliados al Ejército Real del Perú, indios como Agustín Agualongo. Por gracia de sus vínculos con el Perú, Abascal otorgaba a Popayán, Barbacoas y Pasto una estabilidad que habían perdido en el virreinato de Nueva Granada. Sin embargo, el giro de Tacón a favor de Lima le hizo ganar el descontento de las elites locales, los oligarcas de Cali rechazaron su determinación y despotismo, lo que hizo estallar el conflicto. Los realistas convergían al sur, en Pasto, Patía y Barbacoas, pero al norte de Popayán aparecieron proyectos liberales entre 1810 y 1814, representados por la Confederación del Valle del Cauca, que se encontraban en Cali, Buga, Anserma, Toro, Cartago y Caloto, aliados con Santa Fe. En diferentes momentos estas ciudades buscaron una alianza con Antioquia y Cartagena. La región suroccidental de Nueva Granada se convirtió en un bastión del realismo, vinculadas militarmente al Ejército Real del Perú y los polos realistas de Guayaquil, Cuenca y Panamá, por ello, la región de la costa del pacífico de Popayán se volvió estratégica, porque el mar facilitaba las comunicaciones de Popayán y Lima, siendo así lógico que Popayán se volviera el centro de la disputa y la confrontación, siendo intermitentes los ataques, saqueos y ocupaciones. Siendo así que Popayán fue conquistada por los revolucionarios el 7 de marzo de 1811, y también Pasto sucumbió el 22 de septiembre de 1811, permitiendo así la comunicación directa de los rebeldes de Bogotá con los de Quito. Pero, el baluarte realista de Cuenca siguió resistiendo y la ascensión de Toribio Montes al poder en Quito en 1812, lo que beneficio a las fuerzas contrarrevolucionarias de la costa del Pacífico de Nueva Granada y el Ejército Real del Perú, pues al fin se había formado un gobierno estable entre Pasto y Lima, permitiendo mejorar sus comunicaciones y unificar acciones militares contras los rebeldes del Valle del Cauca y Santa Fe de Bogotá. Siendo así que, a mediados de 1812, los realistas reconquistaron Pasto con el apoyo de la población indígena de la región. Posteriormente, Toribio Montes (subordinado al Virrey Abascal) nombró al coronel Juan de Sámano como gobernador de Popayán en junio de 1813. En su apogeo, durante la Campaña de Nariño en el sur, los realistas de Pasto y Popayán, con apoyo de Quito y el Ejército Real del Perú, llegaron a tomar Antioquia. También en la Capitanía General de Caracas acontecieron hechos que, desde sus inicios hasta su sofocamiento por parte de las tropas peninsulares de Pablo Morillo en 1815, tuvieron relación con el Perú.

#### Operaciones en el Alto Perú y el Río de la Plata

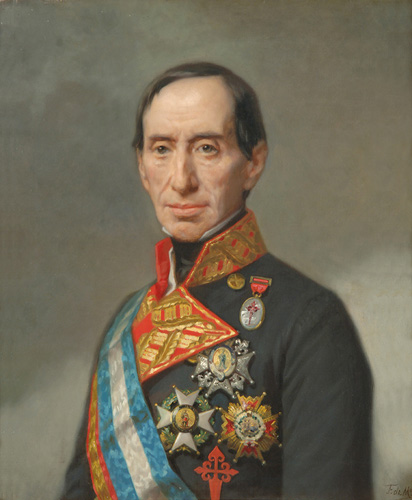
José Manuel de Goyeneche, vencedor de la batalla de Huaqui.

Un conflicto surgido entre las principales autoridades de Chuquisaca y de La Paz, frente a rumores de intentonas carlotistas anexionistas al Brasil, llevó a la toma del poder en esta última ciudad por parte de un grupo de criollos del lugar el 25 y 26 de mayo de 1809, dirigidos por el oficial mestizo, Pedro Domingo Murillo. Actuando en cooperación con el gobierno virreinal de Buenos Aires, Abascal envió un grueso ejército compuesto por criollos y curacas, con sus respectivos indios (la mayoría de los soldados provenían del Cuzco), liderados por el intendente de Huarochirí, coronel Juan Ramírez, y por José Manuel de Goyeneche, presidente interino de la Audiencia del Cuzco y su comandante más experimentado. Goyeneche reclutó una fuerza de 4.500 soldados entre la población surandina, contando con el apoyo de la nobleza incaica (donde resaltaron dos caciques poderosos, Mateo García Pumacahua, del Cuzco, y José Domingo Choquehuanca, de Azángaro), quienes habían sido bastiones de la causa realista desde la época de Tupac Amaru. También se recibió el apoyo económico de los criollos arequipeños, emprendió la campaña contra la junta paceña. El 25 de octubre de 1809, los peruanos vencieron a los insurgentes y 86 de ellos fueron ejecutados Por su parte, Mateo Pumacahua, curaca de Chinchero (Cuzco), al mando de 3 mil hombres aplastó la rebelión del curaca Manuel Cáceres, en La Paz. Además, debido a que el Alto Perú era parte del virreinato del Río de la Plata, la intervención de Goyeneche fue coordinada con las actividades de Vicente Nieto (veterano de la guerra contra los franceses, y las invasiones inglesas de 1806-7), quien fue nombrado presidente de la Audiencia de Charcas por el virrey Hidalgo de Cisneros el 10 de septiembre, y convocó a una junta con los intendentes del Alto Perú y a representantes del cabildo y del clero, como el arzobispo de Charcas (sin embargo, de los intendentes sólo llegó Francisco de Paula Sanz, el intendente de Potosí). Nieto avanzó a la cabeza de mil hombres y Goyeneche derrotó a la insurrección de La Paz el 25 de octubre de 1809, dejando una guarnición de 1.300 soldados, reduciéndolos finalmente a 500 hombres con dos piezas de artillería para inicios de 1810, al mando del coronel Pío Tristán, mientras Ramírez se enfrentó a las revoluciones de Cochabamba y Oruro en septiembre y octubre de 1810 con 2.000 soldados peruanos. Con tal de evitar el surgimiento de insurgentes potenciales, el virrey de Buenos Aires, el Real Acuerdo y el presidente de Charcas, sentenciaron a muerte a 9 reos, perdonando solamente al cura de Sicasica, J. A. Medina, mientras que los otros prisioneros de La Paz fueron indultados bajo la condición de volver a sus casas y comportarse como fieles vasallos del rey. Posteriormente, el Virrey Abascal nombró a Goyeneche como General en Jefe del Ejército, y como Segundo General, a Juan Ramírez de Orozco. Aun así, Goyeneche advirtió al virrey del peligro de posibles disturbios futuros, especialmente debido a conflictos entre la Audiencia de Charcas y el gobierno virreinal de Buenos Aires. Los movimientos del Alto Perú serían propios de una guerra civil y la situación continuaba en un estado precario ante las condiciones que daban los disturbios en Chuquisaca y La Paz.
Por otro lado, el Alto Perú tenía ciertos resentimientos contra el gobierno de Buenos Aires, considerado como lejano y ajeno, sin ser relevante si el régimen porteño era virreinal o autonomista, como demuestran las acciones de 1809 (donde el Río de la Plata aún no se había declarado independiente). Por esta razón, la Audiencia de Charcas no vio con buenos ojos la venida de un ejército desde Buenos Aires, bajo el mando de Juan José Castelli (graduado de la Universidad de Chuquisaca), para imponerle la revolución a los pueblos por la fuerza. Castelli empezó su objetivo en la Contrarrevolución de Córdoba, reprimiendo al partido realista (que estaba en contacto con Potosí, Charcas y el Perú), y fusilando al intendente el 26 de agosto de 1810. Pronto la revolución se impuso en Salta, Tucumán y Santiago del Estero, provincias cercanas al Alto Perú y muy afines cultural y comercialmente. Abascal se tomó muy en serio las noticias de los acontecimientos en Buenos Aires, sobre todo porque la junta revolucionaria también buscaba afirmar su soberanía sobre el Alto Perú. Desde ese momento, el virrey del Perú vio en Buenos Aires la fuente de todo el contagio revolucionario en la América del sur. El objetivo de Abascal fue doble: llevar la contrarrevolución al territorio reclamado por los revolucionarios, y negarles el acceso a los valiosos recursos del Alto Perú, sobre todo la plata de Potosí.
En el Perú se decidió realizar una reorganización del ejército, movilizando tropas de la capital a Puno, Arequipa y Cuzco. Teniendo como base los cuerpos milicianos de la Intendencia del Cuzco a los que posteriormente se sumaron los creados en el Alto Perú, el 13 de julio de 1810 el virrey Abascal organizó el llamado Ejército de operaciones del Alto Perú que tuvo entonces como principal oponente al Ejército del Norte, que con el apoyo de montoneras y guerrillas de Charcas trató infructuosamente de socavar la dominación española en el Alto Perú, territorio que ocupó y desocupó continuamente, de forma que el virreinato logró contener y derrotar su avance en tres importantes campañas ofensivas, donde resaltaron, por su habilidad y eficacia, José Manuel de Goyeneche y José de La Serna, estrategas que han pasado a la historia militar por su destreza en las victorias (como en la Batalla de Huaqui, Batalla de Vilcapugio, Batalla de Ayohuma y Batalla de Viluma) donde destrozaron a las tropas porteñas. Aunque el ejército real del Perú tampoco pudo avanzar más allá del territorio en disputa ni peligrar la independencia de Buenos Aires, lo que a la postre produciría la independencia de Chile y daría lugar a la expedición libertadora al Perú, permitiendo a Bolívar y la corriente libertadora del Norte concluir con la dominación española y dar fin al último baluarte realista en América del Sur.
Para enfrentar a Buenos Aires, el virreinato del Perú de Abascal auxilió a los realistas de las provincias de Córdoba y Charcas, sobre las cuales trataban los patriotas argentinos de extender la independencia. Desautorizando la Junta de Buenos Aires, Nieto apeló a Abascal, poniendo el Alto Perú bajo la protección del virrey del Perú. Entonces, el Alto Perú fue separado provisionalmente por Abascal del virreinato del Río de la Plata y anexionado al virreinato peruano como lo fue hasta 1776, pasando el Perú a asumir el control militar y la defensa de esos territorios frente a los avances de los ejércitos "de abajo". Sin embargo, un motín en Cochabamba (región ubicada entre la frontera de Perú y Chuquisaca) derrocó al intendente y se anexo a las Provincias Unidas del Río de la Plata el 7 de noviembre de 1810. La pérdida de Cochabamba amenazó las comunicaciones con el Ejército Real del Perú al dejar aislados a las autoridades realistas en Chuquisaca y Potosí. La consecuencia de tal desastre fue la derrota de las fuerzas peruanas en Suipacha, el 7 de noviembre de 1810, dejando sin protección a Potosí de los liberales, donde una facción puso bajo arresto al intendente Sanz (muy conocedor de las provincias del Plata por su anterior labor como Director del Estanco de Tabacos). Mientras tanto, el 16 de noviembre, un cabildo abierto en La Paz también declaró su anexión de la Junta de Buenos Aires. Después de la caída de la ciudad ante Castelli, el comandante argentino mandó fusilar a Sanz y Nieto en la plaza principal en noviembre, a pesar de que el arzobispo pidió clemencia. Aparentemente, todo parecía perdido para los realistas de Charcas. El Ejército del Alto Perú todavía estaba en preparación al otro lado del Desaguadero y sus comandantes mirando con desesperación el colapso de la autoridad real. Sin embargo, la reacción local de la población en contra de las tropas rioplatenses no tardaría en manifestarse frente al pillaje y la tiranía de la ocupación argentina de Potosí. El derrocamiento de las autoridades reales en Alto Perú no había implicado automáticamente una nueva lealtad a la Junta de Buenos Aires. El fiasco de los revolucionarios por conseguir apoyo popular en Alto Perú abrió paso a una reconquista real dirigida por los comandantes peruanos de Goyeneche, Pumacahua y Choquehuanca. El triunfo de los realistas en la batalla de Huaqui, en junio de 1811, aseguró el control momentáneo del territorio de Charcas (otorgando al general Goyeneche el título de conde de Guaqui y el ascenso de los caciques al grado de coroneles), puesto que los peruanos continuaron su avance en la batalla de Sipe Sipe (13 de agosto de 1811) y, a pesar de la insurrección de los partidos de Omasuyos, Pacajes y Larecaja, recuperaron las ciudades de La Paz, Oruro, Cochabamba, Chuquisaca y Potosí. Mientras tanto, se dio el retroceso hasta Jujuy de parte de las tropas revolucionarias del Río de la Plata. Esta fuerza combinada indígena de unos 5.000 hombres aplastó la rebelión y restableció las comunicaciones entre la capital y la tierra adentro realista. Sin embargo, esto originó la época de las Republiquetas, donde caudillos insurgentes lograron mantener un ambiente de insurgencia, a la espera de la llegada del nuevo ejército revolucionario de Buenos Aires.
Por otra parte, en el oriente de Charcas, por la Republiqueta de Santa Cruz, se presentaron algunos reveses para el Ejército Real del Perú que involucraron la atención del Reino Unido de Portugal, Brasil y Algarbes. En 1810 Juan Manuel Lemoine fue nombrado gobernador de Chiquitos por la Junta de Buenos Aires, territorio que en 1811, tras la batalla de Huaqui, volvió al dominio de los realistas, apoyados por tropas portuguesas, pues el teniente coronel realista, José Miguel Becerra, tuvo que ser apoyado por el comandante luso-brasileño Luiz d'Albuquerque de Mello e Cáceres, quien intervino invadiendo Chiquitos y Cordillera, restaurándose el gobierno realista en Santa Cruz de la Sierra para agosto y septiembre. Luego Becerra ocupó Membiray el 11 de noviembre y apresó a José Andrés de Salvatierra. El 22 de noviembre de 1811, José Manuel de Goyeneche le confió la autoridad de gobernador de la restaurada Intendencia de Santa Cruz de la Sierra, separada de la jurisdicción de la Intendencia de Cochabamba. Antonio Vicente Seoane logró huir al Partido de Yungas, uniéndose a José Miguel Lanza, líder de la Republiqueta de Ayopaya. Posteriormente, tras la llegada de las fuerzas rioplatenses del uruguayo-argentino Ignacio Warnes (nombrado por Belgrano como gobernador de Santa Cruz en 1813), el ejército real del Perú tuvo que dejar sus posiciones tras la Batalla de La Florida y pedir socorro a tropas reales luso-brasileñas de la Capitanía de Matto Grosso (quienes dieron refugio a algunos oficiales realistas como Becerra o Juan Francisco Udaeta). Los disturbios políticos del Alto Perú pondrían al gobierno portugués en un estado de alerta. Siguiendo el ejemplo de lo ocurrido en 1814 y 1815, los realistas, que huían de los ejércitos revolucionarios, acudieron a las autoridades portuguesas en Mato Grosso y São Paulo, solicitando protección y víveres, con lo que el jefe del ejército de Vila de Mato Grosso, el conde de Barco, declaró, en una carta del 4 de agosto de 1817, el estado de permanente atención "mientras Dios no permita, que los Gobiernos de las Provincias limítrofes sean restituidos a un estado que merece nuestra confianza, estado que confieso muy francamente, que sigo considerando muy desviado de los mismos Gobiernos".
Durante el verano de 1812 Abascal esperaba lograr el envío de un ejército de 2.000 hombres para adentrarse al territorio insurgente de los rioplatenses en Salta, calculando con optimismo que el número total de hombres del Ejército Real del Alto Perú lograría la cantidad de unos 12.000 soldados bien equipados y disciplinados. Sin embargo, antes de que se tenga listo todas las previsiones de parte del virrey, en 1813, el general Pío Tristán, a órdenes de Goyeneche, persiguió al ejército rioplatense hasta territorio argentino, pero la campaña de Goyeneche sufrió un desperfecto muy grave debido al fracaso de Pío Tristán (otro arequipeño realista) en las desastrosas batallas de Tucumán (1812) y Salta (1813), ambos encuentros de Tristán contra el Ejército del Norte fueron por iniciativa propia y sin comunicación de su parte hacia Goyeneche. Tras tales catástrofes, el Ejército Real del Perú fue vencido por los juntistas de Buenos Aires al mando de Manuel Belgrano y los ejércitos de Goyeneche quedaron desprotegidos, forzándole a replegarse hacia Oruro. Goyeneche se ganó la ira de Abascal por haberse enfrentado con el enemigo sin la autorización superior, por lo que perdió el favor del virrey y se nombró como nuevo jefe de campaña al Brigadier Joaquín de la Pezuela, quien venció a Belgrano en la Batalla de Vilcapugio y la de Ayohuma. Con estas victorias, Pezuela recuperó todo el Alto Perú. Estos triunfos lo llevarían muy pronto al gobierno del virreinato. Mientras, los argentinos retrocedieron hasta Salta y Tucumán, iniciándose la Guerra gaucha. A pesar de que tanto Castelli como Belgrano habían sido expulsados del Alto Perú, las fuerzas realistas no se encontraban en posición de poder penetrar hacia el Río de la Plata y amenazar a la misma ciudad de Buenos Aires desde dentro del país. Entonces, se llegó a la conclusión de que el Perú por sí solo no tenía posibilidades de vencer a las fuerzas revolucionarias de los porteños. Tras derrotar a algunas republiquetas, pero dejando otras a sus espaldas, Pezuela avanzó hacia el sur y ocupó la ciudad de Salta a fines de mayo de 1814. Pese al apoyo de algunos realistas locales, los gauchos de la región (organizados por Luis Burela y especialmente Martín Miguel de Güemes) lo aislaron de la provincia y le quitaron la posibilidad de apoderarse de víveres.
El gobierno de Buenos Aires empezó a estudiar una nueva expedición sobre el Alto Perú. Comandada por el General José Rondeau, quien fue derrotado por Pezuela en la batalla de Viluma (1815), por el cual Pezuela fue premiado con el título de marqués de Viluma. La batalla de Viluma tuvo graves consecuencias para el ejército del Río de la Plata. Aparte de las perdidas materiales de su ejército, supuso la pérdida definitiva del Alto Perú para la junta rioplatense. El general José de San Martín, quien solicitó un retiro por salud en 1814, estuvo preparando una estrategia diferente: no invadir al Perú por el Alto Perú, sino por Chile, para llegar a Lima a través del Pacífico. El 29 de noviembre de 1815, el Batallón Fernando VII (triunfadores de Sipe-Sipe y bajo el mando del comandante Francisco Javier Aguilera) estuvo entre las fuerzas realistas comandadas por Joaquín de la Pezuela. Pocos días después de entrar Pezuela en Cochabamba, envió al coronel Aguilera para movilizarse hacia Vallegrande con el Batallón Fernando VII, con el fin de aumentar sus fuerzas y avanzar hacia Santa Cruz de la Sierra, región al que debía asumir como gobernador. Por orden del general Joaquín de la Pezuela, otro batallón del Talavera, (con 500 plazas y que rellenó sus filas con personal del Ejército Real de Chile) se traslada a reforzar el frente altoperuano, participando en la campaña de Francisco Javier de Aguilera contra el gobierno patriota de Ignacio Warnes en Santa Cruz de la Sierra. Para septiembre de 1816, tras vencer a Manuel Ascencio Padilla en La Laguna, Aguilera se encontró marchando hacia Santa Cruz con el Batallón Fernando VII y el Talavera. El general Ramírez dispuso que Aguilera, con 700 hombres de ambos batallones, expedicionase en busca del líder de la Republiqueta de La Laguna, Manuel Ascensio Padilla, en una acción conjunta con otra columna desde Chuquisaca, al mando de Miguel Tacón. El 13 de septiembre de 1816 se dio la batalla de La Laguna con la victoria realista y el fallecimiento de Padilla al día siguiente en el pueblo de Villar. Las fuerzas de Aguilera dieron muerte a 700 guerrilleros y luego ejecutaron a 76 prisioneros. A pesar de victorias parciales de los patriotas, se impondría la autoridad real tras la victoria en la Batalla de El Pari (en la cual falleció Warnes), que fue la batalla más sangrienta de toda la Guerra de Independencia Hispanoamericana. Las fuerzas de Aguilera (1.600 hombres) estaban formadas por el Batallón Fernando VII (500 soldados), el Batallón Talavera de la Reina (500 soldados), dos divisiones de caballería de Cochabamba (500 soldados) y dos piezas de artillería con 100 artilleros que enfrentó al Ejército Patriota Cruceño el 21 de noviembre de ese año en una cruenta jornada militar del cual sobrevivieron apenas 200 realistas (todos del Talavera, incluido su comandante Rocabado, de origen chileno) y 350 revolucionarios con vida. El Batallón Fernando VII quedó aniquilado y Aguilera se convirtió en el nuevo gobernador realista de Santa Cruz de la Sierra, permaneciendo el batallón con él, mismo que tuvo que ser reconstruido. Las confirmaciones de la exitosa contraofensiva realista llegarían en diciembre de 1817, comunicadas a esa misma autoridad portuguesa en Mato Grosso por Francisco Xavier de Aguilera, quien agradeció por los buenos tratos que recibió por parte de las autoridades brasileñas en su defensa mutua de la monarquía contra los revolucionarios rioplatenses.
Tras la completa pacificación del Alto Perú para 1817, la provincia de Tarija se convirtió en el límite geográfico del avance revolucionario de las provincias "de abajo", desde donde se dieron invasiones peruanas a las provincias del norte argentino en el contexto de la Guerra gaucha, lo que motivaría el cambio de la planificación continental de los revolucionarios rioplatenses en su avance sobre el Virreinato del Perú, centro del poderío militar realista, lo que solo sería logrado después del retiro de Abascal, ya que tras su destitución, no se pudo avanzar más allá del territorio en disputa ni peligrar la independencia de Buenos Aires.
Para comprender el fracaso de estas rebeliones frente a la autoridad virreinal, tenemos que ver su composición social. De acuerdo con Vargas Ugarte:

El movimiento de Chuquisaca como el de Quito fueron obra de una camarilla minoritaria y no recibieron su impulso de la masa del pueblo. Más todavía, aunque no faltaron patriotas sinceros en las filas de los tumultuantes, es preciso confesar que el ideal de libertad no era el móvil que arrastro a muchos a tomar parte en estas asonadas (...) A todo esto, se suma el regionalismo y el faccionalismo de los rebeldes.

Por otra parte, el Paraguay de Gaspar Rodríguez de Francia decidió estar aislado de la lucha independentista, separándose tanto del imperio español como del Río de la Plata, pero llegó a expresar una actitud hostil ante las pretensiones de intervención de tropas de Lima o Brasil. Mientras tanto, tras algunos triunfos iniciales, Montevideo pasó a ser sitiada durante largo tiempo, y la conquista de la ciudad por los revolucionarios de Buenos Aires selló la emancipación del Río de la Plata. Aunque el Ejército Real del Perú no mando tropas para socorrer a los realistas de la cuenca del Plata, sí que ayudó a los rioplatenses (primero en su lucha contra Inglaterra y después para acabar con la insurrección de la Revolución de Mayo contra el Consejo de Regencia) con material de guerra de una importante partida de armas y municiones. Por ejemplo, los peruanos enviaron al general Francisco Javier de Elío (gobernador de Montevideo entre 1807-1810): 1.000 quintales de pólvora, junto a su munición (en 2 ocasiones), además de 500.000 pesos y una fragata cargada con trigo (enviada por la ruta del cabo de Hornos). También se auxilio al brigadier Gaspar de Vigodet (gobernador de dicha plaza entre octubre de 1810 hasta el 23 de mayo de 1814, cuando fue capturada por los revolucionarios) y a los capitanes de navío a su mando, José María de Salazar y Luis de la Sierra, con estos recursos: 3.000 quintales de pólvora, 200 quintales de proyectiles, 200.000 cartuchos y 3.000 espadas (entregados por la vía chilena), además de un apoyo financiero de 600.000 pesos, gracias a las tesorerías de Arequipa y Puno (traídas por la ruta del Cuzco).

#### La contrarrevolución en el Perú
El virrey Abascal llegó a sentir especial estima por las tropas americanas, ante las reiteradas muestras de fidelidad y valor que le brindaron. Ante ello, intento dar un sentido autóctono a la contrarrevolución, creando unidades especiales de americanos y peninsulares que generaron un óptimo resultado, en especial para pacificar algunas revueltas locales en el Perú tras la crisis imperial de 1808-1814, donde derrotaron a los insurgentes mientras se tambaleaba la causa bonaerense y no hallaba eco en la sociedad peruana, cuyas escasas sublevaciones fueron sofocadas sin obtener el éxito esperado por los revolucionarios. Siendo evidente que las revueltas en Tacna (1811 y 1813), Huánuco (1812), El Cuzco (1814) y Aymaraes (1818), terminaron siendo mayormente movimientos contra el centralismo limeño antes que alzamientos propiamente anticoloniales; además de tener estrechas vinculaciones con Manuel Belgrano y Juan José Castelli, siendo instigados por conspiradores enviados por la Junta de Buenos Aires, antes que iniciativas propiamente peruanas, puesto que los únicos convencidos por un proyecto liberal eran algunos criollos pertenecientes a la élite ilustrada de Lima, mientras que la actitud asumida por los principales comerciantes fue inicialmente de prudente indiferencia, para luego sumarse, junto a la población general, a la triunfante restauración realista. Aun así, estos levantamientos fueron importantes por dos motivos: el interés de algunos sectores de las provincias del sur de unirse políticamente al Alto Perú, y el deseo de los criollos de involucrar en ese proceso a la masa indígena a través de alianzas con curacas de reconocido prestigio (aunque fuese por medio de manipulaciones por la situación generada con la Constitución de Cádiz y engaños con base en las Máscaras de Fernando VII). Aun así, el Perú no era excepcional en la historia de la América española en estos primeros años de la lucha contra el separatismo y las revoluciones liberales, puesto que hubo movimientos contrarrevolucionarios muy fuertes a nivel popular en otras regiones del continente. Por ejemplo, en la Nueva España, la insurgencia mexicana encontraba una fuerte oposición entre los americanos y en muchos pueblos indígenas, donde las ciudades principales (como Zacatecas, San Luis Potosí, Guanajuato y Valladolid de Michoacán), fueron pronto recuperadas por el ejército real, así como hubo ciudades centrales (como Querétaro, México, Puebla y Veracruz) que nunca cayeron en manos insurgentes, y no hubo insurrecciones en el territorio del Reino de Guatemala, mientras Cuba, Santo Domingo ni Puerto Rico nunca se independizaron. Por otro lado, Panamá actuó como base de contrarrevolución en Nueva Granada, donde el pueblo colombiano de Santa Marta en la costa del Caribe permaneció leal al imperio, así como Coro y Maracaibo en Venezuela; o Montevideo en el Río de la Plata. Las tropas se reclutaban en los territorios americanos, aunque lo particular del caso peruano es que el más grande proveedor de ellas durante toda la guerra fue el propio virreinato del Perú, en parte debido a que todas las intentonas secesionistas fracasaron rápidamente, como también debido a la muy impregnada figura mistificada del rey como un «Inca Católico» en la cosmovisión popular, al que se debía lealtad según la tradición y la religión.
El Bajo Perú no fue parte de una guerra civil revolucionaria similar a México, excepto por un pequeño lapso en 1814 (cuando estalló la rebelión de Cuzco). Las principales rebeliones que se dieron en el interior del virreinato se realizaron en el sur peruano (el cual se volvería, irónicamente, en el último baluarte del poder virreinal con el Virrey La Serna), sur de los Andes mostró una “consistente permeabilidad a la protesta social”, por causa de ciertos factores que se expresaron con mayor intensidad en los territorios altiplánicos, como la mita minera o el tributo indígena, lo que influenciados en gran medida por las proclamas argentinas y chilenas en el Alto Perú, o malentendidos al respecto sobre la validez de la Constitución de Cádiz, incentivaría revueltas. Algunas rebeliones significativas brotaron, como en Conchucos y Huaylas en 1811, sin conexión a los disidentes criollos en Lima, pero con apoyo de Cajatambo y Jauja. La más grave estalló en Huánuco en 1812, organizada por criollos prominentes de esa ciudad y por un grupo de alcaldes indígenas de los poblados vecinos, a la espera de los cambios políticos en la monarquía y las reformas prometidas por Cádiz. También había ecos en Tarma, con cierta resonancia a la época de Juan Santos Atahualpa. Enemigos de los “chapetones”, ellos querían coronar a un inca para que los dirigiera, a la espera del Ejército Auxiliar del Perú de Castelli. Los alcaldes indígenas, en número de 25, dirigieron una comunicación al virrey en la que manifestaban que "la insurrección no era contra el Estado, ni contra la monarquía, no contra la patria, ni contra la religión, sino contra los chapetones opresores y tiranos."  Tras el triunfo inicial de la junta de Huánuco, se produjo la entrada de los rebeldes a Ambo el 23 de febrero, dirigidos por el grito de su cabecilla José Rodríguez y los indios montoneros que decían: “viva el rey Fernando Séptimo…muera el mal gobierno”, en medio de los repiques de campanas, para enseguida realizar saqueos, asesinatos y destrucción propiedades, empezando por las tiendas de los europeos, donde se embriagaron con licor, y, ebrios, pasaron a las casas de los criollos (odiados por viejas rencillas), pero los peores ataques se hicieron sobre las viviendas de los chapetones (españoles peninsulares), por el cual se pretendió incendiar la capilla, porque allí se habrían escondido algunos europeos y por ser el almacén del armamento militar. Al final el convento de San Francisco y el cabildo local fueron saqueados, sus archivos incendiados y el ganado decapitado; su caudillo y el sacerdote local acabaron golpeados al intentar detenerlos. Pero luego se prohibió dañar a «los señores sacerdotes, los tempos y nuestros paisanos». Los criollos como Duran Martel, Domingo Berrospi y Juan José Crespo y Castillo no fueron los únicos dirigentes, ya que también figuraron los caudillos indígenas como José Contreras y Norverto Aro, entre otros, quienes dirigieron a las montoneras en la toma de los pueblos, mediante los saqueos. Las montoneras no serían simples seguidores de los líderes criollos carentes de iniciativas y de lógica propia, siendo en realidad grandes activos del movimiento. Por gracia de sus acciones fue posible la constitución de la Junta en Huánuco, ya que la violencia y la ritualidad simbólica sirvió para construir la idea de una posible “victoria”, animando a la población a levantarse, ya sea por miedo o convicción fanática. El movimiento se extendió a los pueblos de Huacar, Caina, Pallanchacra, Chacayán, Tapuc y Yanahuanca, pero posteriormente empezaron a pelearse entre sí por viejas rencillas tribales. Frente a ello, el Ejército Real del Perú, convocados por el intendente José González de Prada, iniciaron la contra-campaña, marchando sobre Ambo el 16 de marzo de 1812, acompañados de una importante cantidad de hombres instruidos en armas y con refuerzos procedentes de Huariaca. Cuando estaban cerca de Huánuco, la Junta les notifico una amenaza de que, si avanzaban, serían atacados por 5 mil hombres que integraban las filas montoneras. El intendente hizo caso omiso a estos mensajes y ordenó la reconstrucción del puente de Huacar. Tras ello, se inició el enfrentamiento el 18 de marzo de 1812. El resultado fue la derrota de los rebeldes, quienes, a pesar de su superioridad numérica, su actuación fue desordenada y prácticamente sin armas, ya que sólo tenían una escopeta y un cañón de maguey. Finalizado los hechos, el gobierno virreinal les ofreció a las montoneras el indulto, bajo la condición de defender la causa del rey, "porque no era guerra entre paisanos". Para el 21 de marzo, los realistas retomaron la ciudad de Huánuco, siendo recibidos el intendente Gonzales Prada, y el ejército real peruano, por el cabildo, el clero y los prelados. Berrospi fue el encargado de brindar la bienvenida (otra vez), dirigiéndose al intendente con una bandera blanca, tal como lo hizo con los insurrectos semanas atrás. En cuanto a los indios del común, el fiscal protector de naturales, don Miguel de Eyzaguirre, señaló que se alistaron, en las montoneras por causa de la presión generada por los abusos de los subdelegados de Huánuco y Panataguas, declarando que “el levantamiento no tuvo otra finalidad que desprenderse de los malos jueces y que todos los daños debían pagar los subdelegados de Huánuco y Panataguas por su mal gobierno”. Finalmente, el 27 de julio de 1812, con el consejo del fiscal Pareja, se fijó sentencia concediendo el indulto, apelando a la lógica de la minoría de edad (aunque ese derecho lo había derogado la Constitución de Cádiz), respaldados en las órdenes del Virrey Abascal del 1 de abril de 1812.
El 14 de octubre de 1814 llegó a Lima la noticia de que Fernando VII había disuelto las Cortes el 10 y 11 de mayo, así como de haber derogado la Constitución. En consecuencia, las audiencias y los ayuntamientos recobraban su estatus anterior a 1808, y las diputaciones provinciales dejaban de existir. Quedaban anulados los avances políticos de los criollos y se restauraban las instituciones del absolutismo. Ante ello, en Cusco, se sublevaron los Hermanos Angulo en 1814, patrocinados por Mariano Melgar, Mateo García Pumacahua y los curas Gabriel Béjar, Manuel Hurtado de Mendoza, Ildefonso de las Muñecas y el clérigo José Díaz Feijóo. La revolución del Cuzco de 1814 sería un acontecimiento relevante dentro de los límites territoriales del virreinato peruano. Las garantías que ofrecía la vigente Constitución de 1814, que no habían poseído los rebeldes de León de Huánuco, otorgaron a los cuzqueños un marco legal totalmente distinto. La negativa a publicar y jurar la Constitución gaditana en la Audiencia del Cuzco (debido a las noticias recién llegadas en Lima de que Fernando VII había abolido las cortes de Cádiz, pero que aún se desconocían en Cuzco), fue el pretexto de los criollos de la antigua capital de los Incas para su protesta. Mateo Pumacahua sería uno de los líderes de esta rebelión, pese a que este cacique fue un prominente defensor de la Corona desde el movimiento tupacamarista de 1780. Hacia fines de 1814, y tras una sucesión de hechos sospechosos en los que se llegó a considerar a Pumacahua como un desertor de la junta cusqueña, una visita cambiaría por completo el escenario. José Angulo, que había sido apresado un año atrás por intentar tomar la plaza cuzqueña, visitó a Pumacahua para convencerlo de renunciar al bando realista y formar parte de los rebeldes (algunos postulan que con argucias, ya que esto mismo lo señaló el propio cacique antes de ser ejecutado por alta traición a la Corona, ya que afirmó haber sido engañado con que Fernando VII había muerto, y que se trataba de conservar Perú para sus sucesores), levantándose así el cacique contra el poder virreinal, convirtiéndose en mariscal del levantamiento del Cuzco. Mientras tanto, para ayudar al levantamiento del Cusco, Mariano Melgar se rebela en Umachiri (Arequipa), en 1814. Cuando se sintió por todo el virreinato el peligro de la rebelión de Cuzco, Abascal convocó a una nueva junta con representantes del clero, de la administración fiscal real, del Ayuntamiento, del Consulado, de los Gremios de diferentes actividades económicas, de los diferentes cuerpos militares (regimientos y milicias) y de los pueblos/reducciones de indios, entre otras corporaciones importantes. Esta convocatoria se debió por las instrucciones, enviadas por la monarquía en Madrid, al virrey peruano con el fin de trasladar barcos a Panamá y transportar 1.400 soldados de la Península al Perú. Dichos refuerzos debían aliviar la situación de la causa del ejército real del Perú. Al acercarse a Cuzco el ejército realista, estalló en la ciudad una contrarrevolución. Después de la derrota de Umachiri, José Angulo y Gabriel Béjar ya no pudieron consolidar su posición en Cuzco para resistir a las fuerzas realistas de Ramírez. Y del 18 al 20 de marzo de 1815, dos bandas rivales, cuyos gritos de guerra eran respectivamente “¡Viva el rey!” y “¡Viva la patria!” se disputaron el control de la ciudad. Los primeros impidieron que Angulo se fortaleciera, no dejándolo llegar al Ayuntamiento. Según los ministros de la Audiencia, este levantamiento contrarrevolucionario fue dirigido por el cura Tomás Velasco y por su hermano, un comerciante pobre, después de haber obtenido un gran apoyo entre los alumnos del Colegio de San Bernardo Abad. Hubo voces populares críticas a la falta de legitimidad de este proyecto liberal, con frases como “Mayormente los Angulos querían coronarse usurpando los sagrados derechos de nuestro monarca”. Luego de que una gran multitud de realistas no dejaron que Angulo ingresara a las oficinas municipales, el Ayuntamiento Constitucional le advirtió que no podía esperar seguir abusando de la situación indefensa en que se hallaban los ciudadanos de Cuzco para oponerse a la causa realista. Ante esto, Angulo renunció a su cargo de gobernador civil y salió de la ciudad, en compañía de Béjar, para unirse a su hermano Vicente, que se encontraba con los restos de las fuerzas derrotadas en Humachiri. José Mariano de Ugarte y Concha, gobernador civil o “jefe político” que sucedió a Angulo, informó al virrey el 19 de marzo que la ciudad se hallaba libre de la ocupación rebelde. Poco más tarde los rebeldes volvieron a intentar apoderarse de Cuzco, pero los realistas de la ciudad los vencieron y capturaron a sus jefes, los cuales fueron detenidos, en espera de que Ramírez entrara a Cuzco, cosa que sucedió el 25 de marzo. En una comunicación dirigida al rey, el Ayuntamiento describió las entusiastas aclamaciones recibidas por “las corporaciones y parte sana” al comandante realista, que habían lanzado la contrarrevolución contra la revuelta de los Angulo. La derrota de Pumacahua y los Angulo podría ser vista como el final de la última rebelión neoinca del siglo XVIII, una repetición del aplastamiento de la rebelión mesiánica de Tupac Amaru 30 años antes, también por el Ejército Real del Perú. Le puso fin a un ciclo de intentos de movilización general en el que criollos y mestizos tuvieran un rol importante. Sin embargo, esto no es todo. Al mismo tiempo, la revolución intentada en 1814-1815 representaba la segunda insurrección popular del siglo XIX americano, cronológicamente después de la de Hidalgo en 1810-1812, o la tercera, si incluimos las contrarrevoluciones venezolanas de Monteverde en 1812 y Boves en 1814.
Las revueltas de aquella etapa no buscaron el separatismo (aunque hubiera algunas voces minoritarias de algunas radicales, partidarios de un liberalismo exaltado y jacobino, que si lo postularon). Quienes formaron parte de estas rebeliones tuvieron como fin la reactivación del “pacto de antigua data que los unía con la monarquía tradicional” y, además, iniciaron una disputa entre el estilo del Antiguo Régimen (con nostalgia a la forma de gobierno de los Habsburgo) y el modernismo propuesto por los Borbones y sus tesis regalistas. El modelo Antiguo se centraba en una inherente ligación entre el rey y sus súbditos, lo que lograba una relación más estrecha a través de los Cuerpos intermedios y los Fueros. Era precisamente esto lo que deseaban retomar los rebeldes de León de Huánuco (a pesar de algunos líderes liberales, los cuales mezclaban dichos discursos tradicionalistas mientras insertaban propuestas modernistas y ajenas al interés popular, como el constitucionalismo liberal, propio de los intereses de una minoría burguesa), por lo que queda demostrada la tesis inicial de Torres Arancivia: los actores sociales partícipes de estas revueltas no tuvieron en mente la idea de separarse de España. En todo caso, se les podría catalogar como reformistas, porque se rebelaron “no para declarar la ruptura con respecto a su rey, sino para llamarle la atención sobre el desvió [sic] de su justicia”. Fue en torno a esa lógica que invocaban el vítor de “Viva el rey, muera el mal gobierno”, siendo Abascal al que se le caía la responsabilidad de líder del “mal gobierno” y Fernando VII como el rey a quien había que seguir en la defensa del trono, del altar y de la moralidad cristiana por parte del rey, al menos hasta que los peruanos notasen que El Deseado no era el ser místico que creyeron que sería al restaurar el absolutismo (pero aún depositando su fe en la monarquía del Inca Católico "en virtud de lo propio, independientemente de la figura que lo encarne”, bajo la esperanza de una reforma a largo plazo). Los funcionarios de la burocracia virreinal (incluido caudillos populares como Antonio Huachaca) siempre fueron críticos del impacto del constitucionalismo en el Perú desde 1812, los reaccionarios de la burocracia virreinal dieron cuenta, de 1815 en adelante, de la cambiante política española y no perdían oportunidad para denunciar al constitucionalismo como idéntico al movimiento revolucionario (debido a sus nexos con las ideas liberales, incompatibles con el catolicismo político); pintaban a los mejores de los constitucionalistas, que eran unitaristas, como contribuyentes al estallido de revolución, y a los peores, como partidarios ocultos del separatismo. La mayor parte de las reales autoridades estuvieron de acuerdo en que las rebeliones peruanas no habían sido causadas del todo por su propia política anterior, sino por los errores de los constitucionales de Cádiz en proponer malas soluciones. En su opinión, las Cortes trataron de soltar un poco las riendas del control imperial, dando oportunidad a los criollos y burgueses de empoderar sus intereses en el poder de los virreinatos en cierta medida, y alterando el sistema de gobierno, precisamente el equilibrio de poderes entre corporaciones coloniales, en el momento en que se llevaba a cabo una lucha revolucionaria que pretendía independizar a América de España (lo cual era sospechoso para la aristocracia y el campesinado indígena). Por ejemplo, el intendente de Huancavelica Lázaro de Ribera criticó aún más encarnizadamente a las Cortes y a la Constitución, y como muchos otros anticonstitucionales también atacó retrospectivamente las reformas borbónicas de la segunda mitad del siglo XVIII (creía que estas reformas se inspiraron en las obras “antiespañolas” de los filósofos “ilustrados” y afrancesados).
Fue con ese reforzamiento que Abascal culminó su obra maestra. Había logrado que el Perú resista los más difíciles embates de la crisis en el Imperio español, e incluso enviar expediciones militares a lugares fuera del virreinato del Perú con el objetivo de mantener unidos los territorios en América con la corona hispana. Triunfando en cada uno de sus propósitos. Pese a todos los problemas que se le presentaron, para cuando dejó el Perú en 1816, Fernando de Abascal había logrado convertir a Lima en el bastión del realismo español y paladín de la contrarrevolución a nivel continental. El virrey Abascal pudo expresar su satisfacción al ver que “los horrores y desastres de la guerra civil y de la anarquía” hubieran sido evitados en el Perú.

#### El Ejército de operaciones de Chile

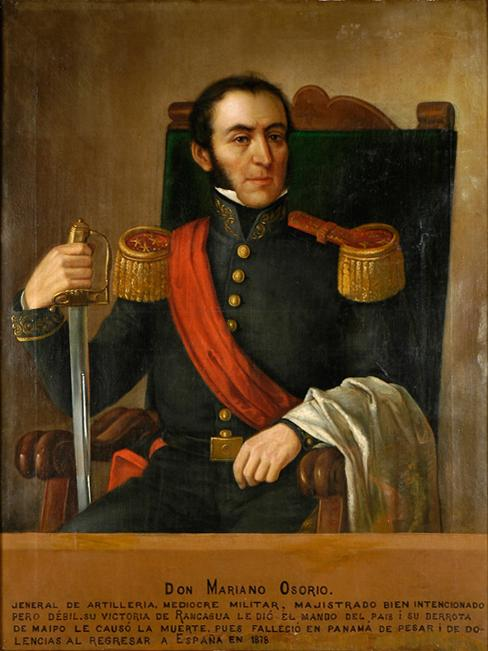
Mariano Osorio, expedicionó del Perú en dos ocasiones en apoyo de los realistas chilenos.

En la Capitanía General de Chile, a pesar de los intentos golpistas de José Miguel de Carrera y las cabriolas de Bernardo O'Higgins, la Reconquista real de ese territorio fue posible gracias a las tropas enviadas por Abascal desde el Perú. Si bien los virreyes concentraron la mayor parte de sus esfuerzos militares en el frente altoperuano, no descuidaron a la Capitanía General de Chile, donde los insurgentes chilenos habían organizado una junta autónoma de gobierno en Santiago el 18 de septiembre de 1810. Esta junta tenía la finalidad de mantener la figura del rey español ante la invasión francesa de España pero bajo soberanía popular chilena, aunque debido al conflicto militar el pensamiento de la junta se fue radicalizando hasta buscar una separación definitiva con la metrópoli. 
Este hecho motivo a que el virrey Abascal se viera en la necesidad de enviar un contingente de tropas a Chile para levantar un ejército capaz de derrocar a los independentistas chilenos. El virrey planificó inicialmente enviar una poderosa fuerza de 1.500 soldados del virreinato peruano, pero viendo el caos político que había en Chile y la necesidad de dichas tropas en otros frentes, optó por enviar un grupo de oficiales y reducido número de soldados con la idea de organizar un ejército con tropas chilenas leales a la monarquía. Esta misión fue encargada al brigadier español Antonio Pareja que salió del Perú con sólo 20 oficiales y 50 soldados más algunos recursos militares como armas, dinero y uniformes para formar un ejército en las provincias chilenas leales al rey con el cual sofocar la rebelión.
El brigadier Pareja, al llegar a Chile por vía marítima a comienzos de 1813, comenzó la campaña con relativo éxito al obtener para la causa realista recursos y tropas locales, y hacerse con el control de los territorios al sur del río Maule. Sin embargo, su ejército sufrió luego varios reveses militares y él muere a causa de una enfermedad en mayo de ese año, teniendo como consecuencia la pérdida del territorio ganado al inicio. En esos momentos difíciles llegaba del Perú un refuerzo enviado por el virrey compuesto de dinero, funcionarios administrativos y 38 oficiales a cargo del brigadier Simón Rábago que venía como segundo jefe de Pareja. Este refuerzo fue capturado en junio por los patriotas en Talcahuano.
Al tener conocimiento el virrey de la situación de los realistas en Chile envió una nueva expedición a cargo del brigadier Gabino Gaínza, recientemente nombrado capitán general de Chile, quien con 200 soldados escogidos del regimiento Real de Lima, del que era jefe, se embarcó para el sur llevando también los pertrechos necesarios para reforzar a los realistas chilenos. Gainza desembarcó en Arauco a comienzos de 1814 con sus tropas y un refuerzo de 600 hombres enviado desde Chiloé, y procedió a unirse a las tropas realistas que había en el territorio y que estaban interinamente bajo el mando del teniente coronel Juan Francisco Sánchez luego del fallecimiento de Pareja. Al tomar Gaínza el mando efectivo de todas las tropas reavivó la guerra contra los independentistas chilenos, que había caído en una situación de cierta inmovilidad. Se sucedieron durante tres meses varios enfrentamientos que no produjeron resultados concluyentes, solo agotaron y dejaron en pésimas condiciones logísticas a ambos bandos por lo que luego de varias negociaciones Gaínza firmó con los patriotas el Tratado de Lircay, en el cual logró que los revolucionarios aceptaran la soberanía de Fernando VII rey de España, pero comprometiéndose el jefe realista a abandonar con sus tropas la provincia de Concepción. Este acuerdo indignó al virrey, provocando la destitución de Gainza del mando del ejército y nombrando en su lugar al coronel Mariano Osorio. Este nuevo oficial dirigió una nueva expedición a Chile llevando de refuerzo al batallón Talavera de la Reina y una compañía de artillería con 6 piezas, parte de esas tropas habían llegado recientemente llegados de la Península pero la mayoría eran peruanas. Una vez en Chile Osorio organizó el ejército y marchó hacia Santiago para vencer de una vez a los patriotas. En esos momentos los patriotas venían recién saliendo de una guerra interna provocada por las desavenencias entre sus principales líderes, pero se volvieron a unir para hacer frente al nuevo avance realista. Sin embargo, los patriotas con un ejército mermado por la lucha interna mencionada y ante las vacilaciones de sus jefes para ejecutar un plan que les diera el triunfo, son finalmente derrotados en octubre por las tropas de Osorio en Rancagua, provocando la caída del gobierno independentista y la huida a las provincias argentinas de los principales líderes y los restos del ejército patriota.
La victoria de la batalla de Rancagua y la captura de Santiago permitieron restaurar el importante comercio chileno-peruano, lo que generó intentos de sabotearlo por parte de los corsarios rioplatenses. Ante ello, a José de la Guerra, de California, se le envió una carta, por parte de un armador de mercantes de Lima, avisando que las costas peruanas estaban siendo bloqueadas por corsarios argentinos entre 1816 y 1817. Las precauciones se intensificaron al conocerse los ataques de Brown a Guayaquil y el Callao, y el avistamiento de barcos (probablemente corsarios chilenos) vigilando los puertos de San Blas, Acapulco, y Tomatlán en Nueva España, por el cual se notificaron expediciones de la armada chilena, con apoyo inglés, contra el comercio peruano. Aquello provocó grandes al tráfico comercial realista, que va desde las costas ecuatorianas a las panameñas. Por ejemplo, la expedición del Crucero de la corbeta Rosa de los Andes, el cual exigió su persecución por parte de la armada real del Perú hasta tierras de Nueva Granada (en las costas de Popayán y el valle del Cauca), donde se desarrollaban las Campañas de Bolívar luego de la batalla de Boyacá.
Los revolucionarios de la junta de Buenos Aires buscaron, desde el momento que se constituyeron, el conservar toda la unidad territorial del antiguo virreinato del Río de la Plata. Siendo así que asumieron un carácter de Estado sucesor a la monarquía hispana y con un deber de expandirse. Esto explica la sangrienta guerra contra las fuerzas del Virreinato del Perú, entre 1810 y 1815, para controlar el Alto Perú, una lucha que los invasores porteños perderían. Sin embargo, generaría un objetivo en los argentinos de querer independizar el Bajo Perú para que dejen de amenazar a la Junta, por medio de las armas.
En 1816, tras diez años de gobierno y exitosas campañas militares el virrey Abascal regresó a España, le sucedió Joaquín de la Pezuela militar que se había distinguido en la guerra del Alto Perú, sin embargo su gobierno no empezó con los mejores auspicios pues en febrero de 1817 el general José de San Martín cruzó la cordillera hacia Chile a la cabeza de un numeroso Ejército de los Andes, reunido en Mendoza y formado por soldados argentinos y algunos restos del derrotado ejército chileno al mando de O'Higgins, tomando por sorpresa y disperso al Ejército Real de Chile venciéndolo en la Batalla de Chacabuco tras lo cual ocupó la capital. En la batalla de Chacabuco muchos talaveras fueron hechos prisioneros o cayeron muertos en combate. Tras el triunfo patriota argentino-chileno, el batallón del regimiento Talavera se repliega al sur, iniciando una serie de revueltas pero por poco tiempo ya que Ramón Freire acabó con las intentonas contrarrevolucionarias de los talaveras, mientras que, en Santiago, el sargento mayor Vicente San Bruno fue ejecutado. Una bandera capturada y atribuida a este regimiento fue tomada por el Ejército de los Andes en Chacabuco, la cual fue restaurada y esta resguardada en el Centro Cívico del Gobierno Provincial, en la ciudad de San Juan.

Fue tal la sensación que esta desgracia produjo entre las esparcidas tropas reales, que al día siguiente se abandonó la capital sin más pensamiento que el de acudir a Valparaíso, cada uno como podía, para embarcarse para Lima, aumentando el desorden y el espanto las familias que se precipitaban a ganar un buque porque se creían comprometidas. Consiguientemente el general Marcó del Pont, muchos jefes y oficiales, las principales autoridades y la mayor parte de la tropa cayeron en poder de los vencedores, quienes sin más resistencia invadieron todo el país hasta las confines de la fiel provincia de Concepción de Penco.
Gnrl. Andrés García Camba

Estas noticias causaron conmoción en Lima, por lo que el virrey dispuso el envío de una tercera expedición nuevamente al mando del brigadier Osorio, compuesta de compuesta por 3.276 hombres y 10 piezas de artillería con ella iban algunos soldados españoles recientemente llegados al Perú formados por el batallón Burgos y el escuadrón de Lanceros del Rey, este pequeño número de tropas europeas sería el último que se recibiría como refuerzo de la metrópoli. Una vez en Chile y reforzado con el ejército real de esa capitanía Osorio al mando de 4.612 hombres con 14 cañones obtuvo un sorpresivo triunfo en Cancha Rayada sobre los patriotas que contaban con casi el doble de hombres y cañones (8.011 soldados y 33 cañones) sin embargo y pese a sufrir considerables bajas (2.420 hombres entre muertos, heridos y dispersos) San Martín logró reagrupar sus tropas y obtener un decisivo triunfo en Maipú que consolidó la independencia de Chile. Esta derrota desprestigio hondamente al virrey Pezuela y al brigadier Osorio. Mientras el gobierno rioplatense, tras el Motín de Arequito (donde el ejército del norte se sublevo al gobierno de Buenos Aires en la Guerra Civil Argentina, estancándose en Córdoba), se vio imposibilitado de apoyar a la expedición de San Martín.

### Campañas finales: las corrientes libertadoras

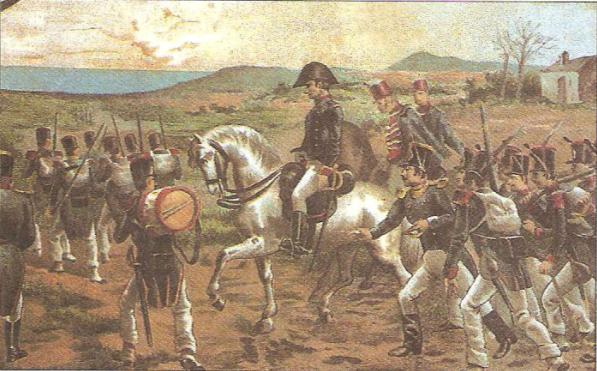
Rafael del Riego conduciendo a las tropas expedicionarias sublevadas en el año 1820 y con ello desapareció la amenaza de invasión española del Río de la Plata y Venezuela. Esto posibilitó la convergencia de las corrientes libertadoras al Perú.

La rebelión del ejército español en Cádiz acaudillada por Rafael de Riego condujo España al llamado Trienio liberal y América a la consolidación de las independencias. El alzamiento militar tuvo como doble objetivo el restablecimiento de la constitución de 1812 y evitar la llegada de la Grande Expedición al continente americano. El golpe fue articulado por las sociedades secretas o logias masónicas y los agentes independentistas americanos y fue promovido fundamentalmente por liberales gaditanos llamados veinteañistas o exaltados.  El rey, sin apoyo militar, tuvo que renunciar a su absolutismo despótico y quedar bajo el poder de las nuevas Cortes liberales. El nuevo gobierno español, sin embargo, no resuelve llegar a un acuerdo de paz, aunque interrumpe unilateralmente las operaciones militares en apoyo de América, generando el abatimiento y desafección de los que permanecían leales a España. La rebelión española en un momento tan decisivo garantizó la independencia de América. José de La Serna previó la caída del virreinato peruano.

#### La corriente libertadora del Sur
El nuevo Gobierno chileno logró establecer una fuerza naval superior a la que disponía el virreinato peruano. Al mando del marino británico Thomas Cochrane, la escuadra chilena pudo tomar la iniciativa estratégica y controlar el Pacífico. Con ello, la suerte de la Armada Real del Perú quedó bajo serias complicaciones y sería el inicio de una rivalidad entre Lima y Santiago por el control geopolítico del Pacífico Sur durante los próximos siglos. Para afianzar su independencia el nuevo gobierno de Chile, con apoyo de las Provincias Unidas del Río de la Plata, organizó una expedición libertadora al Perú, en una flota de 11 naves de guerra de alto bordo y 15 transportes, conduciendo casi 4.000 efectivos de nacionalidad chilena, argentina y peruana adecuadamente uniformados y pertrechados. La flota, dueña del mar, desembarcó (al mando de San Martín) en el sur de Lima el 8 de septiembre de 1820 en la Bahía de Paracas. 
El propósito de la expedición era desembarcar cerca de Lima, consolidar una cabeza de playa segura y emprender una rápida incursión militar que aislara a la capital y permitiera combatir de manera disgregada al ejército realista. Un aspecto clave de la estrategia era tomar Lima, hasta entonces llamada Ciudad de los Reyes, y proclamar la independencia, nombrándose San Martín Protector del Perú, para desde esta posición llamar a sumarse a la causa patriota al resto del Perú. Durante el desembarco, un pelotón de caballería del virrey, que custodiaba el lugar, huyó hacia el norte. En la ciudad de Pisco hizo otro tanto el jefe militar español de la plaza, coronel Químper.
En esta etapa el Ejército Real del Perú tuvo altibajos, habiendo derrotas desastrosas como la Primera campaña de Arenales a la sierra del Perú, por el cual los jefes realistas, sumamente descontentos por el rumbo que había tomado la guerra, depusieron a Pezuela en enero de 1821, nombrando al teniente general José de la Serna nuevo virrey del Perú tras el Motín de Aznapuquio, quien optando por una nueva estrategia se retiró al Cusco, ciudad a la que designó capital del virreinato. El mismo denuncia la actitud del virrey Pezuela, al que se le acusa de agotar las fuerzas del Ejército Real del Perú, dejándolo anclado en la defensa de Lima, no batir a San Martín en la hacienda Retes (Huaral), descuidar su obligación de mantener en la sierra un ejército viable que resistiera hasta la llegada de refuerzos desde España y tomar malas decisiones militares que provocaron (entre septiembre de 1820 y enero de 1821) unas 14.798 bajas realistas (desertores, muertos, heridos y prisioneros). Pero la peor acusación era de querer capitular en contra de los deseos de sus lugartenientes. La verdad es que La Serna sabía que era imposible vencer si no llegaban refuerzos prontamente de España, pero la situación empeoraba, en tanto en la península no hubiera un gobierno claramente legítimo que les diera órdenes por culpa de la Traición de Riego. Por estas razones, Pezuela y varios notables del Cabildo estaban considerando la capitulación, algo inaceptable para los oficiales realistas. De haber capitulado, los peruanos se habrían ahorrado cuatro años de desastrosa guerra e intervenciones extranjeras. El «intruso virrey de Lima» según su predecesor, fue confirmado sucesivamente por el Trienio liberal (le llegaron las noticias el 9 de marzo de 1822) y más tarde por el gobierno absoluto del monarca Fernando VII el 19 de diciembre de 1823 (la noticia le llegó el 4 de junio de 1824). Rápidamente se decidió por enviar a Valdés con 1.200 soldados al valle del Jauja el 25 de marzo para asegurar las comunicaciones con el interior. Mientras, el brigadier Mariano Ricafort salía de Huancavelica y destrozaba a los montoneros de la sierra. La nueva dirección trasladó la capital virreinal al Cuzco y cambió el curso de la guerra, abandonando Lima el 6 de julio, lo que condujo a la ocupación sanmartiniana de la misma tres días después y la desaparición violenta de los españoles y monárquicos residentes a manos de los insurgentes, pasaron de 10 000 a 600 en un año, en gran medida gracias al actuar antiperuano del secretario de San Martín, Bernardo de Monteagudo.
Mientras tanto, hubo otras campañas que tuvieron resultados indecisos, como la Segunda campaña de Arenales a la sierra del Perú, cuya retirada de la sierra (de parte de los revolucionarios) se convertiría en un error decisivo, lo que permitió al virrey José de la Serna rehacer el Ejército Real del Perú en la sierra, ya que había quedado desarticulado durante su repliegue camino al Cuzco mientras se abandonaba Lima el 6 de julio de 1821. Paralelamente en la sierra también se llevó una sucesión de victorias militares emprendidas por el ejército realista desde su bastión de los Andes peruanos (sin ayuda exterior) hasta 1824.

#### Campañas de 1821 - 1823
El periodo de la historia del Perú, comprendido de 1821 a 1872, sería llamado la edad de los caudillos militares. Ciertos oficiales del ejército, que adquirieron experiencia bélica con los ejércitos realistas durante las luchas de 1810 a 1825, cambiaron de bando por la causa de la independencia, como Agustín Gamarra, Andrés de Santa Cruz, José de La Mar, Ramón Castilla (todos futuros presidentes en las próximas décadas), entre otros caudillos notables.
El plan "multiforme, colectivo y compacto", concebido por San Martín con el fin de terminar con el poder español en el Alto Perú (siendo el destino del Bajo Perú un fin secundario y auxiliar a este fin principal), consistía en penetrar en el interior del Perú por los puertos intermedios y simultáneamente, desde el norte argentino, que se movilizará otra fuerza militar para iniciar una guerra de 2 frentes. Por ello se formó la "División de Dragones" bajo el mando de Pérez de Urdininea, que debía unirse a las fuerzas de José María Lanza, Jefe de las fuerzas insurgentes de Ayopaya en el Alto Perú. Sin embargo, en el norte de Argentina, se firmó un pacto entre el gobierno de Salta y las fuerzas realistas, el 15 de julio de 1821, en el que quedó establecido que el ejército real del Perú no cruzaría al sur de la Quebrada de Purmamarca, a cambio de una tregua militar, lo que permitió a Salta organizarse políticamente sin el peligro del avance realista, pero abandonando la proyectada co-operación con el ejército de San Martín. Por otro lado, el proyecto de independizar y/o anexar las vecinas provincias altoperuanas, con las que Salta y Jujuy tradicionalmente tuvieron una importante relación mercantil y sociocultural, persistió entre algunos de los miembros de la elite dirigente salteña. Hubo resistencia de algunos gobernadores provinciales a esta tregua, como Tucumán, no tanto por querer colaborar con el plan concebido por San Martín, sino porque deseaban pronto que se fueran de sus provincia fuerzas militares con las que "no podían contar con su fidelidad".
Tras proclamarse la independencia del Perú el 28 de julio de 1821, los independentistas peruanos, argentinos y chilenos comenzaron en Cerro de Pasco una prometedora campaña para derrotar al Ejército Real del Perú mandado por el virrey La Serna. Pero los realistas, bajo una sólida subordinación militar, destruyeron sucesivos ejércitos independientes. El primero en las campañas de Ica, comandado por los patriotas Domingo Tristán y Agustín Gamarra. Un año después en las campañas de Torata y Moquegua aniquilaron la Expedición Libertadora dirigida por Rudecindo Alvarado, ello significó la desarticulación del ejército unido chileno-argentino que desde Mendoza cruzara los Andes, independizará Chile y tratase de proteger la independencia peruana; los batallones argentinos sobrevivientes tuvieron una participación de poca importancia en las futuras campañas. Lo que impulsaría a la retirada de José de San Martín tras la Entrevista de Guayaquil. Simultáneamente en Chile el 28 de enero de 1823, Bernardo O’Higgins tuvo que abandonar el gobierno. Para el Ejército Real del Perú, está campaña fue no solo una gran victoria militar, sino también moral, pues fortaleció psicológicamente al partido realista tras la situación desesperante del año anterior. Sus soldados en los días siguientes a la batalla entonaban una copla que se hizo famosa: «Congresito ¿cómo estamos con el tris-tras de Moquegua? De aquí a Lima hay una legua ¿Te vas?, ¿Te vienes?, ¿Nos vamos?». Y, efectivamente, está victoria militar desprestigió ostensiblemente a la Junta de Gobierno, provocando así el primer golpe de Estado de la historia republicana peruana, el Motín de Balconcillo, por el cual el Congreso Constituyente «se fue». Al retirarse José de San Martín, los defensores de la independencia se dividieron en facciones antagónicas. El poder legislativo no aceptaba al ejecutivo, que a su vez era disputado por militares y civiles. La ineficacia del gobierno colegiado impulso al general Andrés Santa Cruz y al coronel Agustín Gamarra, comandantes del ejército patriótico en Lima, para imponerle al Congreso la jefatura de Riva Agüero como presidente. Con el golpe de Estado de Balconcillo del 27 de febrero de 1823, estos dos oficiales peruanos, los primeros que se hacían cargo del mando supremo del ejército patriota desde su llegada, repitieron en la zona revolucionaria lo que en la zona realista habían hecho los jefes del ejército real, 20 meses atrás, en Aznapuquio. A esta anarquía política se aunaba una desorganización interna del ejército libertador, sin un jefe indiscutido que lo dirigiera. Aquello dejó un vacío de poder difícil de llenar, desatando intereses locales y personales que retardaron la acción revolucionaria en toda la región.
El nuevo gobernante peruano (Riva Agüero) organizó una Segunda Campaña de Intermedios, donde los independentistas contaba con un ejército, de 5.000, formado casi íntegramente por jefes y soldados peruanos por primera vez. Deseaban culminar la guerra de independencia sin el concurso de fuerzas extranjeras, es decir, de Simón Bolívar y los grancolombianos que estaban aproximándose. Sin embargo, la campaña igualmente fracasó, quedando entonces el campo abierto para la intervención de Bolívar en el Perú, tal como lo había maquinado el mismo Libertador. El gobierno de Riva Agüero apeló a Bolívar para que se trasladara personalmente al Perú para cambiar la decadente fortuna de la causa patriótica, pero el Libertador, antes de emprender el viaje, envió al Perú a 3.000 soldados colombianos, encabezados por Sucre, vencedor de Quito, quienes llegaron en mayo. Sucre asumió el mando supremo de las fuerzas patrióticas, pero el gobierno decidió abandonar la capital y refugiarse en la fortaleza de El Callao para reorganizar su defensa, de manera que, evacuada la ciudad por el gobierno y el Congreso, Canterac entró a Lima y fue reconquistada el 18 de junio, y las tropas entrarían ante los vivas de la población que simpatizaba con la causa realista, recuperando así los realistas la capital después de 2 años de ocupación insurgente. Por sus distinguidas acciones, fueron ascendidos al grado superior los oficiales Jerónimo Valdés y José de Canterac, entre otros. En el Callao, por el contrario, el Congreso (abrumado por la pérdida de Lima) depuso a Riva Agüero el 22 de junio y nombró a José Bernardo de Tagle como presidente el 17 de julio, por pedido de Sucre (quien el congreso le dio las facultades de un presidente mientras durara la crisis política). El inesperado año 1823 terminaba así con la destrucción de otro ejército patriota comandado por Andrés de Santa Cruz y Agustín Gamarra, quienes (con el general Miller, británico que había llegado en la expedición chilena) salieron rumbo al Alto Perú para atacar por sorpresa a los realistas a través de Iquique y Arica, con el fin de iniciar otra campaña abierta sobre Puno, que comenzó con la batalla de Zepita, por el cual se ocupó la ciudad de La Paz el 8 de agosto, consiguiendo llegar a Oruro en el Alto Perú. Canterac se vio en la necesidad de evacuar Lima el 17 de julio, fecha en que salió para Huancavelica y por el cual Sucre se aprovecho para volver a capturar Lima, luego zarpar rumbo a Chala y unirse a Miller en Arequipa el 31 de agosto, después de que Ramírez abandonó esa ciudad. A mediados de septiembre, Valdés, De la Serna y Olañeta unieron sus fuerzas realistas, presentando una peligrosa amenaza a Santa Cruz y Gamarra, quienes tan solo una semana antes apenas habían unido sus fuerzas. En esta situación, Santa Cruz cometió el fatal error de dejar pasar la oportunidad de ocupar de nuevo Arequipa (donde Sucre podía haber llegado en su ayuda), y su retirada hacia la costa se convirtió primero en una huida y luego en una derrota: de los 7.000 hombres que formaban su ejército, sólo 1.000 regresaron a Lima. Sucre empezó a avanzar hacia Puno, pero dio media vuelta al recibir la noticia de la derrota de Santa Cruz, y el 8 de octubre los realistas recuperaron Arequipa. El virrey La Serna terminó la campaña de Zepita desbandando las tropas aisladas de Santa Cruz y recuperando Arequipa tras batir a Antonio José de Sucre, quien reembarcó a los colombianos el 10 de octubre de 1823, salvándose con sus tropas, pero perdiendo la mejor parte de su caballería. El 16 del mismo mes, el general Olañeta, en el Combate de Alzuri, destruyó la montonera del comandante José Miguel Lanza principal caudillo independentista del Alto Perú.
Entonces, el Perú independentista se hallaba dividido entre 2 gobiernos paralelos en guerra entre sí: uno en Trujillo, al mando de José de la Riva Agüero (que decretó la disolución del Congreso y creó un Senado integrado por diez diputados), y el otro en Lima, al mando de José Bernardo de Tagle (nombrado como Presidente de la República el 16 de agosto por el Congreso). Estos últimos, con la intención de ganar tiempo para los preparativos de Bolívar, empezaron negociaciones con los realistas, enviando a Jauja a su ministro de guerra, Juan de Berindoaga; al público se informó que esas negociaciones buscaban un armisticio, pero en secreto se trató de la entrega del sur peruano al virrey José de la Serna. Sumado a ello, el fracaso de la Segunda Campaña a Intermedios, se creaba el ambiente perfecto para que, por pedido unánime de los revolucionarios, se produjera la intervención de Bolívar y su ejército grancolombiano, visto como el único que podía salvar a la República del Perú. En esos momentos Bolívar arribó al Perú el 1 de septiembre de 1823, con un gran ejército, para culminar la guerra contra los realistas concentrados todavía en el centro y sur peruanos, por lo que el Congreso del gobierno del sur se apresuró a designarlo dictador. Este aceptó el cargo, reconoció el gobierno de Torre Tagle y del Congreso reunido en Lima, pero asumió en su persona la suprema autoridad militar y política en toda la República, que el mismo Congreso le otorgó 10 de septiembre de 1823, y buscó entonces someter al gobierno de Riva Agüero en el norte. El marqués de Torre Tagle conservó el título de jefe del ejecutivo, pero por hostilidad a Riva Agüero, colaboró a que Bolívar fuera proclamado dictador del Perú. El expresidente había sido enviado a Trujillo por el mismo congreso que lo depuso, pero ya en el norte desconoció la autoridad de Torre Tagle, reunió por poco tiempo su propio congreso espurio y reclutó a 3.000 soldados. De este modo la zona del Perú controlada por los patriotas se dividió en dos, contando con dos presidentes y un dictador, dejando al Perú en una gran anarquía para 1823 y principios de 1824 (que empeoraría al año siguiente con la rebelión de Olañeta y la existencia de 2 virreyes). Mientras, Riva Agüero empezó a negociar una tregua con los españoles con el fin de oponerse a la autoridad del gobierno de Lima, así como a Bolívar y a Sucre. El mismo Bolívar abrió campaña en contra suya, pero antes de que se desatara la guerra, Riva Agüero fue apresado por sus propios oficiales encabezados por el coronel Antonio Gutiérrez de la Fuente (25 de noviembre de 1823), luego, sus principales partidarios fueron apresados y deportados al extranjero, evitándose una guerra civil entre los secesionistas. Por otro lado, Tagle le confió secretamente a Berindoaga que acababa de descubrir que Diego de Aliaga, su vicepresidente, había enviado por su cuenta a Ica a José Terón, un comerciante de aguardientes, portando una comunicación para los realistas informándoles que ambos (Aliaga y Tagle) estaban del lado de ellos. Se mencionaba también de un plan para establecer un gobierno compartido o Triunvirato que estaría integrado por Tagle, Aliaga y el virrey La Serna, según la versión de Tagle, se había usado su nombre sin su consentimiento para involucrarlo en una traición a la causa patriota. Lo cierto es que, aún sabiendo tales maniobras, Tagle decidió ocultarlas, por lo que, aún pudiendo ser cierta su inocencia, se convirtió en cómplice de tal conspiración contra el gobierno. Tal parece que Tagle, hastiado como muchos otros patriotas peruanos de la arrogancia de Bolívar y las fuerzas grancolombianas (quienes actuaban como fuerzas de ocupación en suelo peruano, por el cual cometían saqueos y pillajes contra la población civil, mientras no respetaban la integridad territorial del país), entabló negociaciones secretas con los realistas para terminar la guerra sobre la base de que Bolívar saliera del Perú, tratativas éstas que no necesariamente tendrían que implicar el sometimiento al virrey La Serna ni la obediencia ciega al rey de España, sino un entendimiento que tendría como fin último el reconocimiento de la independencia del Perú. Aun así, a mediados de 1823, el poder del caraqueño quedaba asegurado en el Perú por los 6000 colombianos que tenía en el país, aunque sólo 5.500 sobrevivieron al viaje; su influencia era tal que hizo atrasar por un año la proyectada ofensiva sobre la Sierra y el Alto Perú hasta reunir 18.000-20.000, un tercio colombianos y venezolanos recién llegados, otro tanto peruanos que reclutó en cuanto llegó, otro tanto del ejército peruano y 2.500 a 3.000 chilenos que el gobierno santiaguino había prometido.
Por otra parte, en Argentina, José María Pérez de Urdininea, desde su puesto como gobernador de la provincia de San Juan entre 1822 y 1823, se volvió "Jefe de la División de Operaciones del Perú" y pretendió formar un ejército para invadir el Perú (pese a no tener apoyo en Buenos Aires), con el fin de lograr la posible anexión de Charcas a las Provincias Unidas del Río de la Plata y auxiliar la causa sanmartiniana, consiguiendo formar un contingente de casi 500 hombres, que fueron puestos al mando de José María Paz (segundo jefe de la expedición). Este viajó a la provincia de Catamarca, en 1823, para instruir a 200 soldados, a los que denominó Batallón de Cazadores, para participar en la última campaña argentina al Alto Perú, sus fuerzas quedaron estacionadas en Salta hasta que se pudiera hacer la proyectada campaña contra el ejército real del Perú. Este proyecto tuvo el patrocinio económico de Ambrosio de Lezica. Otros personajes importantes en esta empresa fueron Agustín Dávila, Melchor Daza, Manuel José de la Baquera y José Mateo Berdeja. 
Tras estos eventos, las fuerzas argentinas se estacionaron en Humahuaca y permanecieron inactivas por dos años de la guerra en el Perú.
Al concluir el año de 1823, el Ejército Real del Perú se encontraban nuevamente en situación victoriosa.

"..El virrey la Serna por su parte, sin comunicaciones directas con la Península, con las más melancólicas noticias del estado de la metrópoli... y reducido por lo tanto a sus propios y exclusivos recursos pero confiando notablemente en la decisión, en la unión, en la lealtad y en la fortuna de sus subordinados, aceleraba también la reorganización de sus tropas y se aprestaba a la lucha que miraba próxima con el coloso de Costa-firme. Un triunfo más para las armas españolas en aquella situación, haría ondear de nuevo el pabellón castellano con inmarcesible gloria hasta el mismo Ecuador; pero otra suerte muy distinta estaba ya irrevocablemente escrita en los libros del destino. 
.."
Gnrl. Andrés García Camba. 

#### Tentativas de intervención luso-brasileña en Maynas y el Alto Perú
La Guerra de la Independencia de Maynas tuvo lugar entre 1821 y 1822. Las partes en conflicto fueron los antiguos territorios españoles de la Comandancia General de Maynas y la Amazonia continental, ubicándose la zona de guerra en los actuales países de Perú, Ecuador, Colombia y partes de la zona norte de Brasil. Las autoridades realistas de Moyobamba, enteradas de que se acercaba desde Chachapoyas una fuerza libertadora que había partido en el mes de enero de 1821 y además, que el día 16 de ese mes en Chachapoyas se había jurado la independencia del Perú, huyeron de Moyobamba hacia el distrito de Lagunas por los caminos de Lamas y Tarapoto. A finales de febrero de 1821 entraron a refugiarse en territorio portugués, permaneciendo en Tabatinga, ciudad brasileña. Posteriormente el gobernador de Maynas volvió a Moyobamba a tomar nuevamente el poder colonial. El 10 y 11 de abril de 1821 se dio la invasión patriótica de Moyobamba y de Chachapoyas, pero uno de los invasores, el teniente José Matos, pasó a los realistas y logró el triunfo, apoderándose de armas y municiones. El gobernador regresó a Moyobamba y pronto emprendió una expedición contra Chachapoyas, siendo derrotado el 6 de junio en la 1° Batalla de Higos Urcos por Matea Rimachi, y se dispuso un armisticio el 20 de julio. A pesar de haberse jurado la independencia de Maynas, varios pueblos y ciudades seguían bajo el control del Ejército Real del Perú, incluyendo la capital Moyobamba, habiendo acosos de estos últimos ante el sector de la población que apoyaba la independencia, llegándose a fundar la Resistencia de Maynas, el cual fue un movimiento que apoyaba la lealtad americana al rey de España. El 17 de agosto, el gobernador Manuel Fernández Álvarez pidió opinión a una junta de guerra, que decidió que las fuerzas se refugiarían en Tabatinga (territorio portugués), entregando artillería y municiones a comandantes luso-brasileños, pues aunque el Reino Unido de Portugal, Brasil y Algarve formalmente prefirió mantenerse neutral, en varias batallas ayudó al Ejército Real del Perú frente a enemigos mutuos de la expedición libertadora, como los ejércitos argentinos (pues Brasil y Argentina estuvieron en guerra) y revolucionarios liberales de corte republicano. Aunque los independentistas brasileros no entraron formalmente a la guerra el lado maynense, hubo voluntarios brasileros a favor de la independencia de la amazonia (o incluso de querer anexarla al imperio) en el marco de la Guerra de Independencia de Brasil.
Además, ante el sentimiento de inseguridad y temor a la anarquía, temerosos de la carnicería que las tropas libertarias pudieran causar en la población local. En junio de 1822, los tres gobernadores de los departamentos españoles del Alto Perú (que ya habían sido amenazados por las tropas de los generales Antonio José de Sucre y Simón Bolívar, por medio de cartas), se reunieron en Cuiabá, capital de la Capitanía de Mato Grosso del Reino de Brasil, y pidieron al Gobernador que intercediera ante el Príncipe Regente de Portugal, Dom Pedro (que muy pronto se convertiría en Dom Pedro I, Emperador de Brasil), para que el Reino Unido de Portugal, Brasil y Algarves se anexionaran estos territorios, con el objetivo de salvar a su población de la carnicería y el caos tras las noticias de la Independencia del Perú.  Era mejor (pensaban los gobernantes) el ser ocupados por una nación de carácter monárquico antes que aventurarse en una república frágil e incierta. Inmediatamente, el gobernador de Mato Grosso envió tropas de su capitanía al Alto Perú para auxiliar al Ejército Real del Perú, bloqueando el avance de unos recién llegados Bolívar y Sucre. Además, le envió una carta a Dom Pedro, notificándole sobre el envío de tropas y la solicitud de avasallamiento de las autoridades de Alto Perú (que luego se convertiría en Bolivia), alguna de estas tropas luso-brasileñas llegarían a intervenir voluntariamente en la Guerra de Independencia de Maynas del Bajo Perú. La ocupación se produjo entre julio y diciembre de 1822, donde se movilizó a las tropas reales portuguesas para ocupar tres de los departamentos del Virreinato del Perú: La Paz, Santa Cruz de La Sierra y el Departamento Marítimo (Atacama) de Potosí, estas tropas cerraron las fronteras e impidieron el avance de las tropas libertarias en el Perú. Dom Pedro I no recibió esta carta hasta noviembre de 1822, cuando Brasil ya era una nación independiente. Además, Bolívar y Sucre fueron más rápidos y enviaron representantes a Río de Janeiro, que llegaron antes que la carta del gobernador. Así, cuando lo recibió, Dom Pedro I ya había decidido no anexar el Alto Perú, rechazando el pedido de los gobernadores de la región y ordenando la retirada de las tropas de allí, pues estaba más preocupado en pacificar las provincias del norte y noreste. Con esto, Dom Pedro I dejó la región del Alto Perú (hoy Bolivia) a su suerte, que culminó con la invasión de las tropas de Bolívar y Sucre y la independencia de Bolivia de España y del Virreinato del Perú. Por supuesto, en ese momento, Dom Pedro I estaba más preocupado por superar la resistencia de las tropas portuguesas en suelo brasileño en su propia Guerra de Independencia, garantizando la Unidad de Brasil. Sin embargo, de no ser por esta decisión, el territorio de la actual Bolivia hubiera sido parte de Brasil y se pudo haber dado una intervención luso-brasileña en la independencia del Perú y Bolivia a favor del Ejército Real del Perú. Adicionalmente, Brasil hubiera tenido acceso directo al Océano Pacífico, algo que se ambicionaba en las elites brasileñas.

#### La corriente libertadora del Norte
Bolívar intentaba preservar la integridad territorial de las antiguas entidades políticas de la América del Sur, o crear nuevas para una futura integración bajo su mando. En 1819, por ejemplo, Bolívar estableció la nueva República de Colombia, que al inicio consistiría en las provincias secesionadas de Venezuela y Nueva Granada, y en 1822 de Quito, con su capital en Santa Fe de Bogotá. De esta manera, reafirmó la transferencia del territorio de la Audiencia de Quito del virreinato del Perú al de Nueva Granada, hecha por los Borbones en 1740, pasando por alto los varios reclamos de autonomía en el periodo de 1809 a 1812 (momento donde Quito era dependiente del Perú). Venezuela, una Capitanía General distinta desde 1776, ahora llegó a formar parte de un nuevo Estado supraprovincial de “Colombia.”
Bolívar siempre se mostró preocupado por la débil posición política y militar que tenía el gobierno limeño en sus primeros años. Para él, era muy fácil que todo Perú fuera reconquistado por el Ejército Real del Perú, lo cual consideraba fatal para la independencia de su Gran Colombia. Tras independizar las actuales Venezuela, Colombia y Ecuador, Simón Bolívar se entrevistó con San Martín, acordando colaborar con la independencia peruana en retribución al apoyo de tropas independentistas peruanas en la Batalla de Pichincha. Esta ayuda se materializó en 1823, cuando dos divisiones colombianas de 3.000 hombres cada una se sumaron al ejército unido libertador.
El presidente Riva Agüero trasladó la sede de su gobierno al Callao; ya por entonces dicho mandatario se hallaba en abierta disputa con el Congreso. Ante la crítica situación, los parlamentarios dispusieron el traslado a Trujillo de los dos poderes del Estado, es decir el Ejecutivo y el Legislativo; crearon además un Poder Militar que confiaron al general venezolano Antonio José de Sucre (que había llegado al Perú en mayo de dicho año al frente de tropas auxiliares grancolombianas), y acreditaron una delegación para solicitar la colaboración personal de Simón Bolívar en la guerra contra el Ejército Real del Perú (19 de junio de 1823). Enseguida, el mismo Congreso concedió a Sucre facultades iguales a las de Presidente de la República mientras durara la crisis, y el día 23 de junio dispuso que Riva Agüero quedaba exonerado del mando supremo.

#### Sucesos de 1824
El Ejército Real del Perú contaban con más de 20.000 personas, sin contar a los prisioneros peruanos, chilenos y rioplatenses que podían ser reclutados a la fuerza. Para recuperar el territorio peruano, Bolívar creía que se requeriría al menos unos 12.000 hombres, pero no contaban con los recursos necesarios para movilizarlos, por ello era mejor evitar que el gobierno de Lima cayera. Para esto enviaría un primer cuerpo de refuerzos, al mando del general venezolano Juan Manuel Valdés, de 3.000 hombres para auxiliar a los 4.000 defensores que aun quedaban en Lima y Callao, aprovechando que Canterac y su ejército estaban lejos (en Arequipa), debían llegar estos refuerzos en abril. Una vez venido a Lima, Valdés debía enviar la flota que lo había transportado de vuelta a Guayaquil, para que el mismo Libertador dirigiera otra división de 2 a 3.000 soldados colombianos. Esta nueva unidad de refuerzo desembarcaría en Trujillo y continuaría por tierra su marcha a la capital peruana. Con los refuerzos colombianos y soldados y reclutas peruanos, Bolívar esperaba reunir 12.000 combatientes, más de la mitad colombianos, mientras que Canterac, para cuando pudiera amenazar Lima, tendría 14 a 16.000. 
Rechazando la estrategia de San Martín de operar en la costa, Bolívar, como De la Serna, establecerían su base en la sierra. Lima era una base económica precaria y políticamente inestable, como demostraron la defección de Torre Tagle y los devaneos de Riva Agüero. Los meses transcurridos entre la partida de San Martín y la llegada de Sucre también habían demostrado que la oligarquía peruana era incapaz de gobernar, y Bolívar llegó rápidamente a la conclusión de que la élite limeña era tan indiferente a las fuerzas de liberación argentino-chilenas como a las fuerzas realistas de la sierra. Estos notables, al llamar a Bolívar al Perú, sencillamente esperaban poderlo usar como peón en su estrategia para conservar sus privilegios, librándose de dos poderosos ejércitos al mismo tiempo. El Libertador previó que en Lima su posición se debilitaría como la de San Martín, y aun los mismos comandantes realistas habían llegado a la misma conclusión evidentemente, ya que ninguna de las dos reocupaciones realistas de la ciudad duró más que unas cuantas semanas. Bolívar estaba decidido a no ser peón de nadie, tanto por causa de su personalidad egocéntrica como por el hecho de que su preocupación principal era eliminar definitivamente la última amenaza que impedía la separación de América de España, así como simpatizantes de la monarquía. Entre las consideraciones políticas de Bolívar, la reorganización del Perú era un asunto secundario, que dependía enteramente de su objetivo primordial en las armas. 
Por otra parte, el gobierno de Buenos Aires autorizó otra expedición al mando del gobernador de Salta, Juan Antonio Álvarez de Arenales, quien fue nombrado, por la Honorable Junta Provincial, Gobernador de la Provincia de Salta, al finalizar el mandato de José Ignacio Gorriti en enero de 1824. Luego de que la caída del gobierno constitucional en España hiciera que, el 24 de diciembre de 1823, el rey Fernando VII anulara "quantos actos hubiesen ejecutado en virtud de ellos contrarios a los indudables derechos de S. M. al dominio absoluto de aquellas posesiones", y dejaran sin valor alguno la convención de paz de 1823. Las Provincias Unidas estaban determinadas a recuperar protagonismo en la guerra del Alto Perú, territorio que consideraban parte de su jurisdicción. El objetivo consistía en ocupar Tarija, Cinti y la subdelegación de Chichas, batirse en Potosí y apoderarse de las guarniciones enemigas, junto a la extracción de recursos que la situación de las provincias permitiera. Al tucumano Gregorio Aráoz de Lamadrid se le pidió unirse a la expedición. Posteriormente, tras reprimir una revuelta en la provincia de Salta en febrero de 1824, se resolvió la salida hacia el Alto Perú de 2 divisiones, una conducida por Álvarez de Arenales y otra por el "Comandante General de la Vanguardia", Pérez de Urdininea, quién partió de Animaná el 5 de junio de 1824 con 250 dragones (fuerzas que consideraba insuficientes). Sin embargo, dicha expedición se dio mediante una marcha muy lenta. Pues, apenas luego de 1 mes, recién se encontraban los argentinos en Humahuaca, centro de acción donde se controlaba el camino real y el del Despoblado que conduce al Alto Perú. Con tal ritmo, apenas llegarían a participar en el teatro de operaciones luego de las batallas de Junín y Ayacucho, para el año 1825. 
Sublevación del Callao
Los líderes fueron Francisco Oliva (del Batallón N° 11) y Dámaso Moyano (mulato mendocino, hijo de esclavos y miembro del Regimiento de Granaderos), quienes posteriormente pasaron el mando al coronel realista que liberarían, José María Casariego, luego de que este los convenciera de cambiar sus lealtades porque así evitarían un predecible fusilamiento por haberse rebelado a la dictadura de Bolívar (quien ya antes había hecho represiones políticas muy duras a sus opositores), así como recibir premios de parte de la Corona. Por lo que así los sublevados se pasaron al bando español mientras Bolívar estaba ausente de la capital.
El resultado fue la desaparición de la División de los Andes, la caída del castillo del Real Felipe del Callao en manos del ejército realista comandado por Isidro Alaix (quienes volvieron a ocupar Lima) y la creación del Regimiento español de la Lealtad o del Real Felipe que es destinado como guarnición de la ciudad de Arequipa y que finalmente se disuelve tras la batalla de Ayacucho. Además, Juan Antonio Monet proclamó un indulto general que impulso a muchos peruanos de Lima para que se sumaran a la causa del Ejército Real del Perú, reclutandose 900 soldados cívicos en la capital
La Rebelión de Olañeta
Habiendo recapturado Lima y el Callao, teniendo una ventaja numérica, mayor profesionalización (y experiencia de 15 años), con buenas defensas naturales en la Sierra, y un apoyo popular en crecimiento entre 1822 y 1824 ante el descontento a los ejércitos de ocupación argentinos y venezolanos. Junto a una situación geopolítica favorable ante tentativas de una intervención de la Santa Alianza vía Brasil, mientras se desmoronaba la institucionalidad republicana por la inestabilidad política y había conflictos entre caudillos de la alianza patriota (junto a recelos entre el gobierno de Bogotá y el de Santiago y Buenos Aires) que dificultaban la administración de territorios por los revolucionarios. Los realistas estuvieron cercanos a ganar la guerra frente a los patriotas, nutriéndose sólo de recursos locales.

¡Viva la religión, el rey y la nación.! Peruanos: el infame Olañeta infatuado con las condecoraciones que obtuvo, y a las que nunca pudo considerarse digno, acaba de cometer la traición más horrible: el no obedece a la suprema autoridad del Perú, no pertenece ya ni quiere pertenecer a la heróica nación española, quiere unirse con los insurgentes de las provincias del Rio de la Plata y sumergir estos pueblos en el caos de males en que aquellos se miran.
Baldomero Espartero 1824.

Paradójicamente el golpe mortal a la causa realista en el Perú provino de los mismos realistas, al comenzar el año 1824, los 5.000 soldados que componían el ejército del Alto Perú fueron sublevados por el caudillo absolutista español Pedro Antonio Olañeta contra el virrey del Perú, tras saberse que en España había caído el gobierno Constitucional. Olañeta ordenó el ataque de los realistas altoperuanos contra los constitucionales del virreinato peruano dando una magnífica oportunidad a Bolívar para iniciar una campaña definitiva contra las aisladas tropas del general Canterac, recibiendo la orgullosa caballería del ejército real una primera gran derrota en la batalla de Junín lo que seguido a la orden de retirada a vista del enemigo desmoralizó a los veteranos del ejército del Norte.
El desarrollo de los acontecimientos en España, entre la revolución de los liberales y la contrarrevolución de las Partidas realistas, se llegó a yuxtaponer con los acontecimientos de la América bajo control realista, expresados en los actos unilaterales de Olañeta en Chuquisaca y Potosí para obligar al virrey a anular la Constitución (antes de recibir noticias de las órdenes de Madrid para proceder así). El virrey José de La Serna, pese a sus tendencias liberales, en una actitud pragmática, tomó la decisión de anunciar la suspensión de la Constitución de 1812 en las zonas realistas situadas al sur del Desaguadero (Alto Perú), debido a que las acciones de Olañeta no le dejaban otra posibilidad por razones de Realpolitik. Con ello el virrey buscaba impedir que en el Perú realista coexistieran dos regímenes totalmente separados. Mediante estas medidas antiliberales, De la Serna esperaba frustrar las intenciones de Olañeta; aunque el procedimiento realizado fue inicialmente extraordinario (lo que demostraba la amplitud de facultades políticas que poseía el gobierno realista de Cuzco, de poderes cuasi-independientes), pero tras recibirse las noticias de la restauración del absolutismo de Fernando VII (irónicamente comunicadas a La Serna por Olañeta), inmediatamente se acato al real decreto del 1° de octubre del Puerto de Santa María y se dio dentro de la legalidad del imperio tal suspensión. El decreto expedido por De la Serna, derogando las medidas tomadas por “el gobierno llamado constitucional” a partir de 1820 (alegando, bajo los mismos argumentos que los tradicionalistas peninsulares, que el rey fue forzado por el partido de los liberales y exaltados a sancionar leyes y actos políticos que desaprobaba, siendo ilegítimos por el uso de coacción de la fuerza), también ratificó todas las medidas ordenadas por la ultrarrealista Junta Provisional de Gobierno de Oyarzun a partir del 9 de abril de 1823, y también las hechas por el Consejo de Regencia de Madrid a partir del 26 de mayo. El virrey con su iniciativa se mostraba dispuesto a colaborar con cualquier régimen legítimo que se presentara en España, negándose a mostrar compromiso ideológico con alguno, pues estaba consciente de que estaba en sus manos el destino de los derechos de la corona española en el Perú.
Las desalentadoras noticias de Junín no tardaron en llegar al Alto Perú junto con las terminantes órdenes de virrey a Valdés para que abandonara la campaña y volviera precipitadamente al Bajo Perú para hacer frente a Bolívar. El ejército que había cruzado el desaguadero se encontraba ahora reducido a esqueleto.

...el estado de nuestro ejército era verdaderamente desconsolador. El del Norte había perdido mucho de su fuerza y entusiasmo, el del Sud cansado con marchas y contramarchas penosas, pasadas de ochocientas leguas las que acababa de andar sin descanso, y desmembrado de muchos buenos jefes, oficiales y soldados en los diferentes sangrientos encuentros que había sostenido, pérdida sensible que no pudo reemplazarse sino con prisioneros de Olañeta y con reclutas tomados al paso e instruidos sobre la marcha, el ejército del Sud no era nada en aquella época. El brillante regimiento de Gerona, que tanta gloria supo dar al nombre español, no merecía ya otro que el de una guerrilla uniformada.
Publicación de la Sociedad Ex-Milicianos de Madrid

#### Campaña de Ayacucho
Bolívar, Sucre y De la Mar, en julio de 1824 se dirigían a Pasco al mando de un gran ejército de unos 9.000 hombres. Su caballería la componían, no sólo jinetes peruanos bien experimentados en las rutas de los Andes, sino que también había gauchos argentinos de las Pampas, guasos de Chile, llaneros de Colombia y Venezuela. Incluso algunos regimientos de Haití. Se vislumbraba un auténtico ejército revolucionario multinacional, venido desde el Caribe y la Cuenca del Plata, básicamente toda la Sudamérica hispana, entre Panamá y Uruguay, contra las fuerzas de los reaccionarios peruanos y sus aliados chilotas, pastusos y rioplatenses, reclutados de regiones del continente que aún eran leales a la causa de la Monarquía Hispánica.
El 6 de agosto Bolívar derrotó a Canterac en Junín, una victoria total de la caballería (resaltando los Húsares del Perú tras desobedecer órdenes de retirada de parte de Bolívar), pues fue una batalla donde no se disparó un solo tiro, ya que solo se usaron sables y lanzas. Esta inesperada derrota realista en la sierra central llevó a que rápidamente se perdiera Tarma, Jauja, Huancayo, Huanta y Huamanga, ante el ejército patriota, para el 24 de agosto. Aquello produjo un número considerable de deserciones de las filas realistas. Pese a que Canterac se retiró al Cuzco con menos de 5.000 hombres, aún la cantidad total de las fuerzas realistas estaban superando, en una proporción aproximada de dos a uno, a los números de los patriotas. Las fuerzas patriotas se estacionaron durante un mes en Huamanga, y luego en Challhuanca, antes de proseguir su avance hacia el Cuzco. Abancay cayó en poder de los “montoneros” peruanos. Aunque los patriotas obtenían una considerable ayuda local de estas fuerzas nativas, el general Miller supo que su lealtad no era plena, teniendo noticias de que, en el pequeño poblado de Chuquibamba, había un cura con la capacidad de instigar al populacho indígena a que atacaran las fuerzas bolivarianas cuando llegasen las noticias de que los realistas se estaban acercando al lugar. 
Mientras tanto, el ejército del Virrey De la Serna (a quien luego se le sumaron las fuerzas de Valdés provenientes de Potosí) avanzó contra los patriotas y recuperó Huamanga el 16 de noviembre de 1824. Este avance de los realistas y su ejército de 13.000 soldados impulsaron una retirada de Sucre; la posición de éste se deterioró bruscamente por la persecución de De la Serna, y en ese momento parecía que estaba a punto de repetirse la derrota de Santa Cruz. Las noticias empeoraron cuando Miller comunicó que los indios de Huanta, Huancavelica, Chincheros, Huando y las aldeas cercanas estaban siendo “inducidos a levantarse contra el ejército libertador. Asesinaron a más de 100 heridos y a sus escoltas, junto con la escolta de una parte de los bagajes”. El ejército patriota no podía estar seguro de contar ni con la victoria ni con el apoyo del populacho a lo largo de su ruta de retirada. La campaña de Ayacucho comenzó en circunstancias nada optimistas para los revolucionarios. Además, el ejército argentino estaba en tregua con el Ejército Real del Perú y no se tenía seguridad de nuevos aportes y refuerzos rioplatenses a los grancolombianos, chilenos y peruanos del bando patriota. El historiador Rufino Blanco Fombona dice que "Todavía en 1824 Bernardino Rivadavia pacta con los españoles, estorbando así la campaña de Ayacucho":
Pese a que las tropas del virrey lograron derrotar a Olañeta en el Alto Perú, esta campaña fratricida significó la desaparición de 10 000 veteranos soldados realistas de ambos bandos y el desmontaje del aparato defensivo realista, el virrey trató desesperadamente de organizar un nuevo ejército recurriendo a la recluta masiva de campesinos en la sierra pero estas tropas carentes de instrucción y disciplina no eran comparables a las que tantos triunfos habían obtenido en las campañas anteriores y que ahora se encontraban casi todas en el sepulcro o el hospital. Aun así, el virrey obtuvo un sonado y último triunfo en Corpahuaico, que de haber sido aprovechado, podría haber resuelto la campaña en su favor. Puesto que, el batallón Rifles del ejército de Colombia, integrado por tropas mercenarias europeas (en su mayoría británicos), sufrió bajas significativas en Corpahuico. El Ejército Real del Perú había derrotado a un batallón que entre sus filas tenía a veteranos experimentados de la Independencia española, norteamericana, y de otros frentes de la Independencia Hispanoamericana, habiendo casos, como el mayor de origen alemán, Carlos Sowersby, que eran veteranos de la batalla de Borodino contra Napoleón Bonaparte de su Invasión de Rusia.

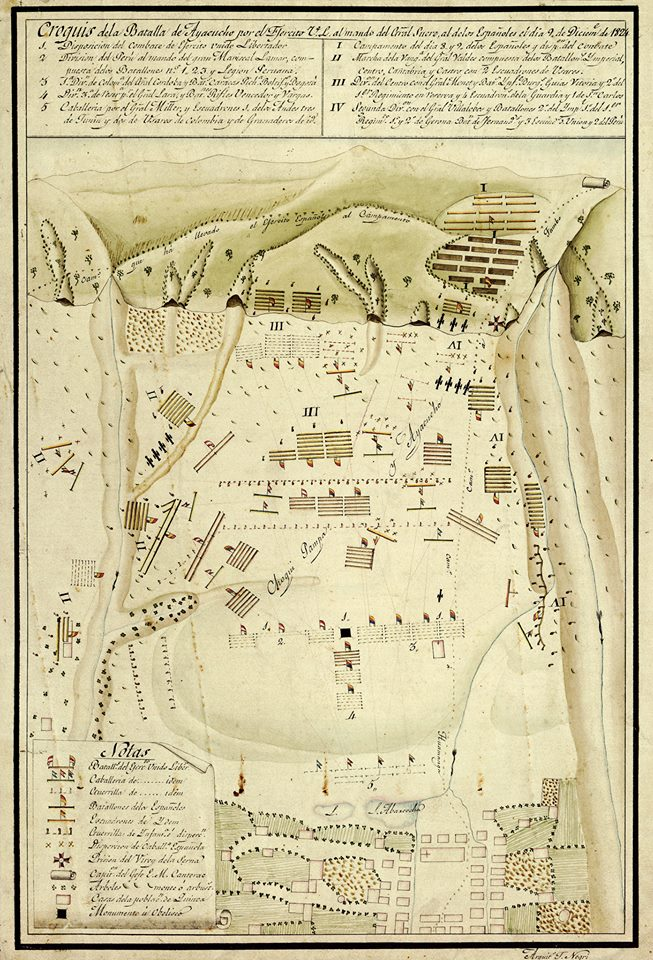
Croquis de la batalla de Ayacucho.

Los realistas estaban consumiendo sus recursos en una guerra de movimientos, sin obtener aún una victoria definitiva sobre el ejército libertador. Lo que no ayudaba la extrema dureza de las condiciones climáticas y naturales de la cordillera andina, el cual generaba que se quedasen con el número de sus tropas seriamente reducidas por enfermedad y deserción. Aquello afectó en el mismo grado a los patriotas, lo que generó milicias carentes de instrucción militar, o la recluta formada de prisioneros enemigos y campesinos de las zonas ocupadas. Los jefes realistas se habían posicionado estrategicamente en las alturas del cerro Condorcunca (en quechua: cuello de cóndor), lo cual hubiera sido una buena posición defensiva, que sin embargo, no se podía mantener, pues menos de cinco días se verían obligados a retirarse por la hambruna de la tropa. Ello equivalía a la dispersión de su ejército y se preveía una segura derrota en el momento que llegaran refuerzos de Colombia para el ejército patriota. Todo ello motivo a que los realistas tomaran una decisión desesperada: la batalla de Ayacucho daba comienzo, siendo un enfrentamiento total por el todo o nada. Cuando el ejército patriota de 6.000 hombres llegó a la Pampa de la Quinua, en el extremo occidental de la llanura de Ayacucho, Sucre se dio cuenta de que el Ejército Real del Perú les había cortado la retirada. El 8 de diciembre, el Ejército Real del Perú ocupó las alturas de Condorcanqui, por lo que resultó evidente que los realistas tenían la iniciativa al tenerlos rodeados, previniéndose una inminente y grave derrota para los patriotas, que hubiera puesto fin a la lucha por la independencia del Perú y generando una gran alarma al resto de proyectos sudamericanos. Ante tales sucesos, el ministro de Colombia, Joaquín Mosquera, «temiendo la ruina de nuestro ejército» preguntó:«¿Y qué piensa Ud. hacer ahora?», a lo que Bolívar, con tono decidido, le respondió en Pativilca con una palabra:¡Triunfar!
Si los realistas hubiesen ganado en Ayacucho, su victoria habría sido definitiva, pues se preveía la aniquilación total del ejército unido libertador (de manera análoga a Torata y Moquegua) junto a la captura de Sucre y otros caudillos bolivarianos, que hubieran generado una crisis política no solo a la República del Perú y su dependencia a la dictadura de Bolívar para sostenerse, también en la Gran Colombia (al ser un país muy militarista); y si por el contrario, perdiesen, se terminaría para siempre el poderío realista en el Perú. Aquello no fue ni porque haya sido inevitable, ni por algún entusiasmo general del pueblo por los patriotas, ni por la superioridad de sus fuerzas, ni por alguna superioridad de sus instituciones liberales o de sus sistemas filosóficos modernistas e ilustrados, sino por la pura casualidad. El rápido avance de los realistas el 9 de diciembre hizo posible que la caballería colombiana los rechazara hacia las montañas, donde capturaron al virrey. A pesar de que la artillería de Valdés obligó a las fuerzas colombianas y peruanas de De la Mar a retirarse, un nuevo avance realista fue rechazado por los “Húsares de Junín” de Miller, los cuales capturaron los cañones realistas. Estas dos derrotas pusieron en fuga a las tropas realistas, y la batalla de Ayacucho, que duró sólo una hora, dejó 1400 muertos realistas y 370 patriotas, tras la cual su bisoño ejército del Virrey De La Serna se dispersó por completo. Incapaz de continuar la lucha ante la falta de liderato (y con recelos a aceptar a Olañeta como virrey), el Ejército Real del Perú capituló tras la batalla. Entonces, al oscurecer, Canterac solicitó los términos de la rendición: 16 coroneles, 68 tenientes coroneles, 484 oficiales y 3 200 hombres, entre ellos De la Serna, Canterac, Valdés y García Camba, se convirtieron en prisioneros de guerra, con lo que desapareció el régimen de Cuzco. Se dice que ante esta inesperada perdida de la fortuna Canterac exclamó: “¡Esto parece un sueño!” Gamarra entró a Cuzco el 25 de diciembre y asumió los cargos de prefecto y de comandante en jefe.

##### Organización en la batalla en Ayacucho
| Ejército Real del Perú (1824) José de La Serna, Comandante en Jefe José de Canterac, Jefe de estado mayor |

| División Valdés - Batallón del Centro; jefe: Felipe Rivero, plazas: 464 (antiguo batallón de Azángaro(provincia de Puno), cuerpo veterano de la campaña de Pezuela en el Alto Perú, distinguido particularmente en la batallas de Torata y Moquegua bajo el mando de Espartero. Encabezó el ataque de la división Valdés.) - Batallón Cantabria; jefe: Antonio Tur, plazas: 580 (formado en 1819 sobre la base de los 210 hombres del regimiento de Cantabria, parte de la expedición española de 1818, que fueron los únicos que lograron llegar al Callao al mando del coronel de ese cuerpo Rafael de Ceballos-Escalera, este batallón se distinguió en las batallas de Moquegua, Arequipa y Corpahuaico) - Batallón Voluntarios de Castro; jefe: José Hugue, plazas: 495 (también conocido como "chilotes", constituido por fidelísimos naturales de Chiloe, incorporados al ejército real del Perú en 1815 tras la derrota de la patria vieja chilena, veteranos de la campaña del Alto Perú) - Batallón 1.º del Imperial Alejandro; jefe: Francisco Palomares †, plazas: 398 (antiguo Regimiento expedicionario de Extremadura, llegado al Perú en 1815, veterano de la campaña del Alto Perú, en 1817 por órdenes directas del Rey Fernando VII fue renombrado Imperial Alejandro, nombre de un regimiento español que combatió por el Zar de Rusia durante las guerras napoleónicas) |

| División González Villalobos - Batallón 1.º del regimiento del Cuzco; jefe: Joaquín Rubín de Celis †, plazas: 415 (primer regimiento formado en dicha ciudad, veterano del Alto Perú, diezmado en la campaña contra Olañeta. Encabezó el ataque de la división Villalobos.) - Batallón 2.º del Imperial Alejandro; jefe: Domingo Alonso †, plazas: 398 (diezmado en la campaña contra Olañeta) - Batallones 1.º y 2.º del Gerona; jefe: Domingo Echezarraga, plazas: 900 (formado sobre el batallón expedicionario de Voluntarios de Gerona llegado al Perú en 1816, veterano de las campañas del Alto Perú y Bajo Perú, distinguido en Torata y Moquegua, en 1824 se le añade un segundo batallón para la campaña contra Olañeta, donde el regimiento es completamente diezmado) - Batallón Fernando VII; jefe: José Carratala, plazas: 196 (una compañía suelta del antiguo Regimiento Fernando VII veterano del Alto Perú) |

| División Monet - Batallón Guías del General; jefe: Joaquín Bolívar, plazas: 240 (batallón formado durante las campañas del Alto Perú, se distinguió en el combate de Huanca en 1823. Fue desplegado en guerrilla para cubrir el frente de la división Monet.) - Batallón 2.º del regimiento del Cusco; jefe: Francisco Villabase †, plazas: 414 (primer regimiento formado en dicha ciudad, veterano del Alto Perú, diezmado en la campaña contra Olañeta) - Batallón Burgos; jefe: Juan A. Pardo, plazas: 540 (Primer batallón de dicho regimiento expedicionario, llegó al Perú en 1817, hizo la campaña de Chile distinguiéndose en la batalla de Maipú donde fue seriamente diezmado) - Batallón Victoria; jefe: Manuel Sánchez, plazas: 392 (formado con los restos del batallón expedicionario Talavera, que hizo la campaña de Chile en 1814 y fue renombrado Victoria en 1818, diezmado en la batalla de Pasco) - Batallón Infante don Carlos; jefe: Mariano Cucalón †, plazas: 444 (uno de los batallones del regimiento formado en 1816 sobre la base del antiguo cuerpo veterano Real de Lima que hizo las campañas del Alto Perú y Chile en 1814, tras agregársele 100 soldados peninsulares fue renombrado antes de partir para la campaña chilena de 1818, el otro batallón resistiría en el Sitio del Callao al mando de Rodil hasta 1826) |

| División Ferraz (caballería) - Dragones de San Carlos; jefe: Jerónimo Villagra, plazas: 86 (parte del regimiento dragones de San Carlos cuerpo de la división del Alto Perú, veterano del Alto Perú. Cubrió el despliegue inicial de la división Villalobos) - Granaderos de la Guardia, jefe: Valentín Ferraz, plazas: 380(cuerpo creado en 1816 por el brigadier Valentín Ferraz sobre la base de un escuadrón de la escolta del virrey Pezuela, considerado el mejor cuerpo de la caballería realista, se distinguió en las campañas del Alto Perú y luego en las de Torata y Moquegua, hizo la campaña contra Olañeta donde fue diezmado en la batalla de la Lava) - Dragones de la Unión, jefe: Ramón Gómez de Bedoya, plazas: 218 (formado sobre los restos del 4.º escuadrón expedicionario que arribó al Perú en 1815, veterano de las campañas del Alto Perú, Ica y Moquegua) - Húsares de Fernando VII, jefe: Felipe Fernández, plazas: 124 (formados sobre los restos del 4.º escuadrón expedicionario que arribó al Perú en 1815, veterano de las campañas del Alto Perú e Ica) - Dragones del Perú, jefe: Dionisio Marcilla, plazas: 146 (formado en 1817, disntinguido en la campaña de Ica) - Alarbaderos del Virrey; jefe: ¿?, plazas: 46 (cuerpo honorífico de los virreyes del Perú, remanente de la tradicional Compañía de Gentileshombres, Lanzas y Arcabuces que constituían la escolta del virrey) |

#### Última Campaña en el Alto Perú
La situación del Alto Perú, tras la batalla de Ayacucho, se mostraba crítica para el ejército de Olañeta, que continuaba defendiendo al sistema de gobierno absolutista. Olañeta mientras tanto se expresaba públicamente con incertidumbre y ambivalencia, no se íntegro al ejército patriota como le había pedido Bolívar, pero se negaba a reconocer la capitulación hecha por el virrey La Serna. Pío Tristán, último virrey del Perú, le pidió al General Pedro Antonio de Olañeta que "desista de continuar la lucha pues la independencia de la América del Sur va a ser reconocida por la Europa". Sin embargo, Olañeta respondió que "las capitulaciones sólo comprenden hasta el Desaguadero. Yo y mí ejército estamos resueltos a morir antes que entrar a la infamia". Carlos Medinacelli, jefe de la división de Olañeta, le imploraba para que capitulara ante el miedo a la pérdida de apoyo popular por el desgaste económico que generaba mantener la guerra, pues "las circunstancias son fatales con el enemigo de arriba de las inmediaciones y el de debajo de Tupiza con apoyo de Tarija, Sinti, Lipez y los Pueblos, todo el vecindario no aspira ya a otra cosa que a la paz". No ayudaba el hecho de que se estuviera en una guerra de 2 frentes, al norte con los ejércitos colombianos de Bolívar y Sucre, y al sur con los ejércitos argentinos de Urdininea y Álvarez de Arenales, quienes recién estaban por cruzar la frontera.
Desde Ayacucho, el Ejército Unido Libertador del Perú avanzó hacía Cuzco, entrando la división peruana el 30 de diciembre, Sucre les seguiría a inicios de enero. Para la tercera semana de enero de 1825 el ejército continuó su invasión hacia Puno, llevando a la División Peruana siempre como vanguardia (con la excepción del batallón número 3 del Perú, que se quedó en el Cuzco), a cuyo mando estaba el coronel Francisco Burdett O'Connor. El 29 de enero de 1825, el caudillo de la republiqueta de Ayopaya, José Miguel Lanza, había tomado la ciudad de La Paz, mientras Olañeta con los restos del Ejército Real del Perú se replegaba a Potosí. El 6 de febrero el mariscal Sucre a la cabeza del Ejército Libertador cruzó el río Desaguadero para ocupar La Paz, donde se vio presionado por un sector de mineros y hacendados de la elite criolla, dirigidos por los doctores Casimiro Olañeta y Manuel María Urcullo, para permitir la reunión de una Asamblea que decidiera el futuro de la jurisdicción de la antigua Audiencia de Charcas.
Una vez que Antonio José de Sucre ingresó al territorio altoperuano, en Cochabamba se sublevó el coronel José Martínez con el 1° Batallón del Regimiento Fernando VII, siendo renombrado Batallón Libertadores. Cuando se dirigían a Cochabamba para reprimir la sublevación de esa ciudad, el 26 de enero de 1825 se sublevó en Chilón el 2° Batallón del Regimiento Fernando VII, tomando prisionero a Aguilera, pero logró escapar. En Santa Cruz de la Sierra José Manuel Mercado entró en la ciudad el 14 de febrero, uniéndose la guarnición realista a las fuerzas revolucionarias. Aguilera huyó a la región entre Santa Cruz y Vallegrande (las Yungas de Arepucho). Por otro lado, para marzo de 1825, recién estaban entrando a Tupiza la división argentina al mando de Pérez de Urdininea. Desde allí comunicó a Ambrosio Lezica que había vencido en combate al realista Baca, además de haber tomado como prisioneros a Estévez, a Josefa de Marquiegui (esposa de Pedro Antonio de Olañeta), a Gaspar Olañeta, al Coronel Marquiegui y a otros tantos miembros del Ejército Real del Perú, pero que todos consiguieron fugarse con ayuda del cura de Talima.
Luego de que el batallón "Unión" (proveniente de Puno), al mando del coronel José María Valdez, se llegara a reunir con Olañeta, este procedió a convocar un Consejo de Guerra para decidir las medidas a tomar frente a la situación de crisis. Ahí se acordó continuar la lucha pese a las objeciones, por lo que repartió sus fuerzas entre la fortaleza de Cotagaita (cuya protección quedó al mando de Medinacelli con el batallón "Chichas") y Chuquisaca (responsabilizada al mando de Valdez con el batallón "Unión"), posteriormente Olañeta fue a partir con el resto de sus tropas rumbo a Vitichi, en Chichas (junto a 60.000 pesos de oro de la Casa de la Moneda de Potosí para financiar la pretendida campaña). Poco después, Sucre entra en la ciudad y la conquista el 29 de marzo de 1825.
Medinacelli ante la negativa de Olañeta a capitular para darle fin a la crisis, y por miedo a que sea capturado por el ejército bolivariano (quienes tenían mala fama de ser poco indulgentes con sus enemigos) escribió a Álvarez de Arenales (gobernador de Salta) anunciándole que se consideraba "un hijo del sud" y que lo reconocía como superior. El 29 de marzo de 1825 el coronel Carlos Medinaceli Lizarazu al frente de un cuerpo realista hizo saber al general Olañeta su resolución de acogerse a la capitulación de Ayacucho y pasarse con sus tropas a los patriotas. El general Olañeta, al saber de la defección de Medinaceli, se puso en movimiento y lo atacó el 1 de abril de 1825. El Combate de Tumusla concluyó a las siete de la tarde. Herido por tiros de fusil el día 1 de abril, Olañeta cayó en tierra, a cuya vista sus soldados se dispersaron, entregándose algunos al jefe vencedor. Olañeta falleció al día siguiente, el 2 de abril. Medinaceli tomó 200 prisioneros de tropa y más de 20 oficiales, bagajes, municiones, etc. Fue este el último combate de tropas regulares por la independencia de Bolivia. Días después, el 7 de abril, perseguido por Medinaceli y Burdett O'Connor, José María Valdez al frente de 200 supervivientes se rindió en Chequelte, ante el general Urdininea, siendo la rendición del último oficial realista de esa parte de América y poniendo fin al dominio español en el Alto Perú. Por lo tanto, los ejércitos dirigidos por Sucre y Álvarez de Arenales se alejaron de Chuquisaca. Finalmente la Asamblea reunida en esa ciudad, el 6 de agosto de 1825, bajo medios controvertidos, declaró la existencia de un estado autónomo llamado República de Bolívar. La expedición de Álvarez de Arenales finalizaba sin haber tenido la oportunidad de actuar militarmente contra el enemigo, pues no había fuerzas realistas que enfrentar y resultaba costoso el mantenimiento de cerca de 800 gauchos, que además significaban un peligro porque podían influir políticamente en el convulsionado territorio altoperuano, siendo traídos de regreso a Argentina, donde pasaba una anarquía en las provincias del norte y se les consideraba más necesarios en sus hogares.
Años más tarde, en 1828, el último foco de resistencia realista en la República de Bolívar fue dirigido por el general del Ejército Real del Perú, Francisco Javier Aguilera, famoso por dar muerte a los patriotas Manuel Asencio Padilla e Ignacio Warnes, pues el 14 de octubre de 1828 encabezó un alzamiento realista en la ciudad de Vallegrande, en el Oriente boliviano, pero fue vencido por Anselmo Ribas el 30 de octubre de 1828, logró huir pero fue apresado y fusilado el 23 de noviembre de 1828 en las cercanías a Vallegrande. Sus cabezas fueron expuestas en la plaza por el ejército republicano. Según el libro titulado “La Familia Canterac en América” el combate de Tumusla es denominado también como la “última batalla de Potosí” por José de Canterac:

“Si la batalla de Ayacucho significó la derrota política y militar de las colonias españolas en Sudamérica, la batalla de Potosí representó un golpe aún más duro, el corte umbilical entre el cerro de Potosí y España... ¡Oh Potosí, cuanto te debe Europa. Don José de Canterác, Madrid, 1829".

La república de Bolivia había sido fundada por Sucre, pero la condición del Alto Perú como país independiente tanto de Buenos Aires como de Lima sólo había sido la consecuencia lógica de la oposición de Pedro Antonio de Olañeta a De la Serna. Pezuela tenía razón cuando señaló a la Corona en 1817 la gran influencia política de este oficial.

#### El Sitio del Callao, 1824-1826

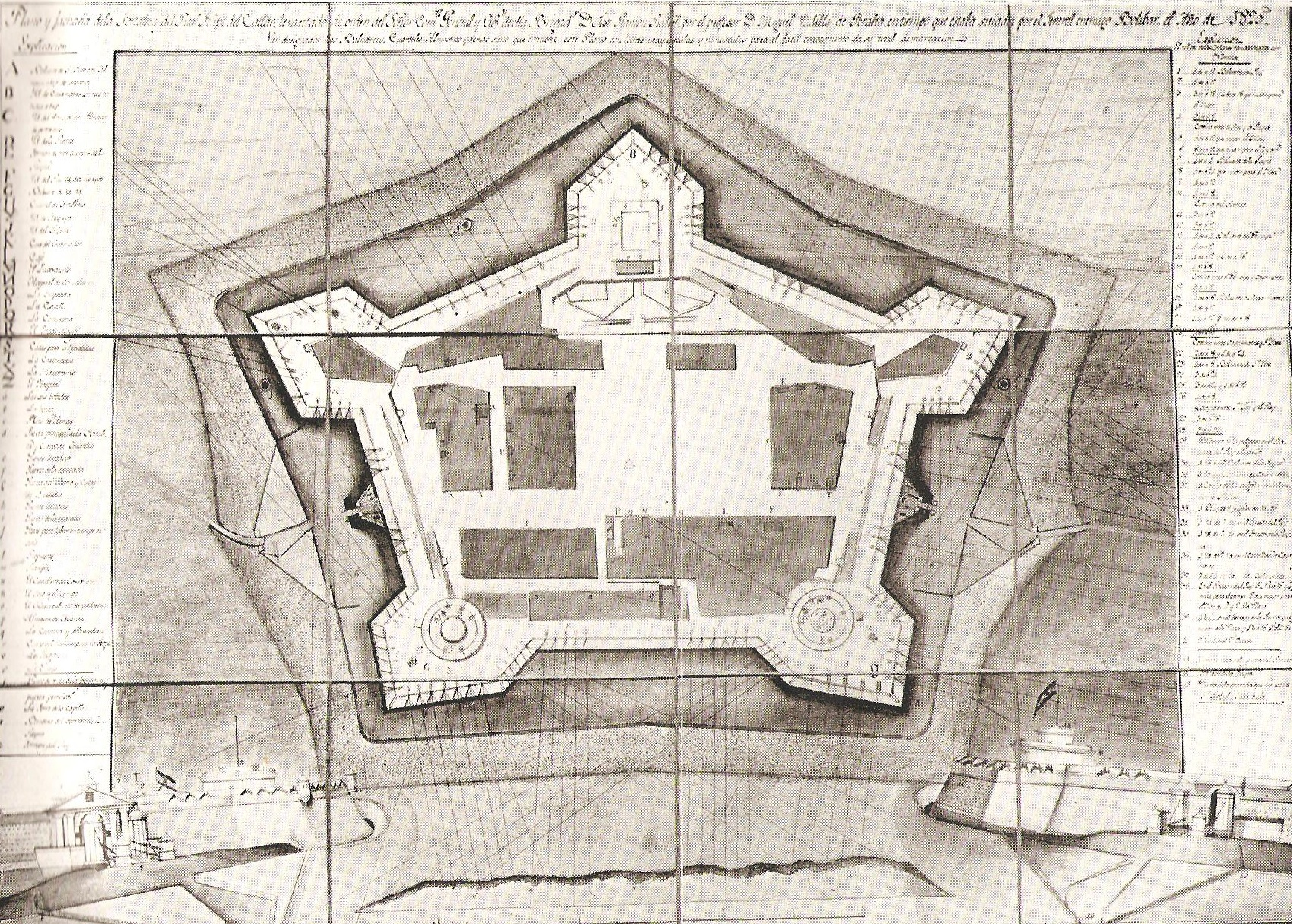
Plano de la Fortaleza del Real Felipe.

Bolívar ordenó a Sucre que se ocupara de la negociación de la isla de Chiloé y del Callao en la capitulación de Ayacucho, pero Canterac se negó rotundamente para no sumar más hechos negativos a su derrota en Ayacucho y porque no le obedecerían. Secretamente se acordó que quedarían fuera de la capitulación de Ayacucho. Lo único que se acordó con Canterac fue que el poderoso navío Asía abandonase el Pacífico poniendo rumbo a Manila.
El brigadier José Ramón Rodil, comandante militar de las fortalezas del Callao, se negó a rendir el castillo del Callao confiando en que aun contaba con el dominio del mar gracias al navío Asia, y podría recibir refuerzos de España. No sucedió así y asediado en las fortificaciones del puerto resistió un sitio de casi dos años, contaba para su defensa con los veteranos regimientos Real de Lima y Arequipa. La guarnición sublevada en el Motín del Callao se había trasladado a Arequipa y Chiloé. Se habían refugiado también en el Callao millares de civiles limeños, familias con mujeres y niños, huyendo de la persecución política y que perecieron en casi en su totalidad a causa de severo asedio por hambre y enfermedad, finalmente en enero de 1826 cuando la mayoría de sus civiles habían muerto y los soldados sobrevivientes se alimentaban de ratas, Rodil aceptó capitular ante el comandante del asedio, el general Bartolomé Salom, obteniendo condiciones honrosas y llevando consigo las banderas de sus regimientos de Arequipa y el Real de Lima que fueron las últimas en abandonar el Perú. Con la entrega del Callao, desapareció el último bastión español de América del Sur.

"En este epílogo de la lucha americana debemos prodigar elogios de justa admiración a las tropas peruanas, las cuales constituyeron el núcleo más importante de la defensa y con las que Rodil y los demás jefes españoles realizaron hazañas tan asombrosas, soportando bizarra y gallardamente las penalidades del sitio."
Verardo García Rey. 

## Epílogo
Las primeras noticias del llamado desastre de Ayacucho llegaron a España como rumores procedentes de Gran Bretaña desde donde el ministro español Camilo Gutiérrez de los Ríos había escrito a su gobierno que el ministro de Asuntos Exteriores de ese país, George Canning, le había comunicado la noticia "nada menos que de un triunfo completo del rebelde Bolivar sobre el ejército realista del Perú". La confirmación de este rumor llegó a España en mayo de 1825 con el coronel José María Casariego quien procedente del Perú portaba los pliegos mandados por el virrey La Serna. El 17 de mayo la Gaceta de Madrid, publicaba que no había una confirmación oficial de los hechos y que las fuerzas realistas se estaban recuperando. Sin embargo con la llegada de los primeros oficiales capitulados en Ayacucho estas esperanzas se desvanecieron. Ante lo inesperado de la derrota de un ejército cuyas noticias recibidas el año anterior reportaban solo victorias algunos medios de prensa publicaron entonces que la batalla había sido perdida por traición acusando a los jefes realistas de masónicos y liberales. En adelante todos ellos serían conocidos despectivamente como "ayacuchos" y aunque la corona les confió cargos altos y de confianza, este mote perduraría en el tiempo.

"..Sin la negra discordia que dividió muy pronto a los esforzados defensores del Perú, es muy probable que las armas españolas continuaran triunfando de toda la formidable coalición que los poderes independientes de Buenos Aires, Chile, Colombia y el Perú, formaron para vencerlas, porque toda esta formidable reunión de fuerzas aguerridas y engreidas con los triunfos de Chacabuco y el Maipú, Carabobo, Pasto y Pichincha, fue necesaria para superar la obstinada confianza de los realistas peruanos. Recomendamos a nuestros lectores, tener siempre presente que el epíteto realista era en América sinónimo de español, y valía tanto como decir defensor y partidario de los intereses y derechos de la España  
.."
Gnrl. Andrés García Camba. 

Refiere el general Guillermo Miller en sus memorias que tras la capitulación de Ayacucho algunos soldados realistas se incorporaron al ejército patriota pero que la gran mayoría se dispersaron y regresaron a sus hogares, respecto a los oficiales peruanos hubo varios que entraron a servir en el ejército republicano aunque muchas veces sufriendo el desprecio de quienes pese a haber servido también en el ejército real habiánse unido a los independentistas antes de Ayacucho, estos oficiales conocidos como "capitulados" sufrían la misma estigma que los "ayacuchos" en España.

"...Valle-Riestra era además un jefe que había servido a los españoles hasta Ayacucho. De estos había muchos en el ejército, y esta circunstancia tenía los ánimos encontrados entre capitulados y los que habían servido al país..."
Historiador Manuel Bilbao, haciendo referencia al coronel Francisco Valle-Riestra fusilado por Salaverry en la guerra civil de 1835. 

Altos oficiales españoles como Andrés García Camba y Jerónimo Valdés dedicaron la redacción de sus Memorias sobre la guerra de independencia peruana a defenderse del epíteto de ineptos, cobardes e incluso traidores que recibían de parte de la sociedad española y en especial de sus enemigos políticos, a esta labor se sumaron historiadores como Mariano Torrente, todos ellos resaltaron la desesperada lucha que sostuvieron en el Perú por los derechos del Rey y su patria, manteniendo una guerra desigual y venciendo muchas veces a ejércitos multinacionales que les doblaban en número y elementos señalando que mientras los independentistas peruanos podían recibir refuerzos de Colombia, Chile y Argentina por un océano dominado por sus flotas, ellos se encontraban aislados de la metrópoli; haciendo además especial mención a la traición de Olañeta como verdadera causa de la ruina del ejército real.
Los altos jefes realistas, la mayoría de ellos peninsulares, obtuvieron en las condiciones de capitulación de Ayacucho y el Callao que el gobierno republicano les costeara los pasajes a España comprendiendo también a los individuos de tropa expedicionaria que habían sobrevivido a los 16 años de campaña. No obstante algunos de estos oficiales entraron a servir a la república obteniendo la nacionalidad peruana por sus posteriores servicios aunque hubo varios que volvieron a caer en desgracia por apoyar al caudillo perdedor en una de las tantas guerras civiles peruanas que se sucedieron hasta mediados del siglo XIX.

## Fin de la Guerra
Tras la restauración del gobierno absolutista de Fernando VII en España, mediante la intervención militar francesa al mando de Luis Antonio de Francia, los gobiernos de Inglaterra y Francia dejan reflejado en el mismo año 1823, en el Memorándum de Polignac, su acuerdo de no intervenir en América en ayuda del rey español. En Perú se producen rebeliones realistas como la guerra de Iquicha (1825-1828) El ejército francés permaneció ocupando España hasta el año 1828 sosteniendo el trono absolutista. En el año 1830 Fernando VII de Borbón pierde toda posibilidad de ayuda por parte de absolutismo francés con la caída del gobierno borbónico en Francia y el ascenso al trono francés del constitucional Luis Felipe. Finalmente todos los planes españoles de reconquista de América cesan con el fallecimiento del monarca Fernando VII el 29 de septiembre de 1833, momento en que se pone punto final en España a todos los planes militares contra la independencia de los estados hispanoamericanos.

## Oficiales destacados
- Gerónimo Valdés, natural de Villarín de Asturias, arribó a América en 1816, se distinguió en la batalla de Torata, por sus méritos fue nombrado vizconde de Torata. Según Miller su fuerte carácter hacia que fuera "temido por sus oficiales pero idolatrado por sus soldados" quienes solían decir que en "en campaña el tío siempre está en casa" haciendo referencia al hábito que tenía de compartir las penurias de sus hombres en campaña, no teniendo en su mesa más que sus simples raciones de soldado y durmiendo al aire libre envuelto en un poncho o dos a la cabeza de sus tropas donde quiera se encontrasen en marcha.[162]
- José de Canterac, natural de Castel Jaloux (Francia), llegó al Perú en 1818, hizo la campaña al Alto Perú, fue nombrado jefe de Estado Mayor por el virrey la Serna, derrotó a los independentistas en las importantes batallas de Macacona y Moquegua en 1822 y 1823 respectivamente pero fue derrotado en Junín (1824), tras la batalla de Ayacucho firmó la capitulación al estar el virrey herido.
- Joaquín de la Pezuela, natural de Huesca, arribó al Perú en 1805, se distinguió en las campañas del Alto Perú en especial en la batalla de Viluma, fue nombrado Marqués de Viluma y posteriormente virrey del Perú, desprestigiado por el fracaso de la campaña en Chile y debilitado por el desembarco de la expedición libertadora fue depuesto por sus subordinados.
- José de la Serna, natural de Jerez de la Frontera, de larga experiencia en las guerras europeas paso en 1815 al Perú, combatió con distinción en el Alto Perú ascendiendo a teniente general, tras el Pronunciamiento de Aznapuquio reemplazó a Pezuela como virrey del Perú.
- Manuel Olaguer Feliú, natural de Ceuta, arribó al Perú en 1817 tras la batalla de Chacabuco. Mariscal de Campo, Subinspector y Director del Real Cuerpo de Ingenieros del Virreinato, integró la Junta de Guerra presidida por el Virrey Pezuela, luego fue nombrado por el Virrey de La Serna miembro de la Junta de Pacificación.[163]
- José Manuel de Goyeneche, noble criollo natural de Arequipa, de importante desempeño en la campaña contra el Ejército del Norte, obtuvo una importante victoria en Huaqui, fue nombrado Conde de Guaqui.
- Pío Tristán, noble criollo natural de Arequipa, combatió en Alto Perú a órdenes de Goyeneche y dirigió la ofensiva sobre el norte argentino.
- Andrés García Camba, natural de Lugo, oficial de caballería y luego de estado mayor participó en varias campañas militares desde su llegada a América en 1816 hasta la misma batalla de Ayacucho, fruto de su propia experiencia personal redactó sus Memorias para la historia de las armas españolas en el Perú, una importante fuente historiográfica.
- Baldomero Espartero, natural de Ciudad Real, llegó al Perú en 1815, fue organizador y comandante del Batallón ligero del Centro, se distinguió en la campaña de 1823 en las batallas de Torata y Moquegua. Tuvo un destacado papel en la posterior historia de España.
- Valentín Ferraz, natural de Huesca, se embarcó para el Perú en 1816, se distinguió como oficial de caballería, formó y comandó el escuadrón Granaderos de la Guardia, cuerpo que a decir de Espartero "no cedía en nada a los mejores de Europa"[164] a cuya cabeza obtuvo la victoria en el combate de Arequipa, recuperando la ciudad tras vencer a la numéricamente superior caballería grancolombiana al mando de los generales Sucre y Miller.
- Pedro José de Zavala, noble criollo natural de Lima, coronel del batallón de Españoles de Lima, sirvió junto a sus hijos Toribio y Juan de Zavala en el ejército real, secundó el Pronunciamiento de Aznapuquio, tras es final de la guerra su hijo Toribio optó por ostentar la nacionalidad peruana mientras que Juan la española, el primero de ellos combatiría junto a un nieto suyo en el combate del 2 de mayo de 1866 contra la escuadra española falleciendo durante la acción, paralelamente Juan se desempeñaba como Ministro de Marina de España.[165]
- Cayetano Ameller, natural de Cádiz, llegó al Perú en 1816 como capitán del Batallón ligero Gerona, en 1822 era comandante del mismo, tuvo una muy distinguida participación en la batalla de Torata, donde realizó una brillante carga a la bayoneta con su batallón derrotando y poniendo en fuga a los batallones Nro 4 y Nro 11 del ejército de los andes y el Nro 5 de Chile; ascendido a brigadier marchó a las órdenes de Valdés contra el insurrecto Olañeta, en esta campaña su batallón fue diezmado y el mismo muerto en la batalla de Lava donde Olañeta fue derrotado el 17 de agosto de 1824.[166]
- Felisiano Asín y Gamarra, comandante general de caballería en la batalla de Torata, dirigió la carga sobre la infantería enemiga, cayo mortalmente herido durante el ataque.